# Плісце (притулок)
Турист́ичний прит́улок на полон́ині Плісц́е ― гірський притулок в українських Карпатах, що існує з 1934 року. Відбудований у 2005 р. з метою відродження туристичного потенціалу Карпатського регіону. Розташований на пол. Плісце, під г Ґрофа, в межах Рожнятівського району Івано-Франківської області, на відстані 9 км від с. Осмолода, в межах ландшафтного заказника загальнодержавного значення «Ґрофа».

## Історія

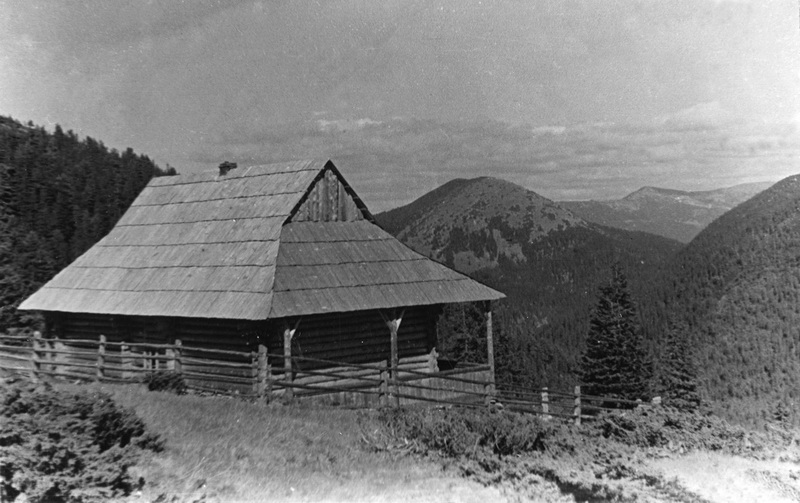
Вигляд притулка в середині 30-х рр.

Первинний притулок на полонині Плісце став першою українською спорудою рекреаційного призначення. Його було збудовано товариством «Плай» у 1935 р. (за іншою версією ― у 1934 р.). Ним же здійснювалось утримання та догляд. Для цього товариство отримало в оренду від Львівської управи Української греко-католицької церкви земельну ділянку площею 1 морг (0,57 га). Також УГКЦ забезпечила будівельні матеріали. Паралельно товариству було дозволено здійснювати туристичну діяльність в околицях притулка.

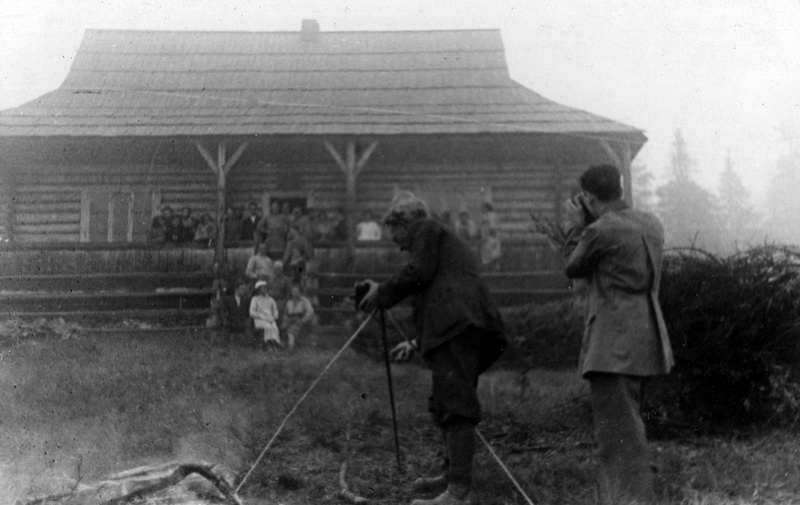
Фотограф Тадеуш Вільчинський навпроти входу в будинок

Автором проекту став Олександер Пежанский, що був членом «Плаю». Проект було виконано безкоштовно. Процес будівництва відбувався протягом 1933-35 рр. Значну підтримку було надано громадськістю під керівництвом лісівника Миколи Саєвича. Будинок було спроектовано у бойківському стилі, він мав три приміщення і придатне для використання горище. За допомогою співставлення світлин було визначено, що його розташування було неподалік колишнього мисливського будинку.
До наших днів притулок «Плаю» не дожив. Достеменно невідомо, що сталося. Ймовірно, що його спалили під час бойових дій. Також потрібно згадати про ще один притулок в цій місцевості, збудований в часи Польщі. Його фундамент згідно військових карт розташовувався в сідлі між г. Паренки та Плісцем, там досі можна знайти рештки будови.

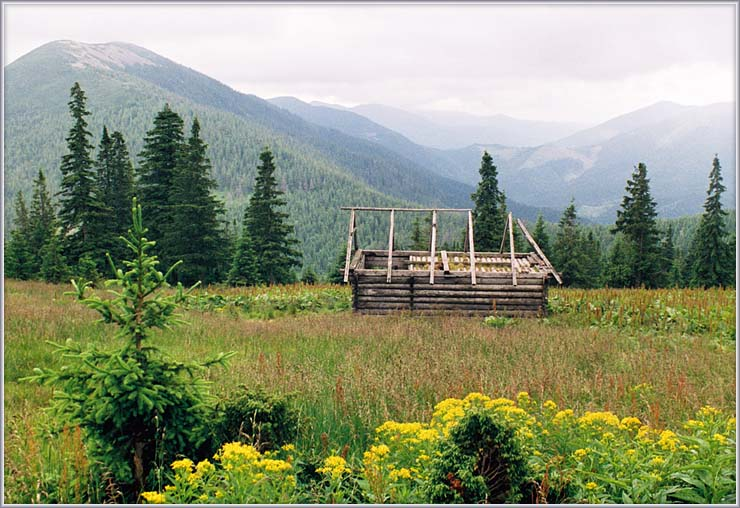
Мисливський будинок із залишками даху (90-ті рр.)

Другим на пол. Плісце став мисливський будинок, збудований в 60-ті роки ХХ ст. силами Осмолодського лісокомбінату з ініціативи тодішнього керівника Антона Йосиповича Островського. Цей будинок, як і більшість збудованих з егіди А.Островського в межах лісокомбінату, був закритим і використовувався єгерською 

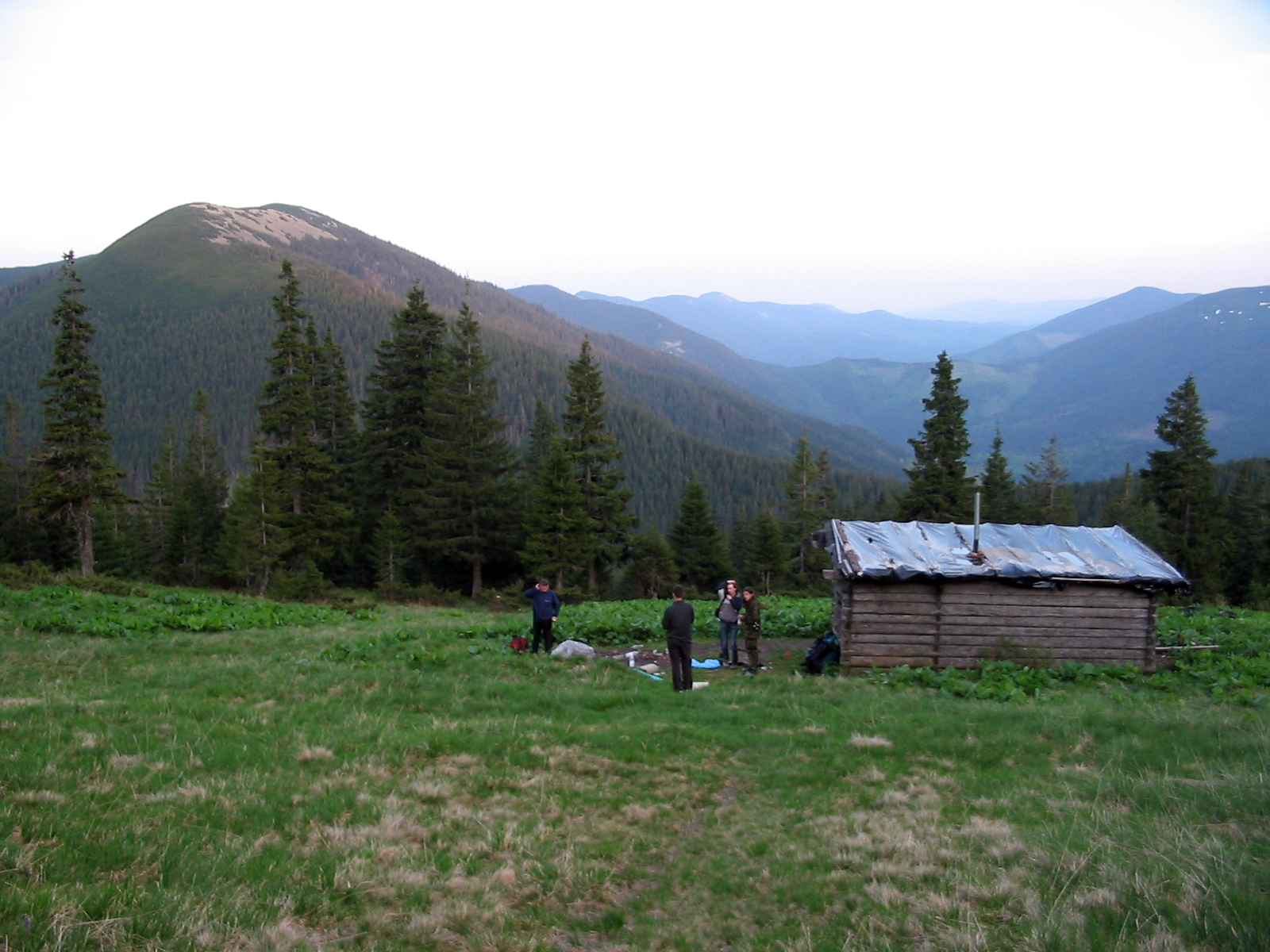
Мисливський будинок станом на травень 2005 р. Перекритий поліетиленом

 службою для полювання та для антибраконьєрських рейдів. Дах був критий драницею, через що вже у 80-90-х рр. почав протікати і гнити. На той час будинок почали частіше відвідувати самодіяльні туристи, в зв'язку з чим їхня роль у підтримці стану будинку зросла. В ті роки не було легких і витривалих матеріалів для перекриття даху, тому з часом двоскатний дах трансформували у односкатний і перекрили поліетиленом. Група колишніх альпіністів з Калуша (Василь Гутиряк), з метою збереження його силами лісгоспу, запросили на хатинку тодішнього директора Осмолодського ДЛГ. Після його візиту хатину перекрили руберойдом та встановили на струмку Котелець дві кладки-містки. Однак ремонт даху не вирішив проблему, восени 2004 р. будинок сильно протікав і до проживання був практично непридатний. В подальшому у 2005 р. він був розібраний і частково використаний для відбудови нового притулку. Решта непридатних конструкцій було спалено.
Третім і поточним будинком став існуючий туристичний притулок.

## Хронологія відбудови

### 2001
З метою відновлення довоєнної мережі туристських маршрутів та відбудови притулку на полонині Плісце, Василь Гутиряк спільно з однодумцями 27 квітня 2001 р. зареєстрував громадську організацію «Івано-Франківська регіональна фундація «Карпатські стежки» (далі за текстом ― ФКС). Вже в липні того ж року Івано-Франківська ОДА видала розпорядження №499 [Архівовано 28 січня 2019 у Wayback Machine.], яка ствердила співпрацю місцевих органів влади та громадських активістів. Цим же розпорядженням було постановлено профінансувати витрати на розробку мережі маршрутів та побудову притулку. Кошти були виділені в останні дні року, причому у вдвічі меншому від потрібного розмірі. На ці кошти було закуплено дві бензопилки та розпочато роботи по відновленню мережі туристських маршрутів, основою яких в подальшому стане Східно-Карпатський туристичний шлях (СКТШ). Притулок на Плісці, за задумом розробників мережі, повинен був стати осередком туристичного розвитку, значною мірою через популярність місцевості.

### 2002
В червні-липні 2002 р. розпочато документарну роботу по отриманню дозволів на оренду земельної ділянки 0,008 га для відбудови притулку. В результаті було отримано погодження обласним управлінням лісового господарства та безпосередньо лісокористувачем ― ДП «Осмолодське лісове господарство», а також обласним управлінням екології Мінекоприроди. Цільовим призначенням будинку лісокористувач визначив «контроль та охорона території заказника «Ґрофа», а також з рекреаційною метою». Восени того ж року, з дозволу лісопатолога лісокористувача, було заготовлено деревину для будматеріалів. Паралельно ініціативна група досліджувала польські архівні світлини та матеріали про діяльність товариства «Плай».

### 2003-2004
В цей період, у зв'язку з відсутністю фінансування, суттєвих заходів по відбудові не відбувалося. Натомість між ФКС та Польським туристично-краєзнавчим товариством (PTTK) було підписано меморандум про співпрацю [Архівовано 28 січня 2019 у Wayback Machine.], який передбачав, у тому числі, будівництво польсько-українського притулку в с. Бистриця. Так як умовою згаданого будівництва було надання українською владою земельної ділянки у постійне користування та виділення будівельного лісу, то намірам збутися не судилося.

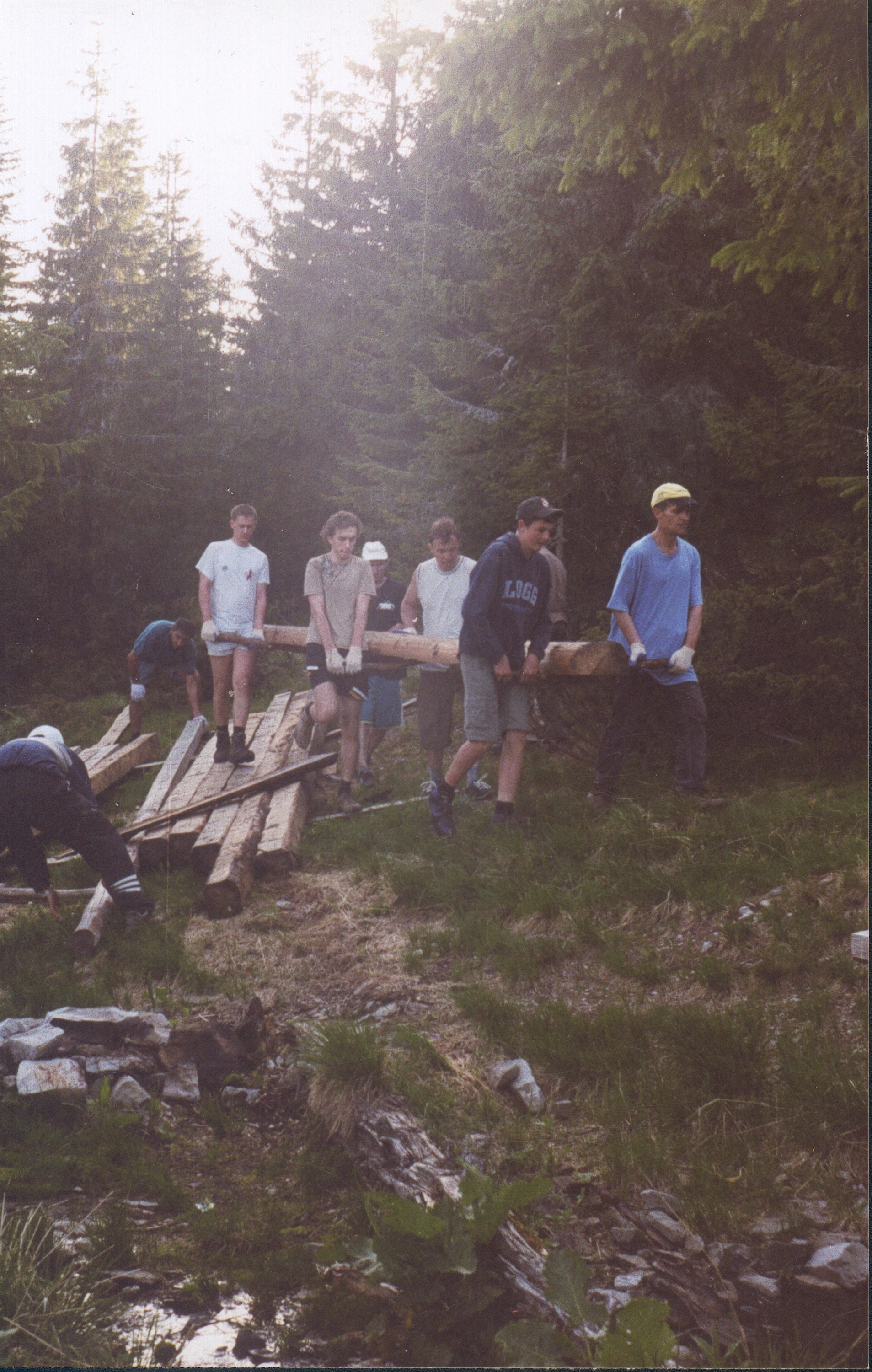
Волонтери переносять конструкції будинку

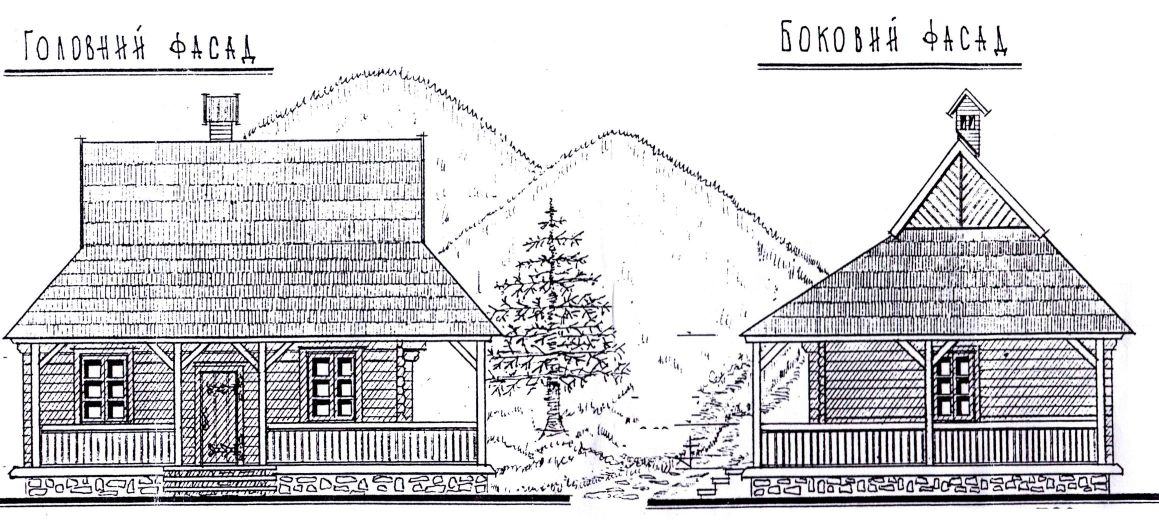
Проект побудови притулку

### 2005
В кінці травня 2005 р. було проведено екоакцію з метою прибирання сміття неподалік старого мисливського будинку. Також учасники акції перенесли будівельні матеріали (бруси) до запланового будівельного майданчика.
Замість одноразового проекту зразка 2001 р. ініціативна група на чолі з головою ФКС Василем Гутиряком розробила Програму «Спільним шляхом до об'єднаної Європи» [Архівовано 28 січня 2019 у Wayback Machine.]. Вона мала постійний (не одноразовий) характер фінансування, завдяки чому можна було розраховувати на бюджетне відшкодування витрат наприкінці кожного фінансового року. Програму було затверджено розпорядженням №525 [Архівовано 28 січня 2019 у Wayback Machine.] Івано-Франківської ОДА на початку жовтня 2005 р. Однак фінансування отримати не вдалося, чиновники вирішили віддати кошти на розвиток проектів культурного характеру.
Зважаючи на фінансові труднощі, було вирішено оголосити збір коштів серед спільноти через інтернет-форум сайту karpaty.com.ua [Архівовано 29 січня 2019 у Wayback Machine.]. Протягом червня ― вересня 2005 р. було зібрано понад 7700 грн. (при курсі долара 5,00). Частина коштів[уточнити] пішла на розробку проекту, який мав бути максимально схожий до оригінального виконання 1930-х років. В середині серпня 2005 р. місцевими жителями було спалено частину пиломатеріалів, в зв'язку з чим першочергові плани довелось змінювати (відмова від бокових веранд, залишено лише фронтальну; пропорційно зменшено розміри кімнат).

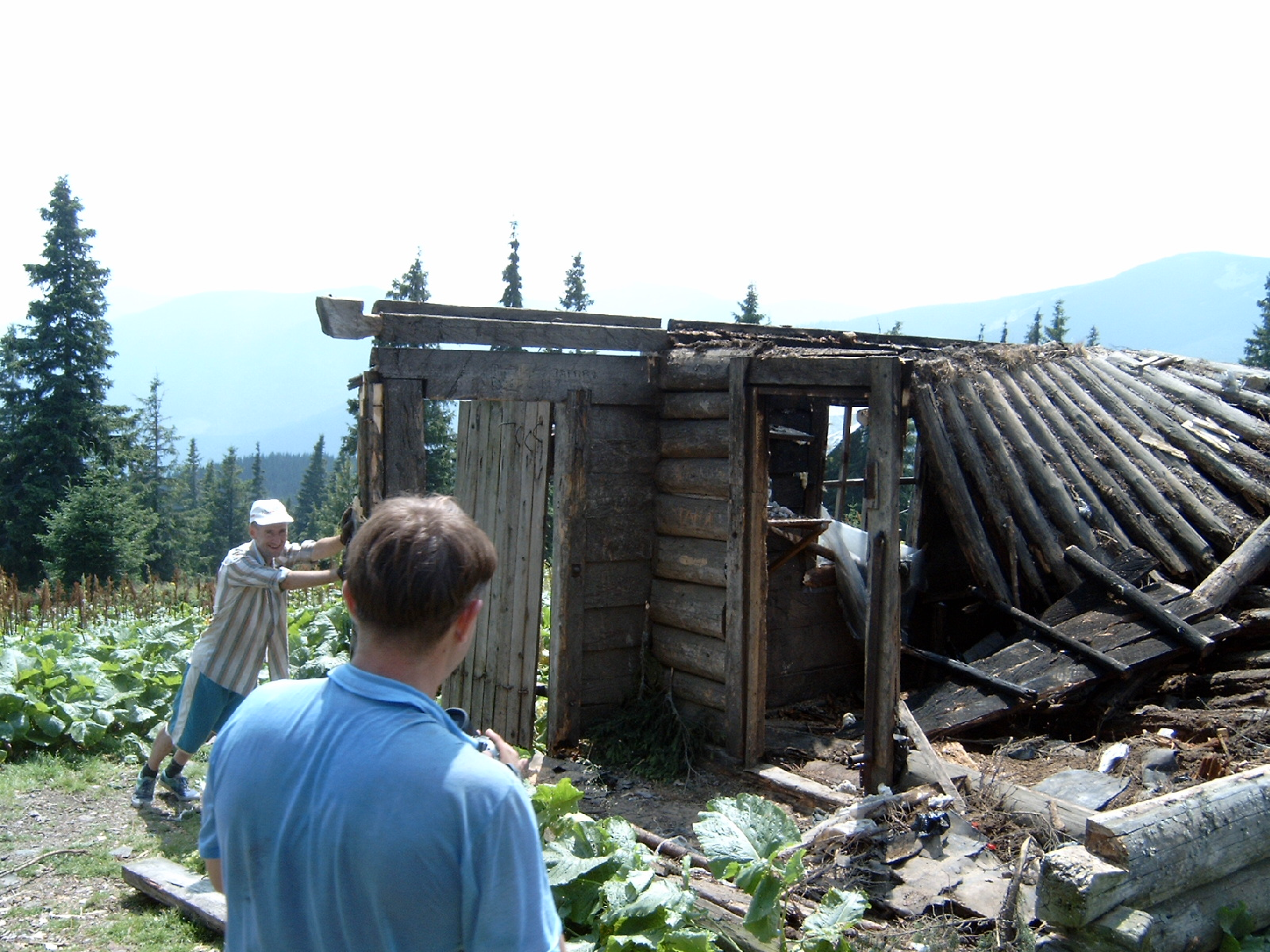
Василь Гутиряк та Віталік Горєлов біля розібраного будинку

30 липня 2005 р. будо розібрано старий мисливський будинок. Цілі конструкції було використано на будівництво нового, решта непридатних матеріалів спалили.

###### Кошторис
```
1. Для початку будівництва ― оплата праці будівельників (2 майстри ― 3000 грн. та 3 підсобних працівники)
2. Дошка для покриття даху ― спонсорська допомога лісгоспу
3. Метал для покриття даху – домовлено про оплату після початку експлуатації
4. Складання пічки, закупівля матеріалів для мурування ~ 1500 грн.
5. Виготовлення вікон, дверей, інші витрати

Загалом ~ 6000 грн.
```

###### Правові питання
В процесі відновлення загострились питання належності майбутнього притулка. Старий мисливський притулок за часів СРСР належав Осмолодському лісокомбінату. Після відновлення незалежності будівля на баланс новоутвореним Осмолодським ДЛГ поставлена не була (станом на сьогодні будинок поставлений на баланс). З 1996 р. територія полонини Плісце ввійшла в ландшафтний заказник «Ґрофа», відповідальним за його охорону землекористувачем визначено Осмолодський ДЛГ. Згідно положення про Заказник, [Архівовано 29 січня 2019 у Wayback Machine.] на території останнього заборонене будь-яке будівництво споруд, не пов'язане з охороною території Заказника. Згідно листа Осмолодського ДЛГ №322 від 21.06.2005 р. останній погоджує реконструкцію старого мисливського будинку (чим фактично підтверджує його існування та правову належність) в інтересах спільного використання з ФКС для контролю території, охорони та в рекреаційних цілях. Відповідно до цього, норми екологічного законодавства в процесі реконструкції старого мисливського будинку у туристичний притулок не порушуються. Це підтверджено також листом [Архівовано 29 січня 2019 у Wayback Machine.] ДСЗП від 13.07.2005 р.
26 квітня 2001 р. Рожнятівською районною радою було створено комунальну службу з провадження рекреаційної діяльності. Згідно з положенням про дану службу, остання була уповноважена надавати платні послуги на території ПЗФ Рожнятівського району. В с. Осмолода працівники служби встановили КПП, засобом якого контролювали доступ відвідувачів на територію лісових масивів, де в незначній кількості та недостатній якості були створені екологічні маршрути. Крім того, згідно з «Програмою по туризму на 2003–2010 роки» в Рожнятівському районі, зокрема у 2005 р., бюджетом було виділено 15 000 грн. на розвиток туризму. Однак ревізори КРУ визнали, що згадані кошти були витрачені не за призначенням. Правовий статус згаданої служби вступав в конфлікт з землекористувачем ― Осмолодським ДЛГ, яке уповноважене законом про ПЗФ [Архівовано 10 квітня 2021 у Wayback Machine.] здійснювати контроль та охорону своїх територій. В зв'язку з існуванням даної служби на момент реконструкції існували сумніви в правовому статусі майбутньої будівлі.

Починаючи з 15 серпня 2005 р. процес відбудови розпочався. 22 серпня до справи приєдналися єгері Осмолодського ДЛГ, які розширили і прочистили райтшток для більш зручного переносу вантажів. Також лісгоспом було надано пиломатеріали у вигляді дощок (3 м3 50 мм, 10 м3 25 мм). Станом на 26 серпня коробка була зведена, каркас даху було збудовано ближче до 08 вересня.

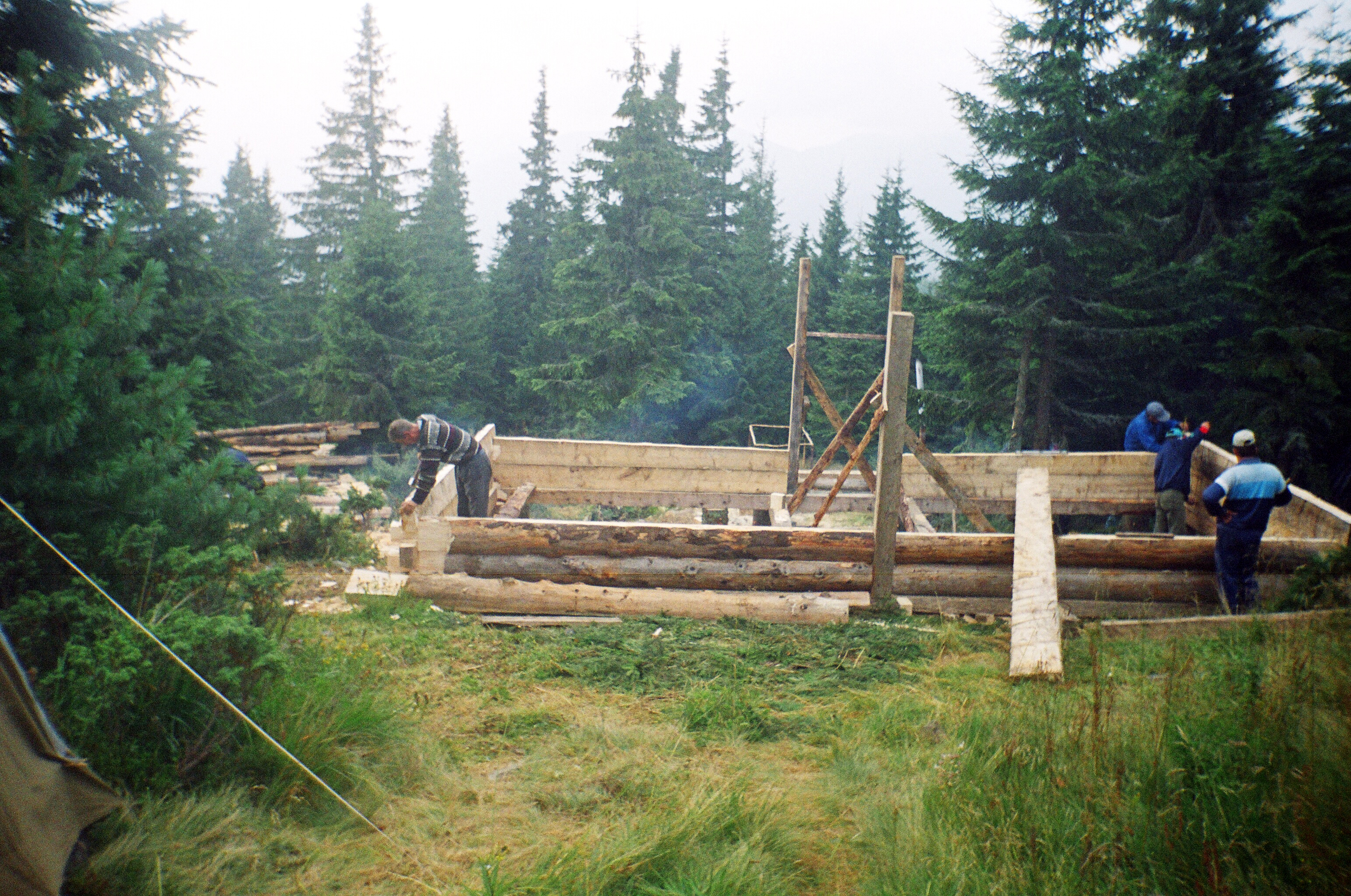
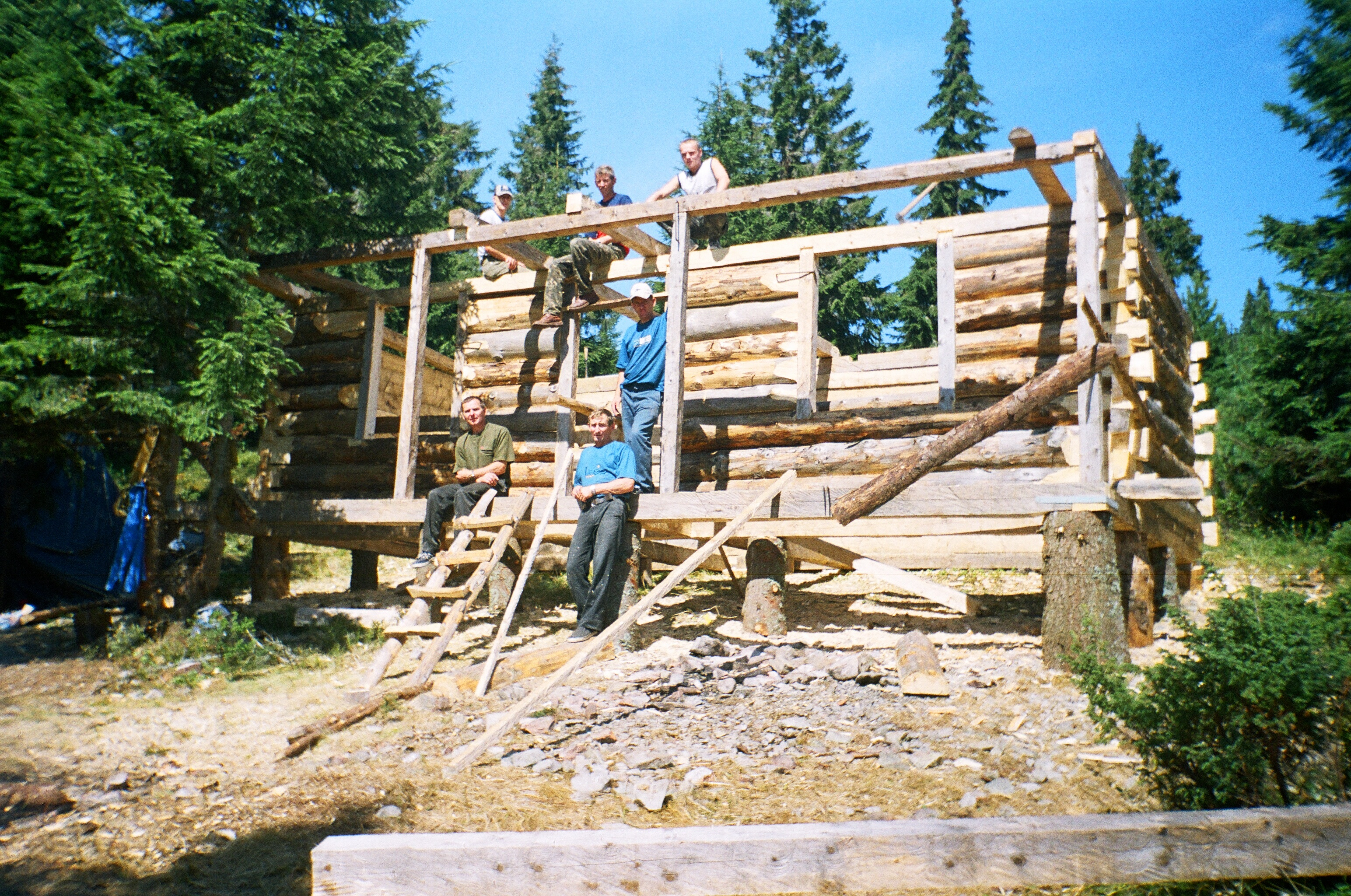
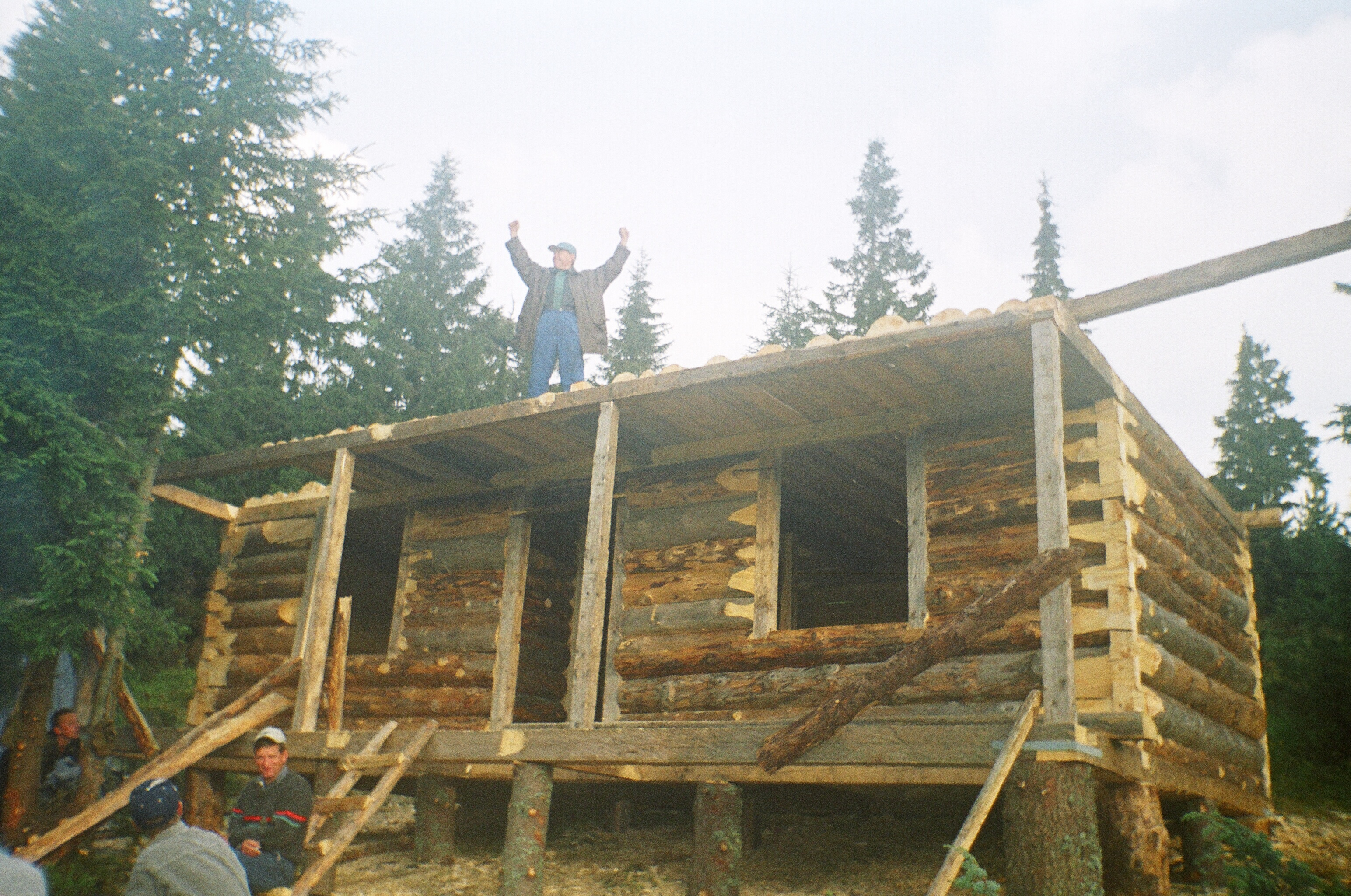
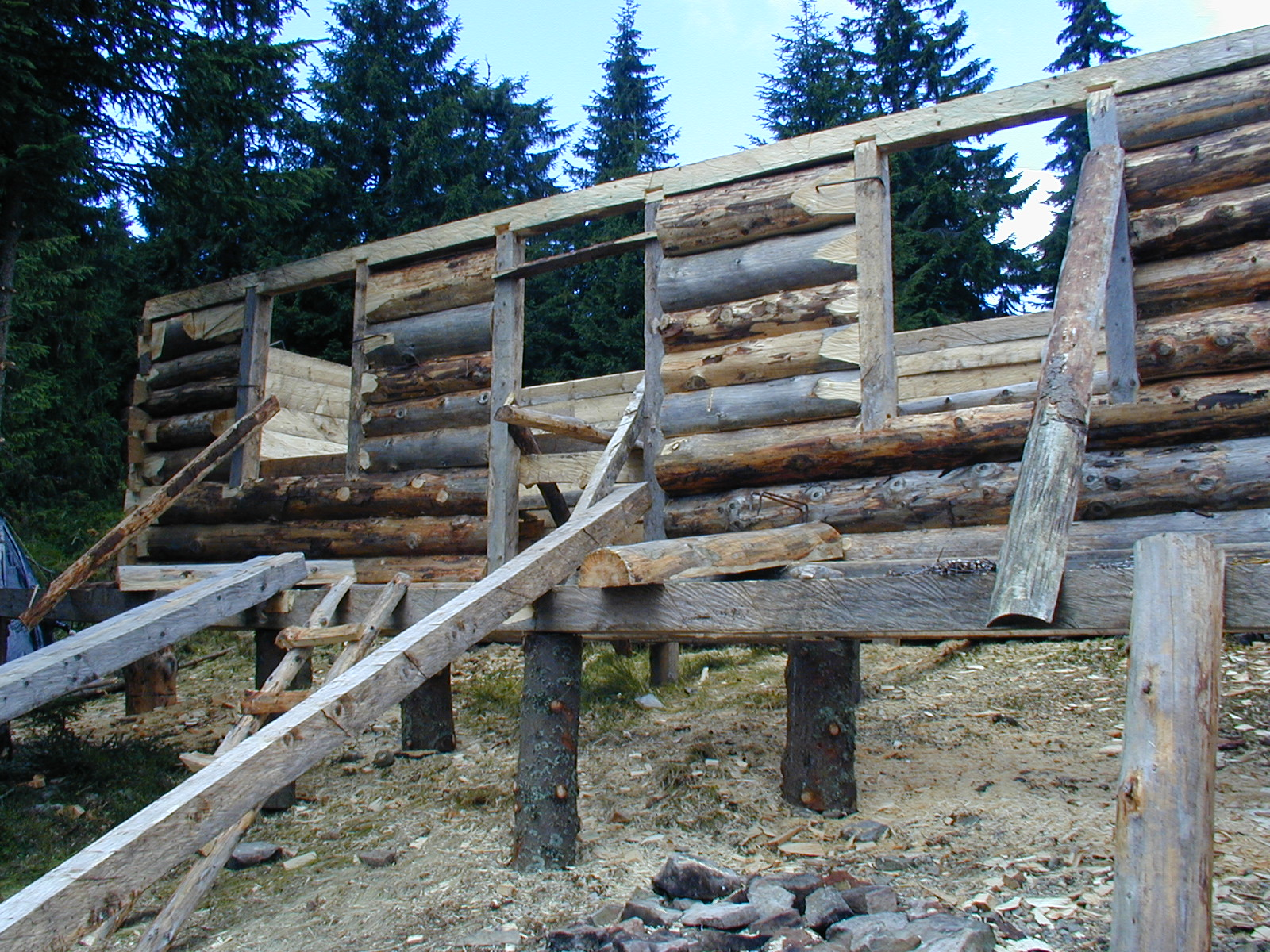
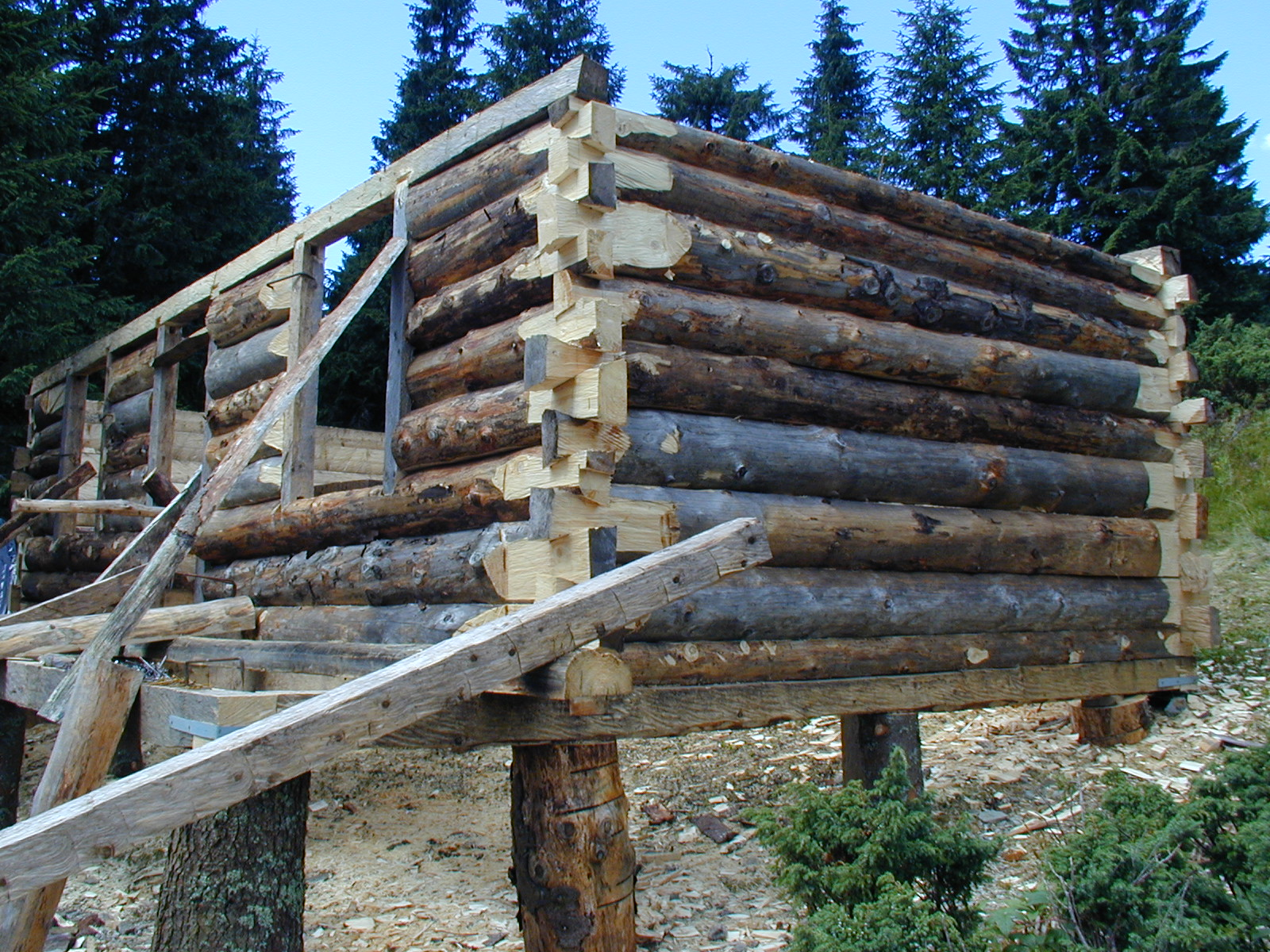
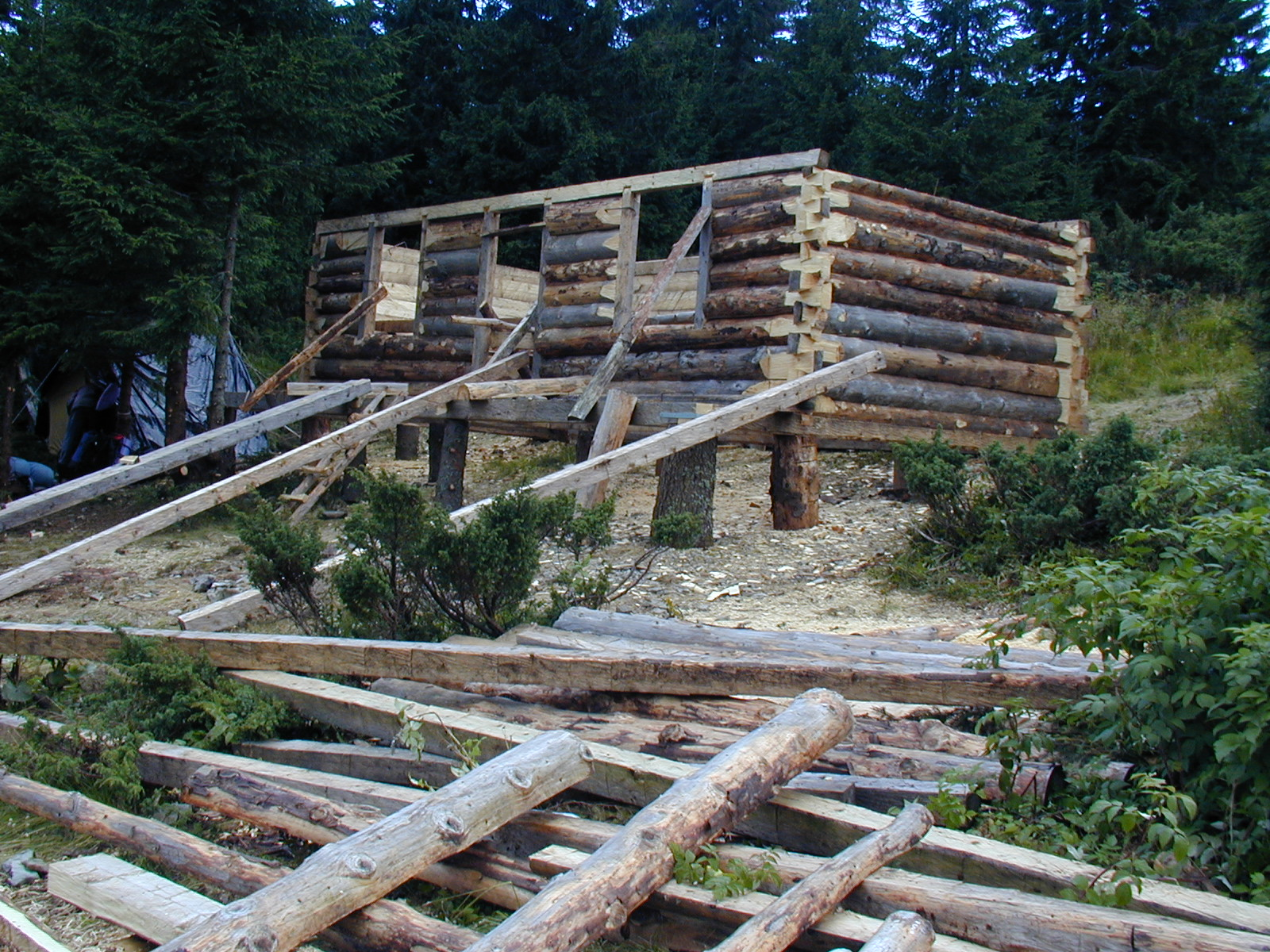
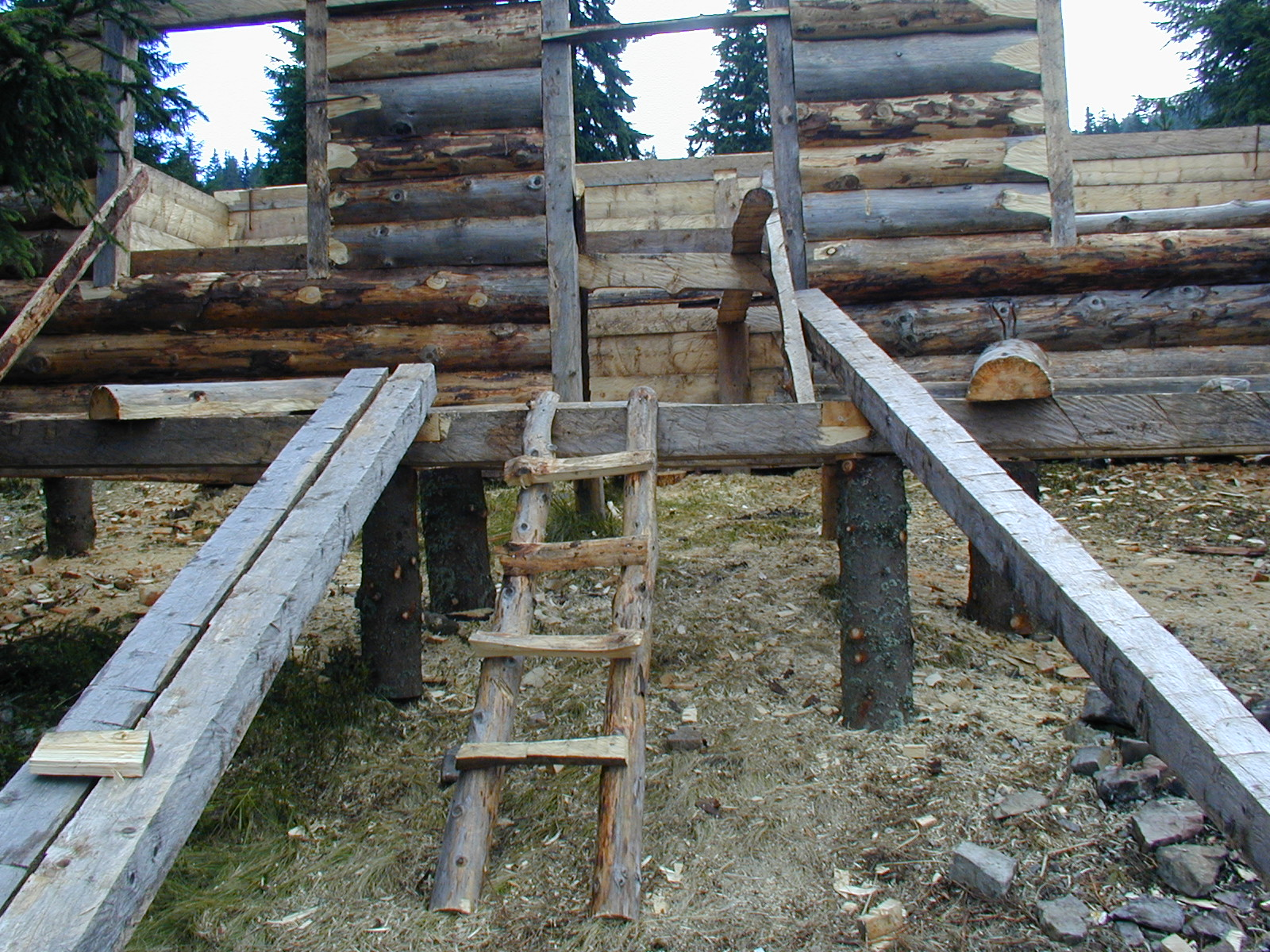
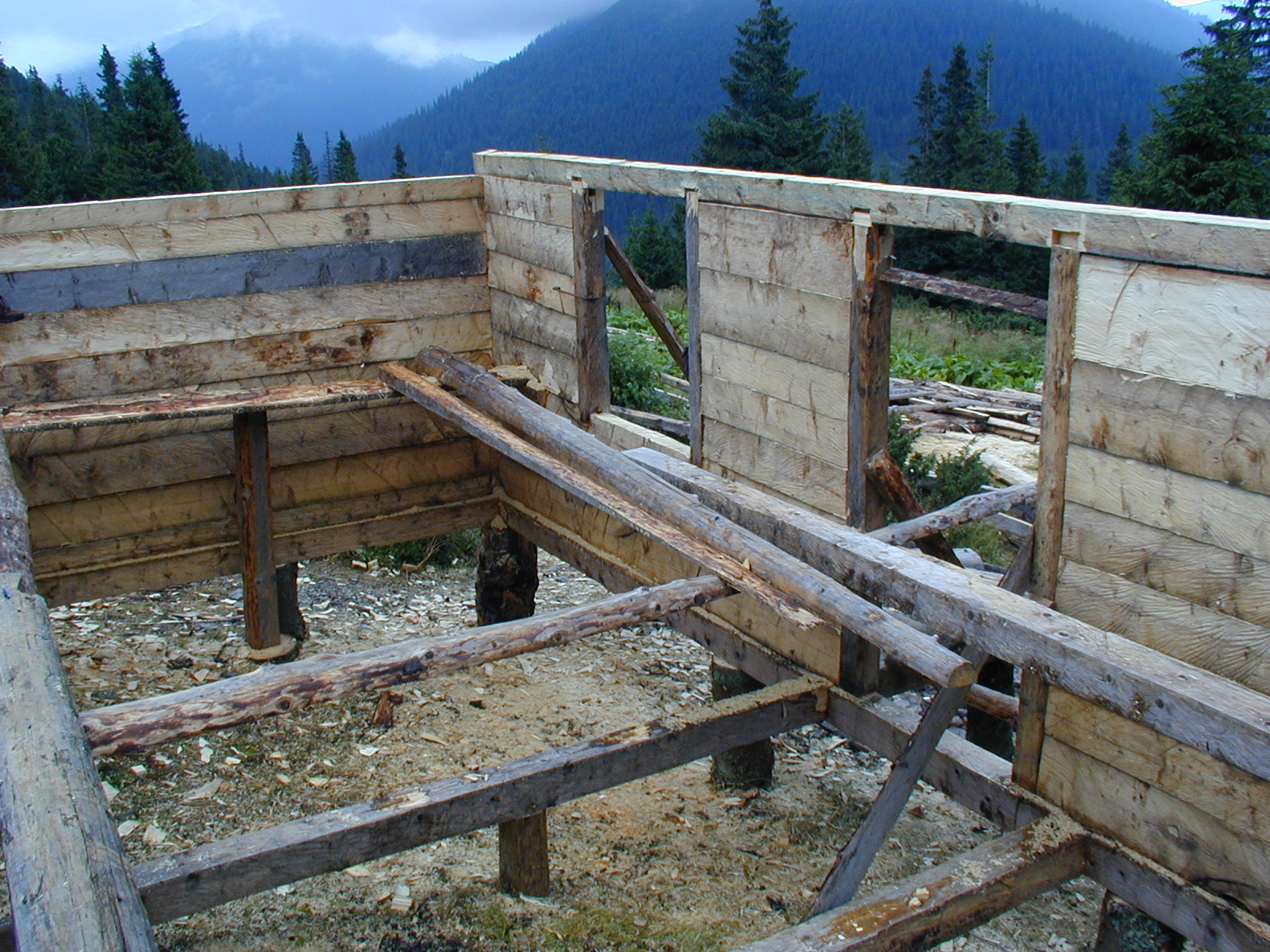
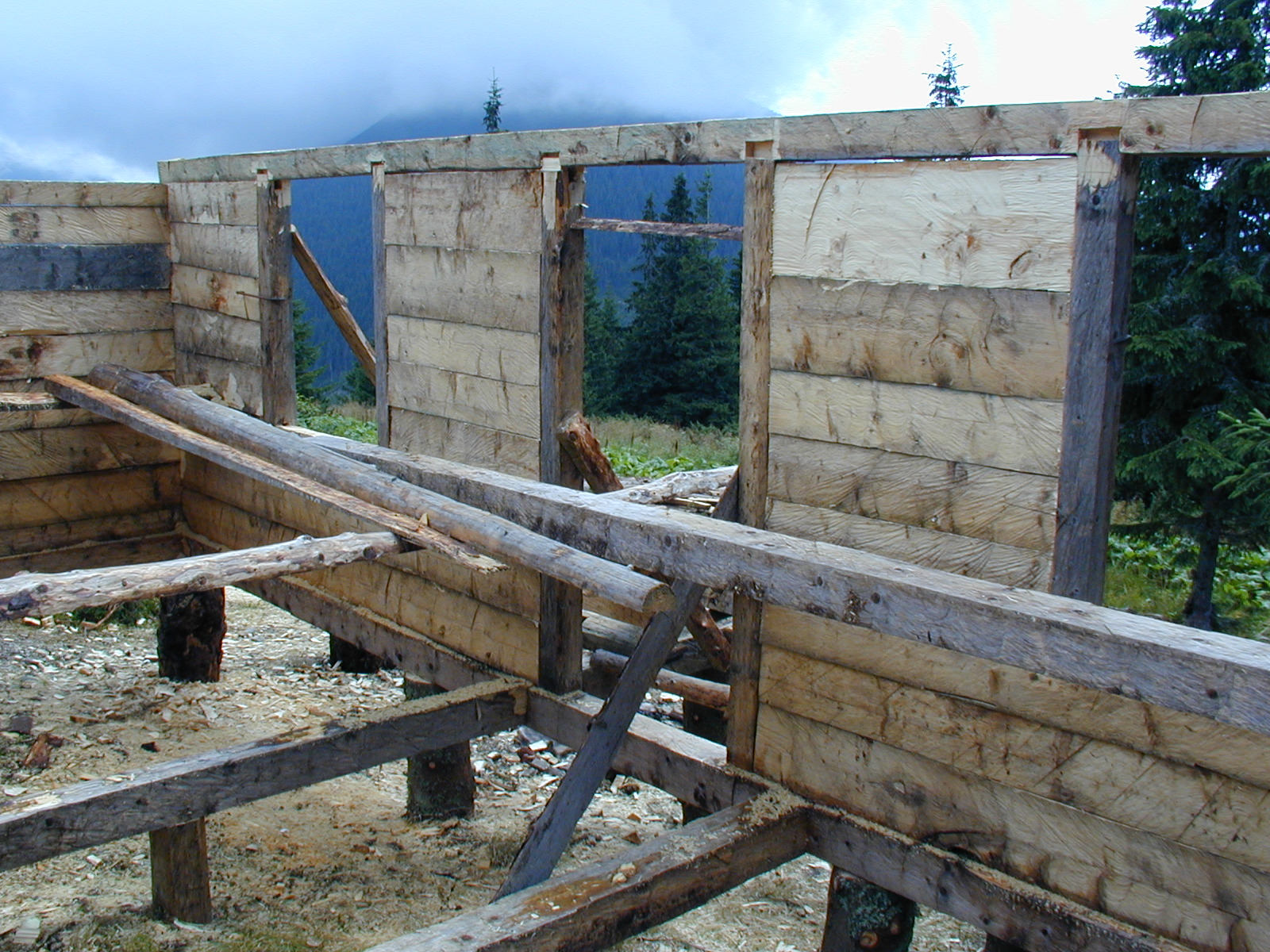
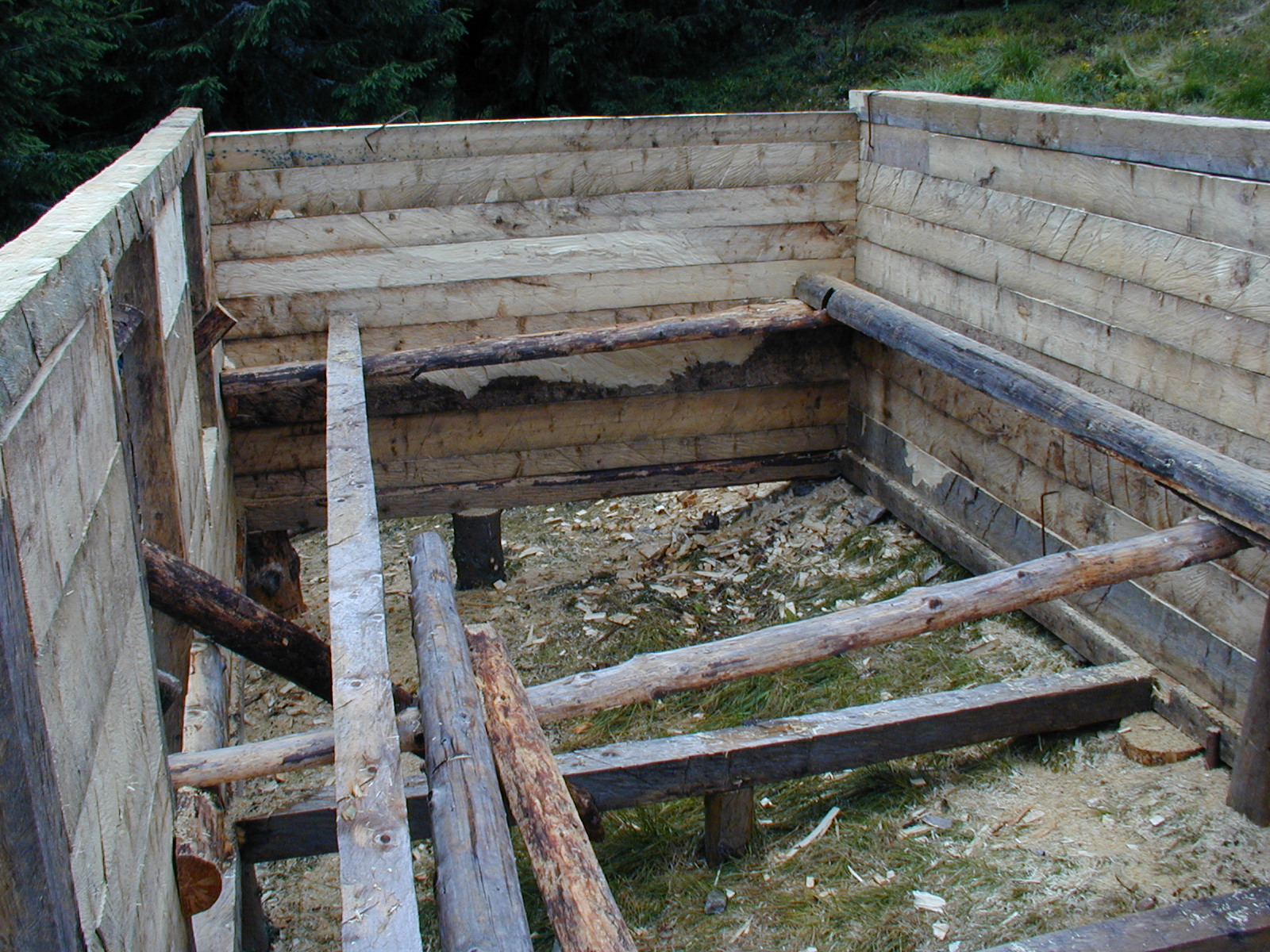
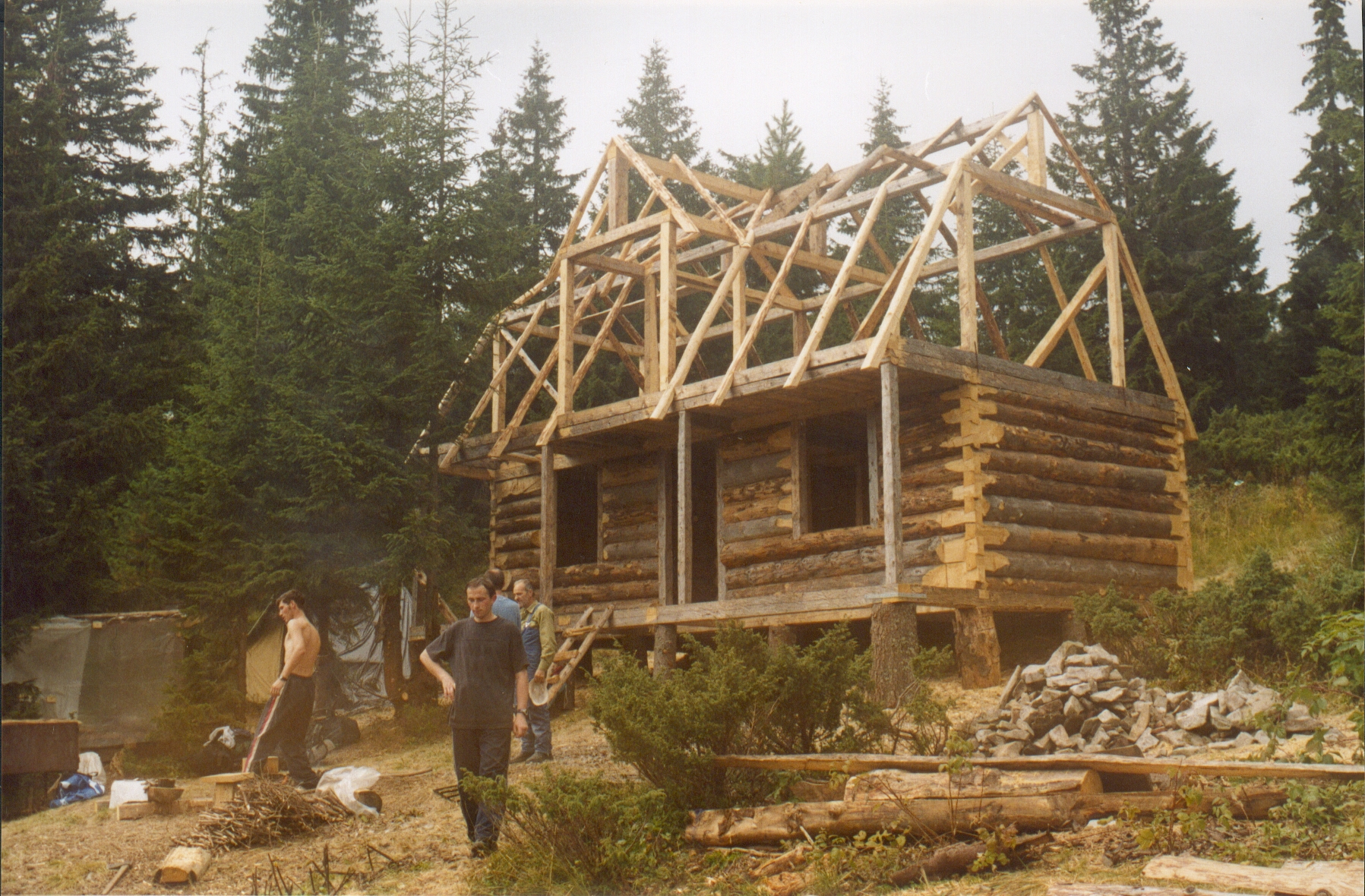
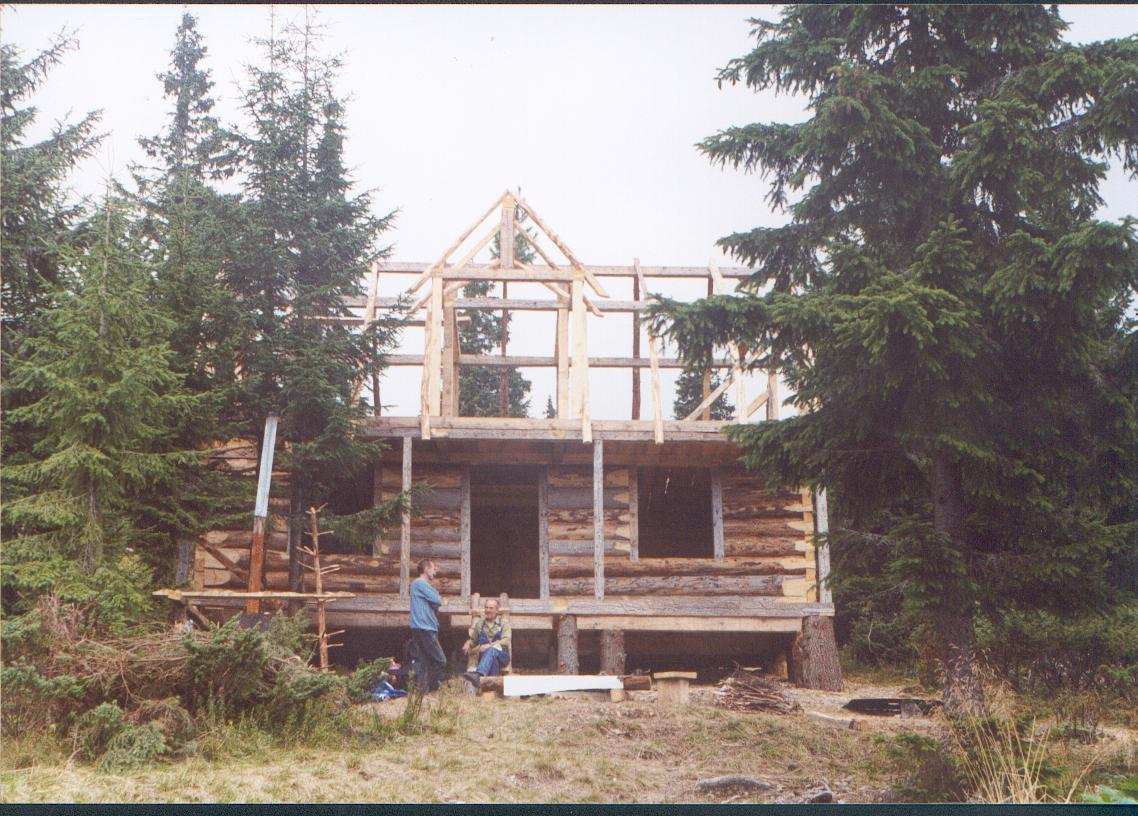
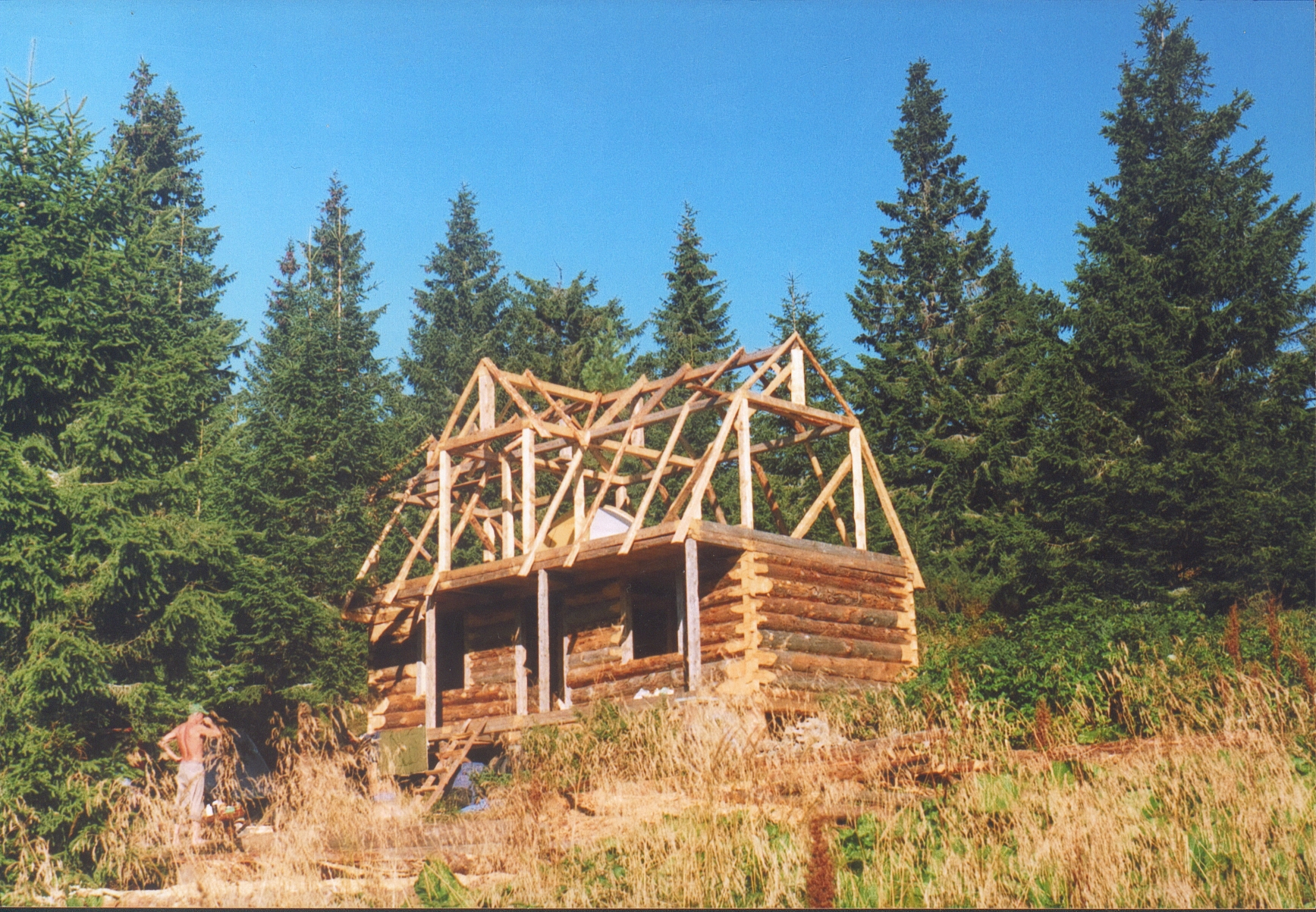
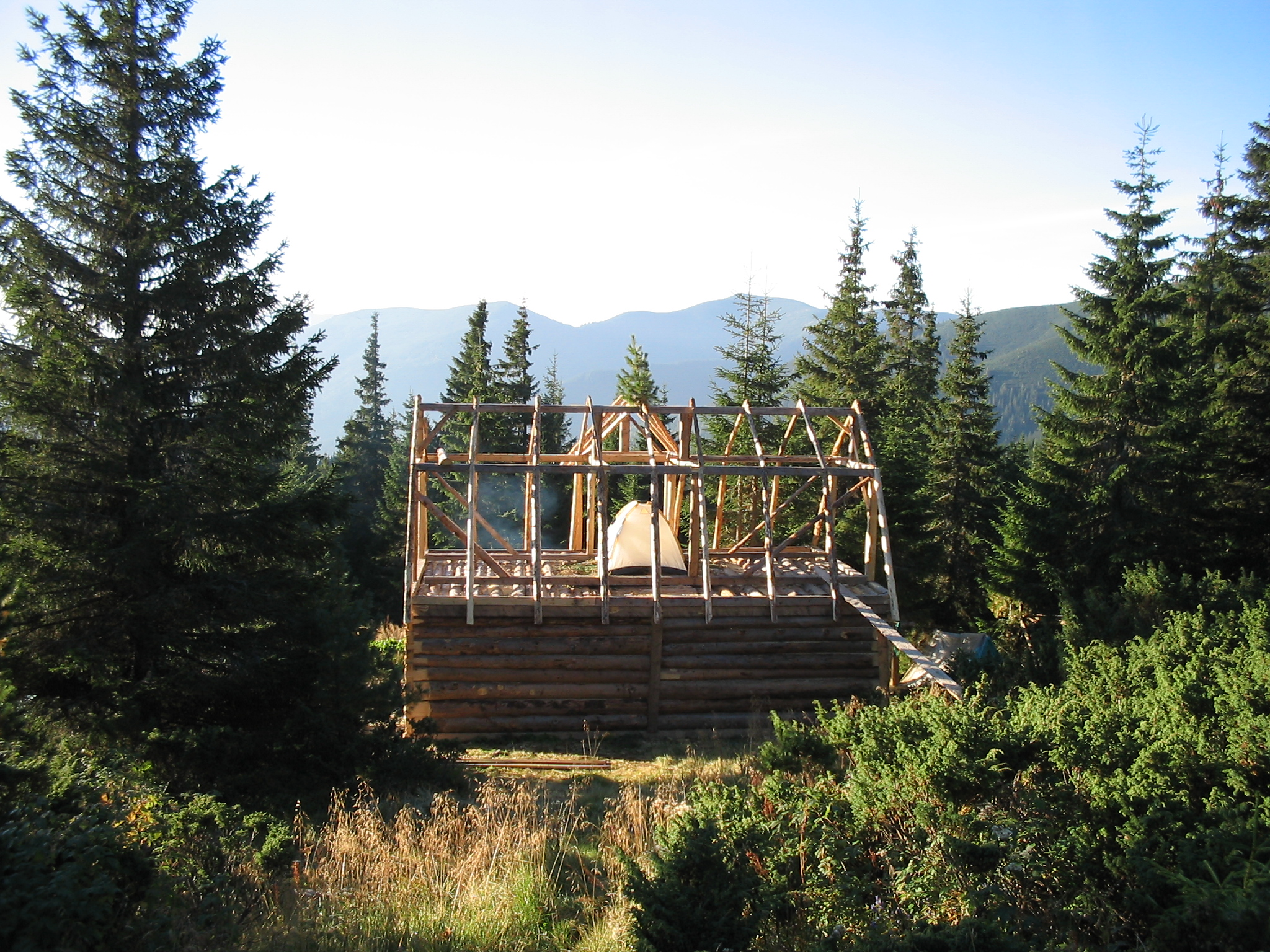

###### Використання коштів
```
4500 грн ― оплата праці будівельної бригади, її перевезення та оренда 2 бензопил
360 грн ― 
ПММ
 + харчі 
90 грн ― транспортні витрати 
20 грн ― внесення змін до кошторису
Разом витрат ― 4970 грн
[
9
]
```

3-4 вересня волонтерами було назбирано каміння для фундаменту. Також розпочато перенесення 150 шт 25 мм дощок і 36 листів 1 мм металопрофілю 3 м (кожен ~ 15 кг). Металопрофіль безкоштовно надав Худяк Володимир Пилипович († 2019). Станом на 10 вересня дошку 25 мм було винесено, метал донесено до другої кладки (500 м). З 12 вересня розпочато винесення металу і по мірі надходження листів до 18 вересня було накрито будинок (окрім дашка над даховим вікном, який було повністю накрито 9 жовтня). 9 жовтня було перенесено зібране з околиць каміння, а також розпочато винесення цементу та піску для мурування фундаменту.

Як вже було згадано вище, 5 жовтня 2005 р. було підписано розпорядження ІФ ОДА про підтримку програми розвитку СКТШ та будівництва притулку, однак коштів виділено в подальшому не було.

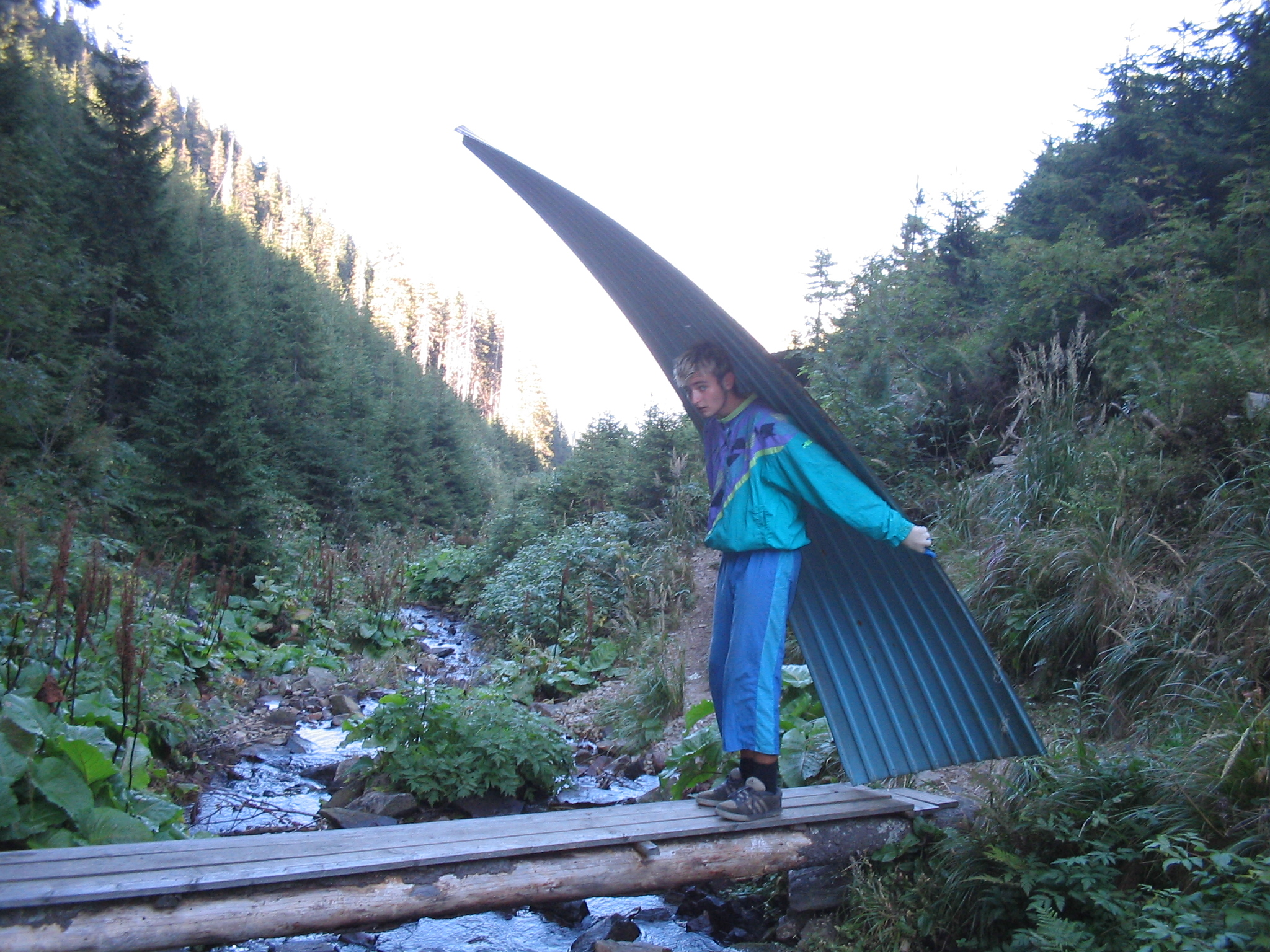
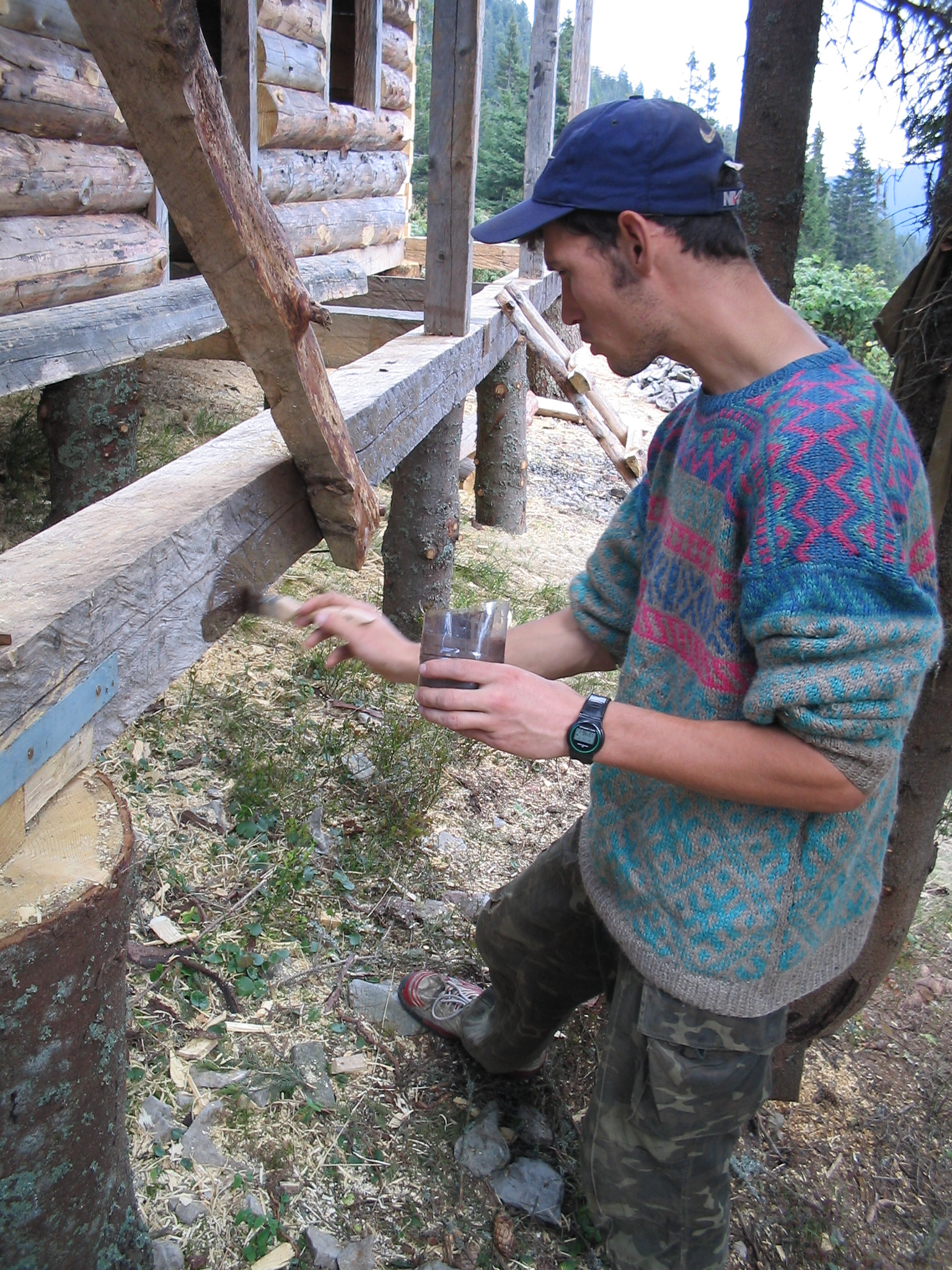
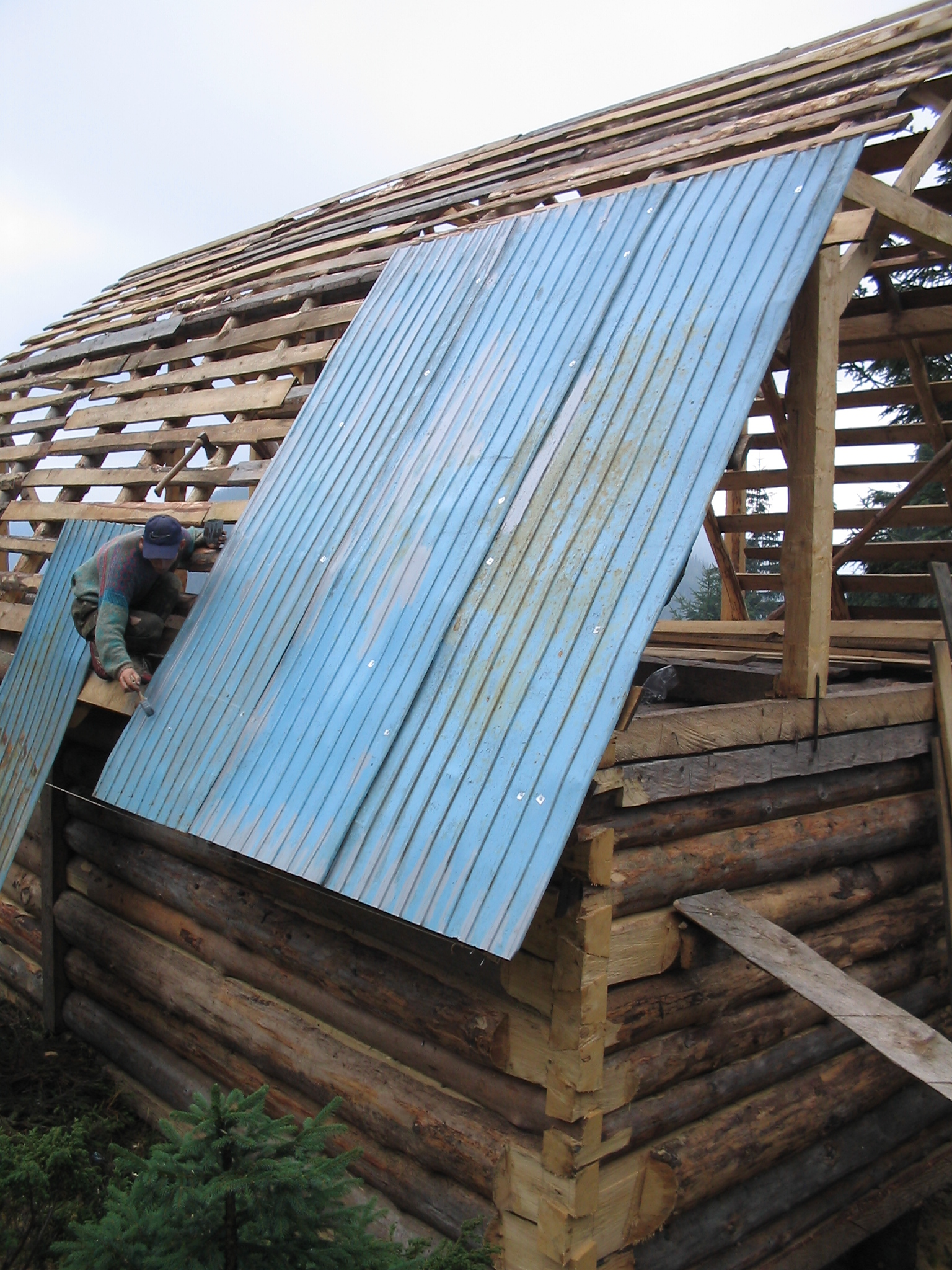
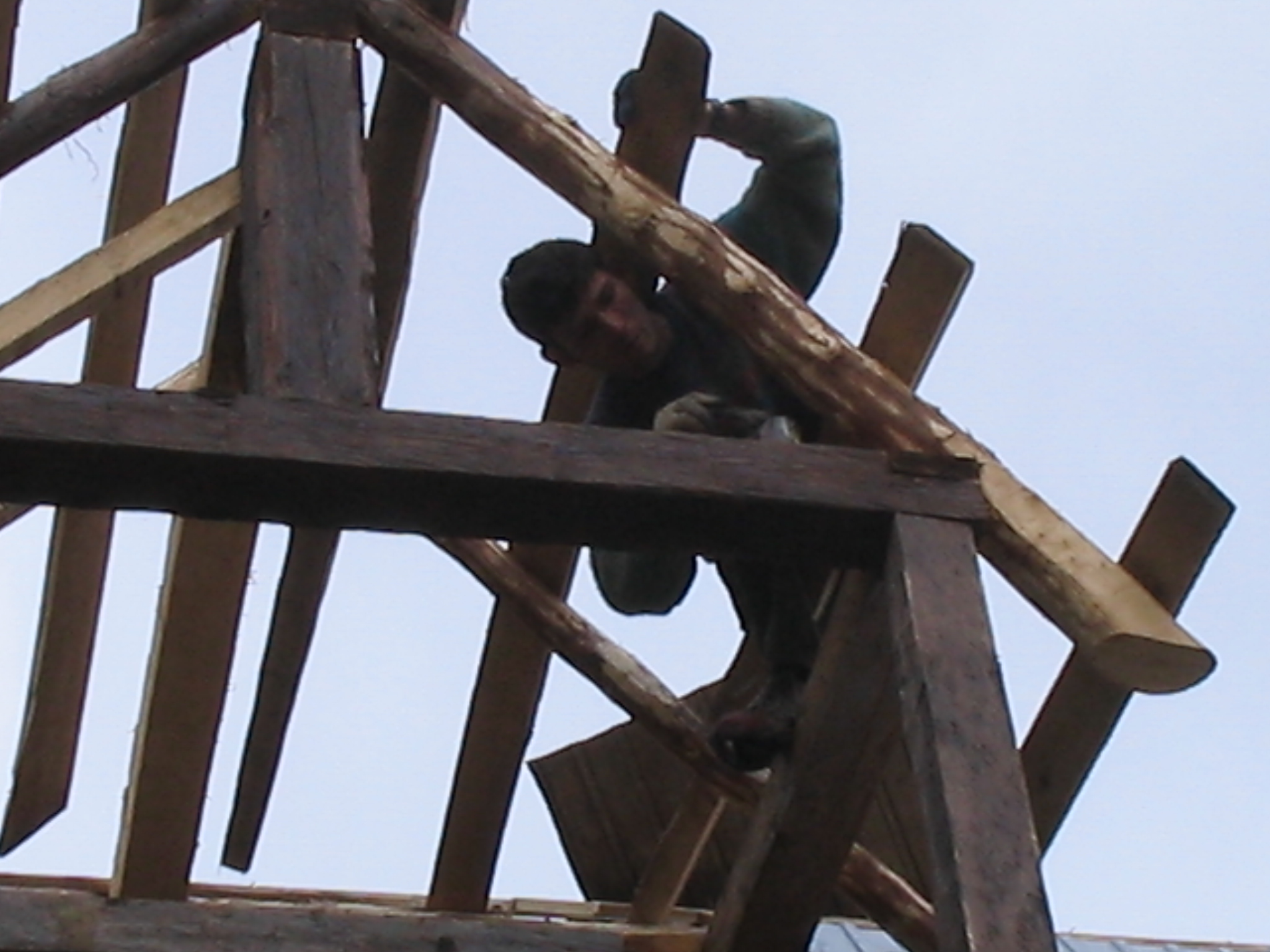
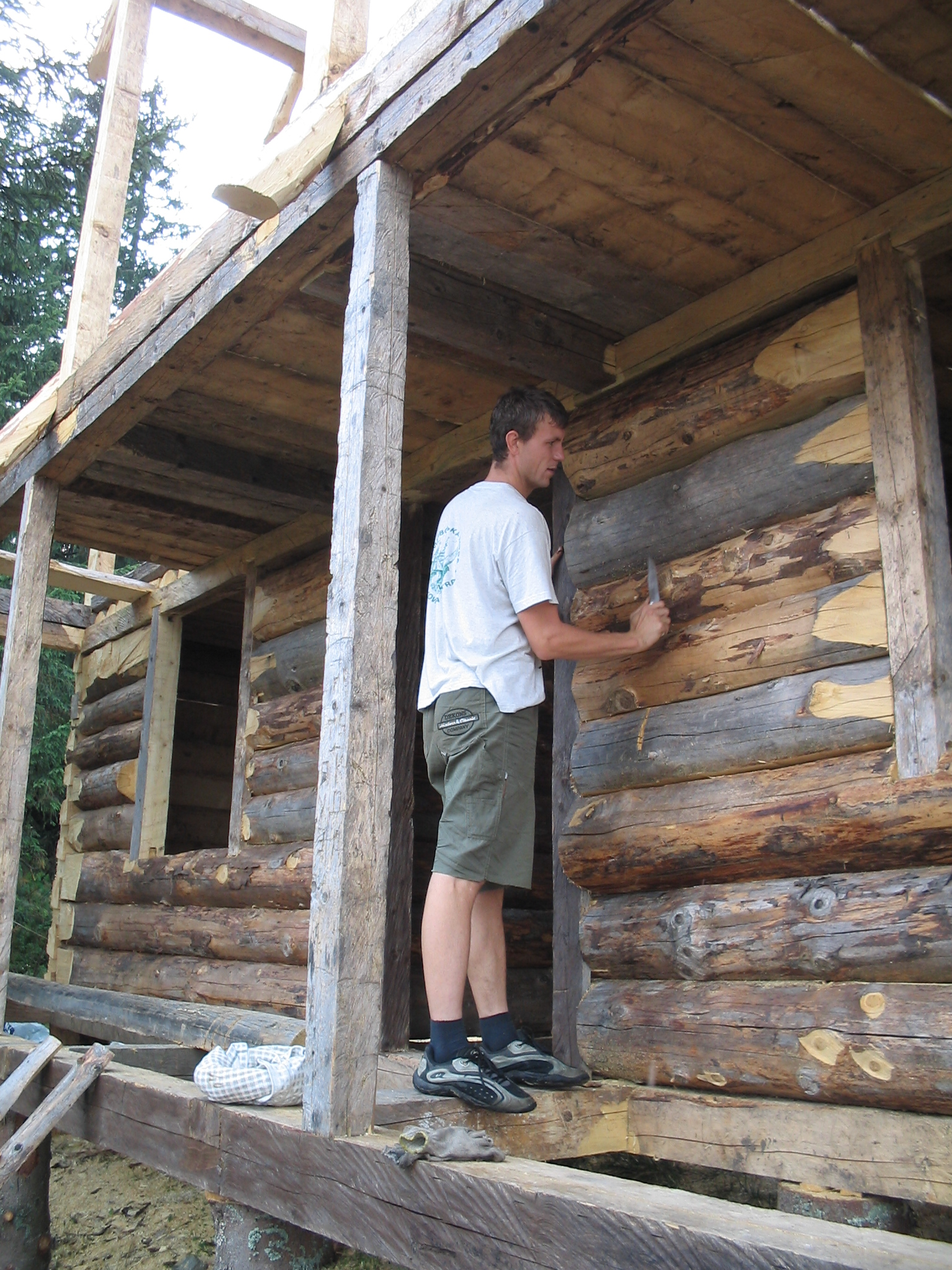
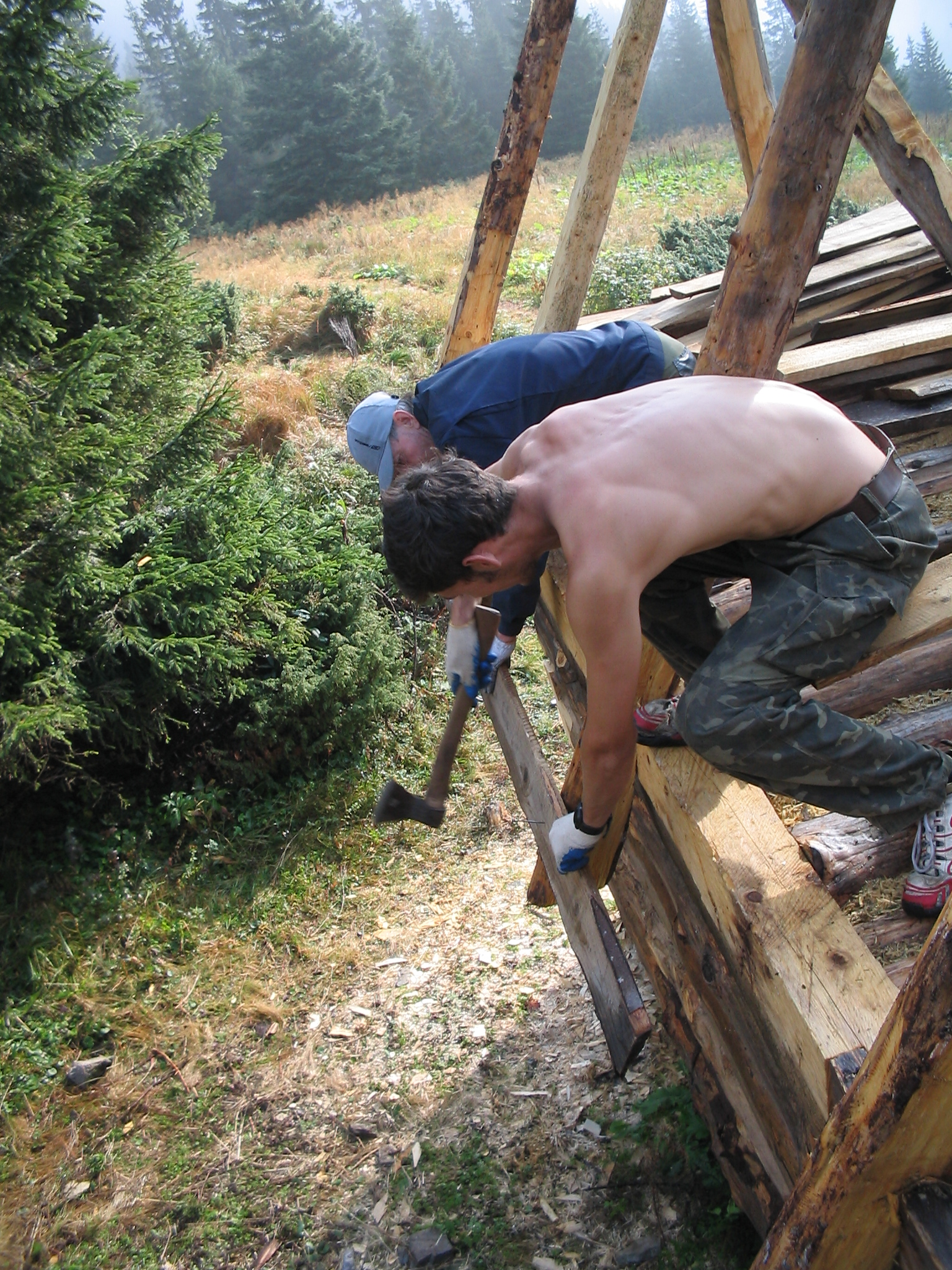
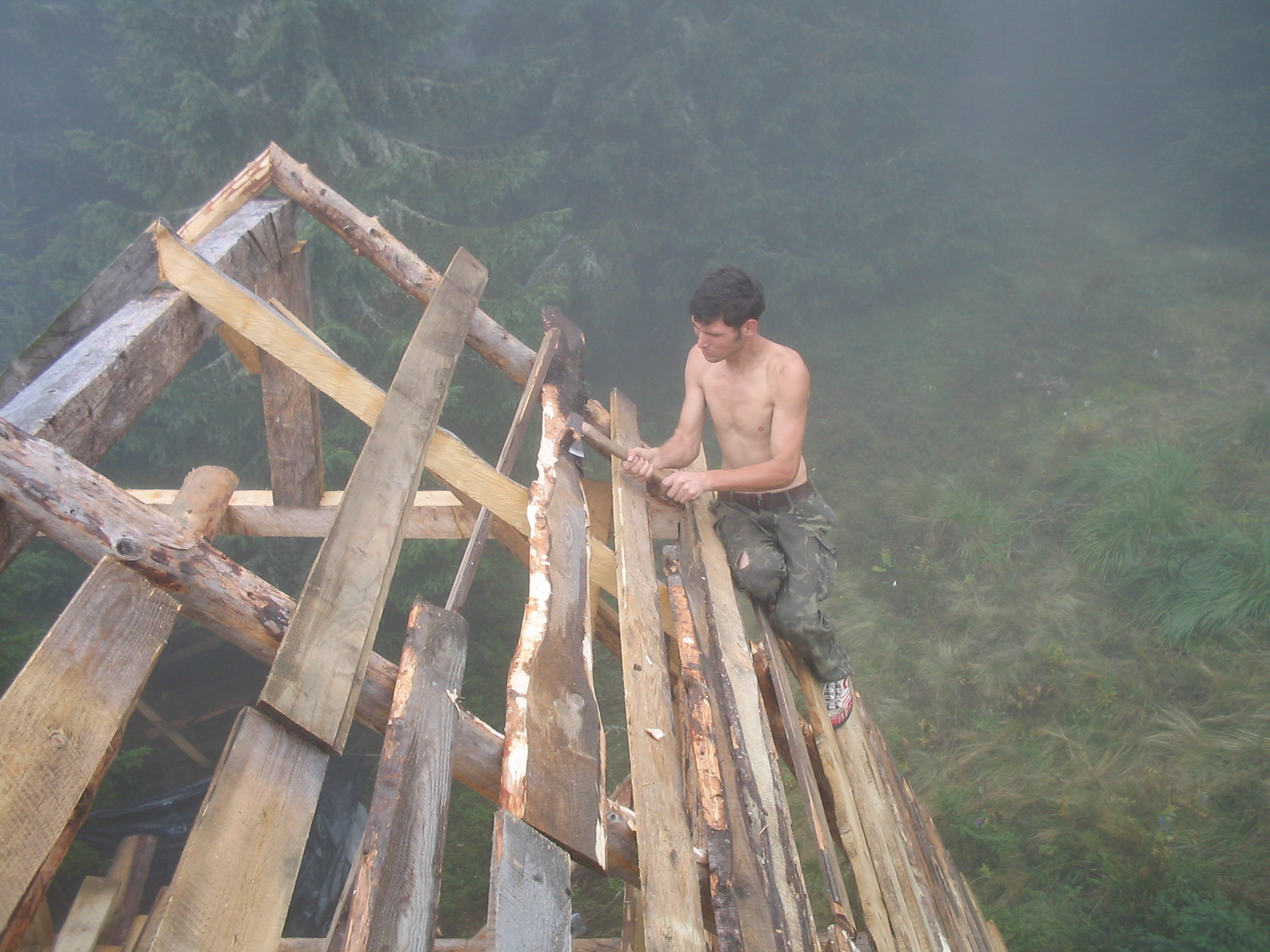
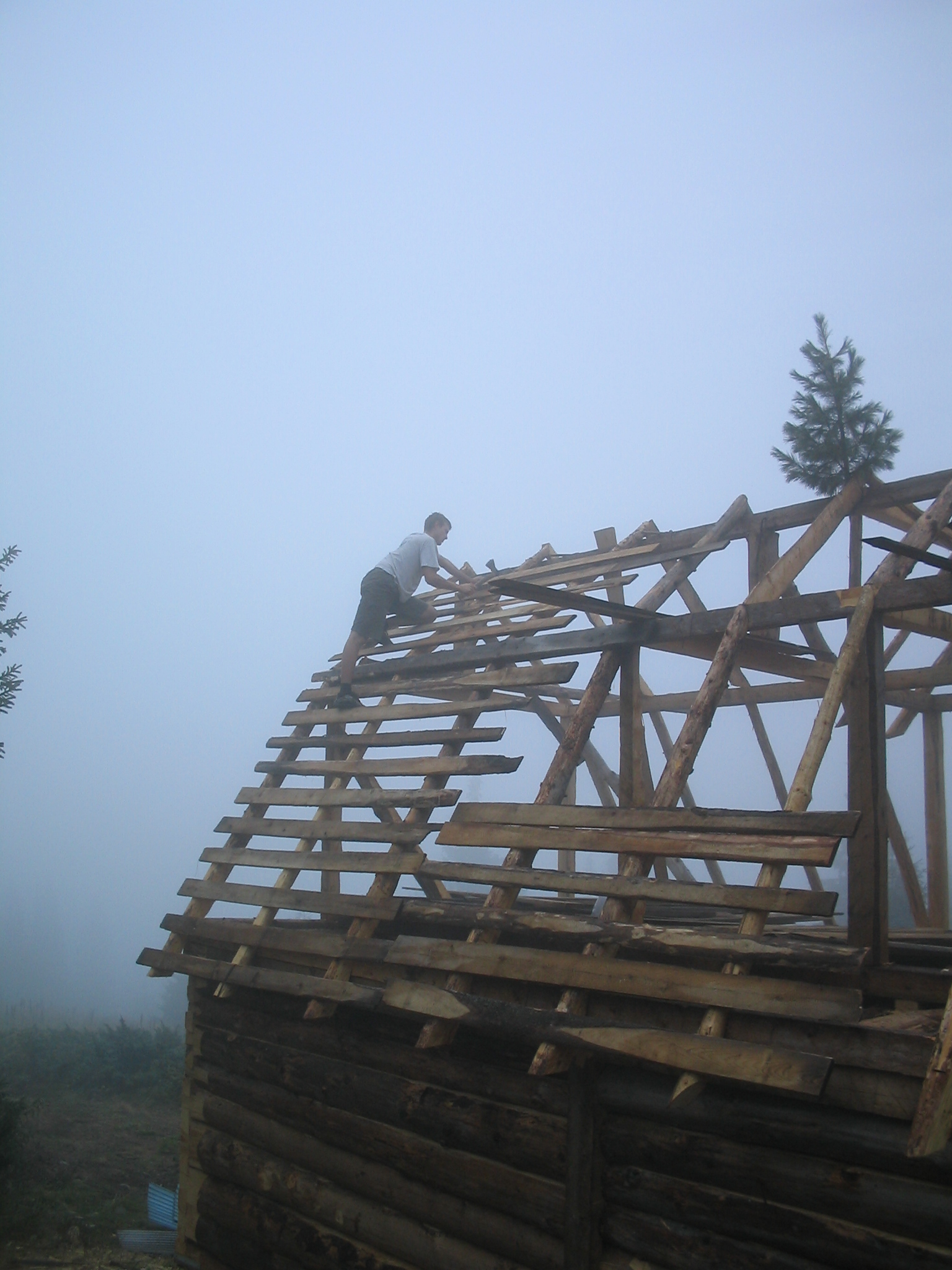
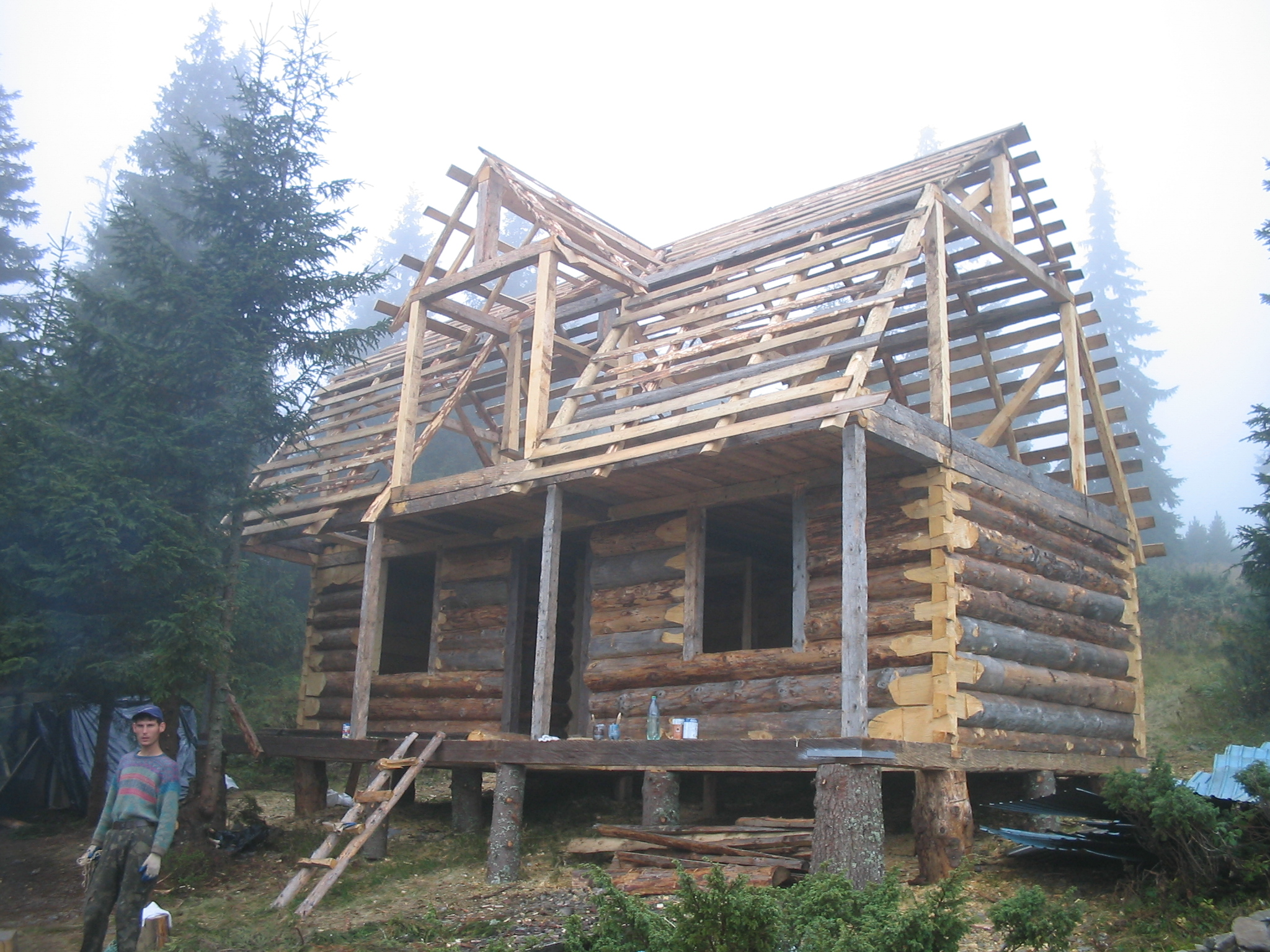
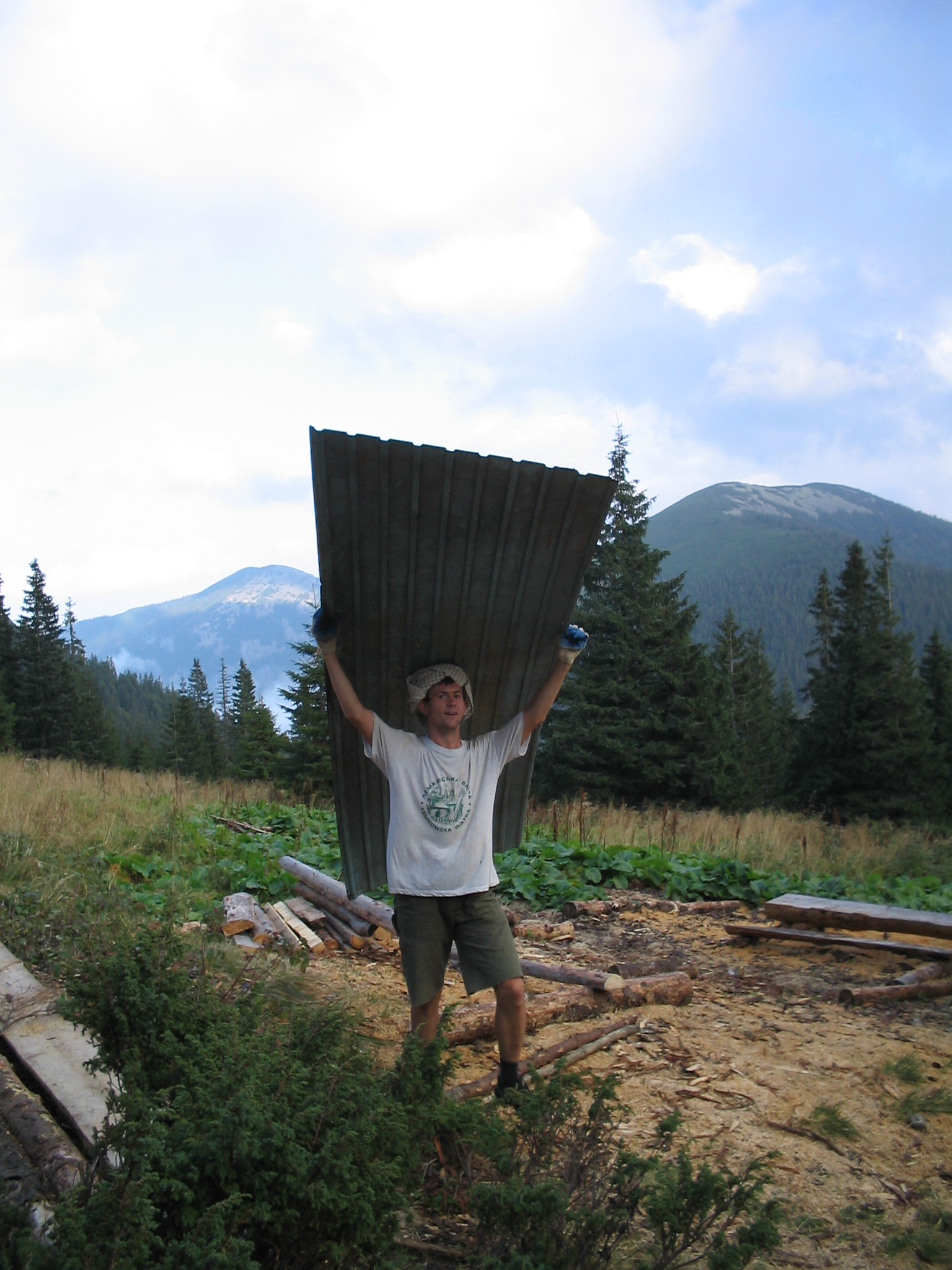
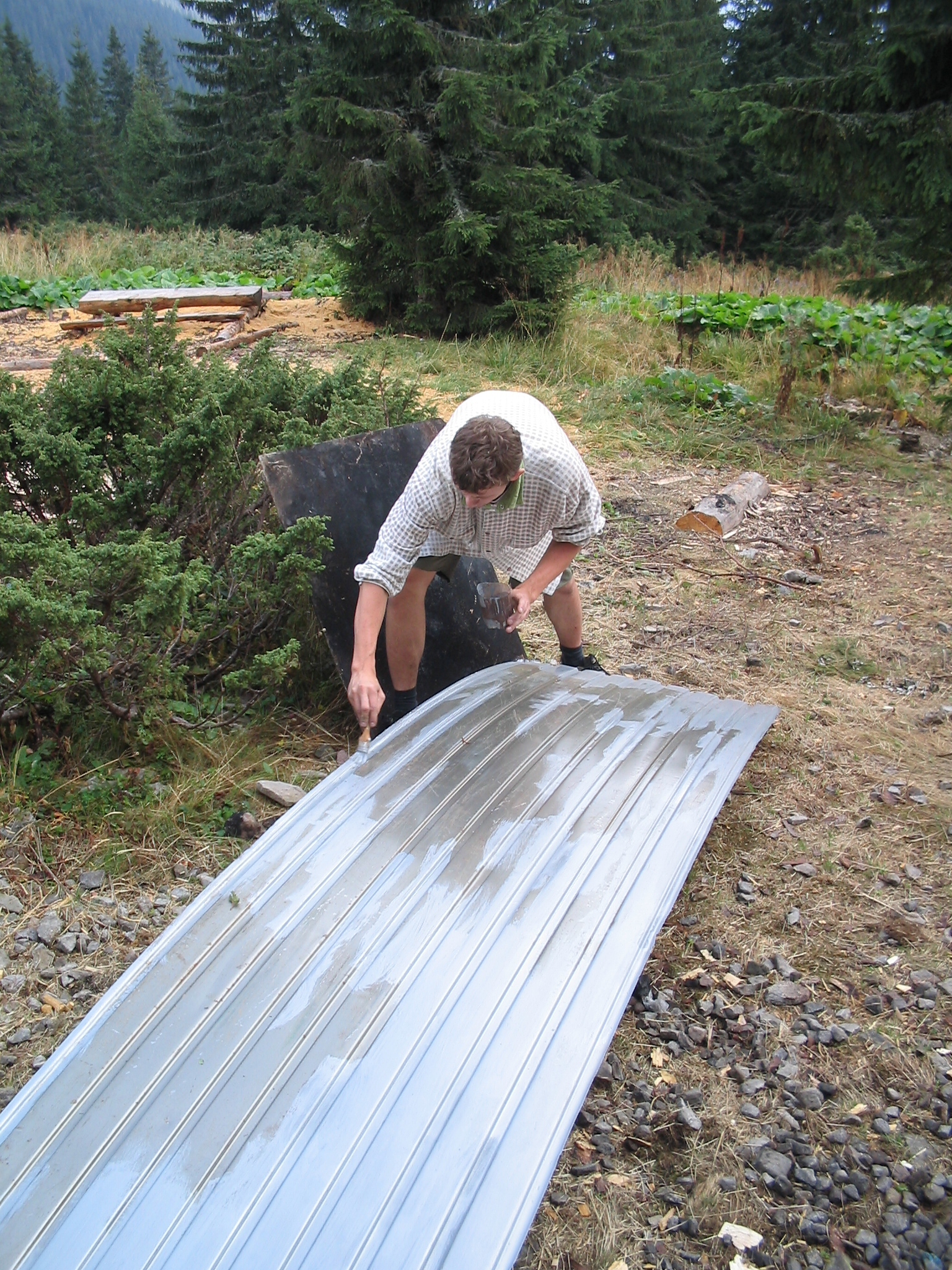
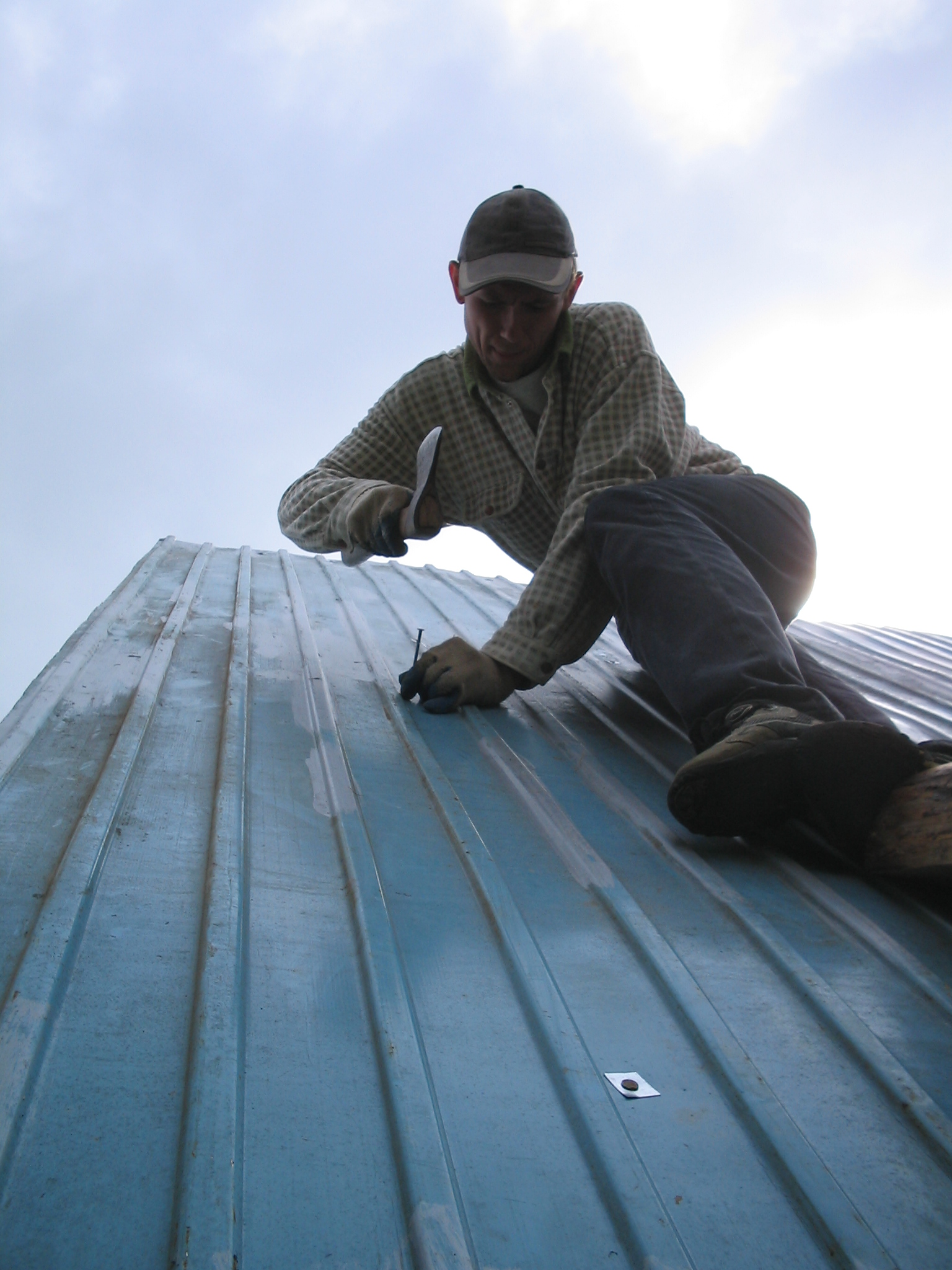
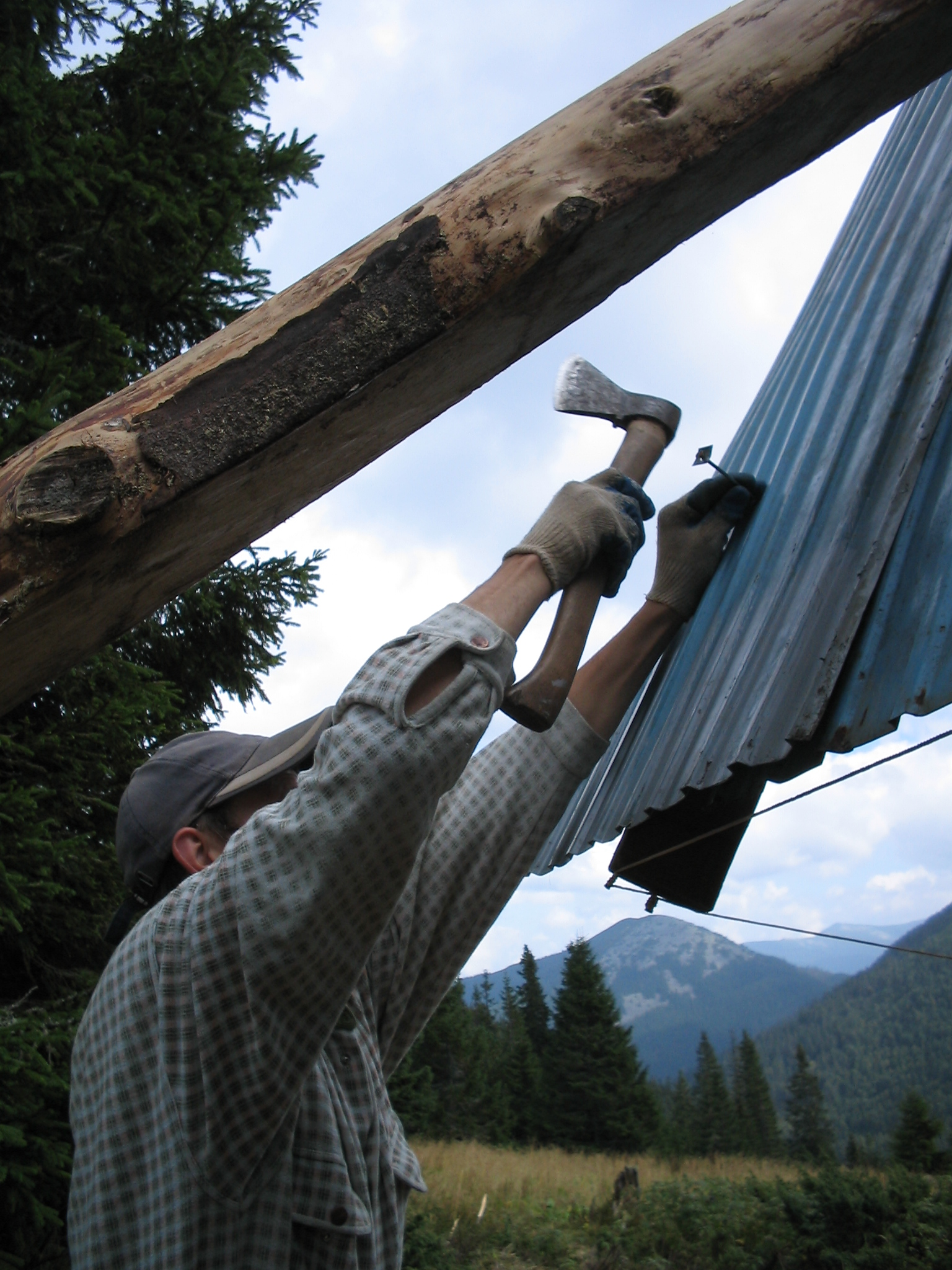
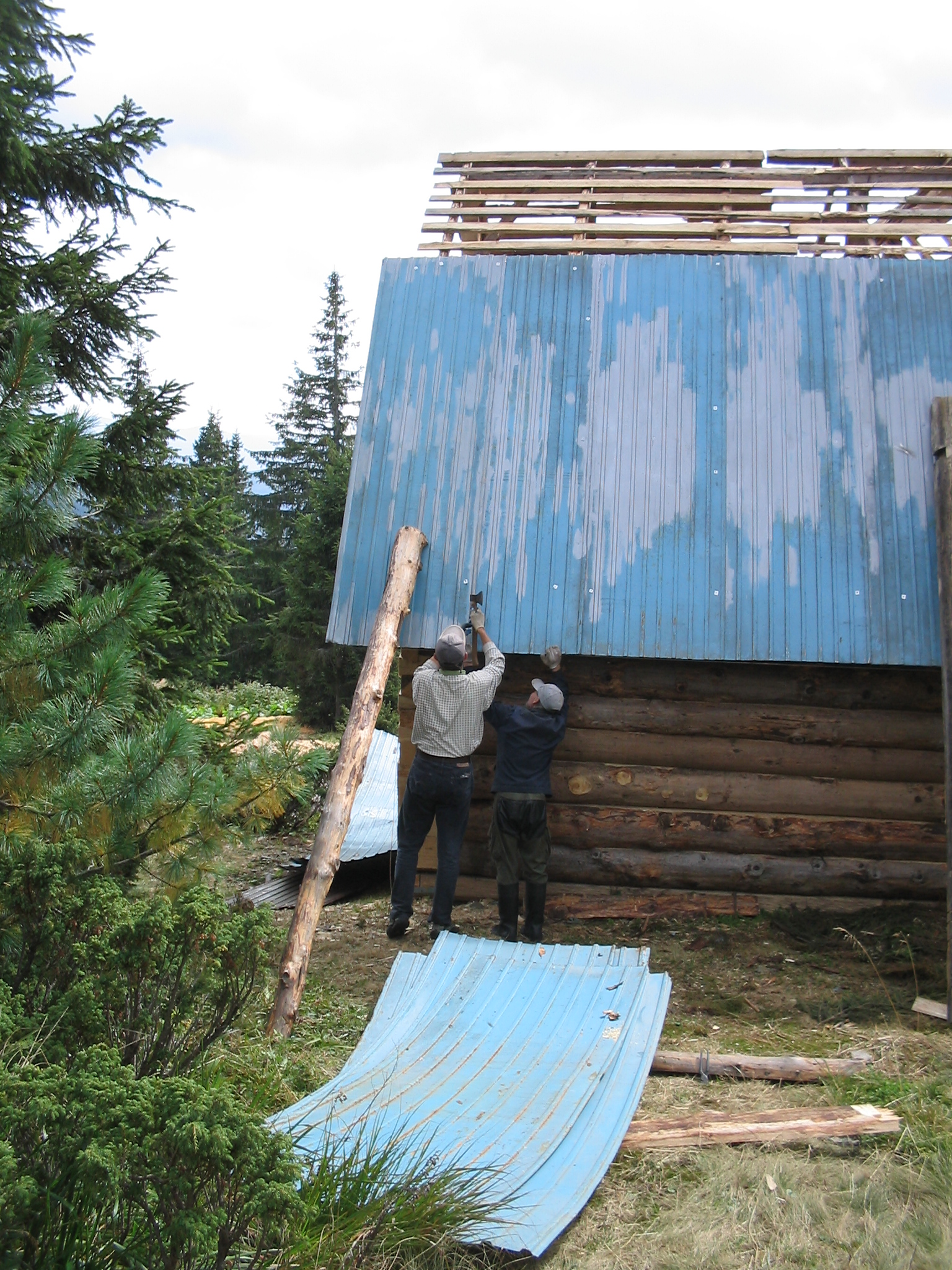
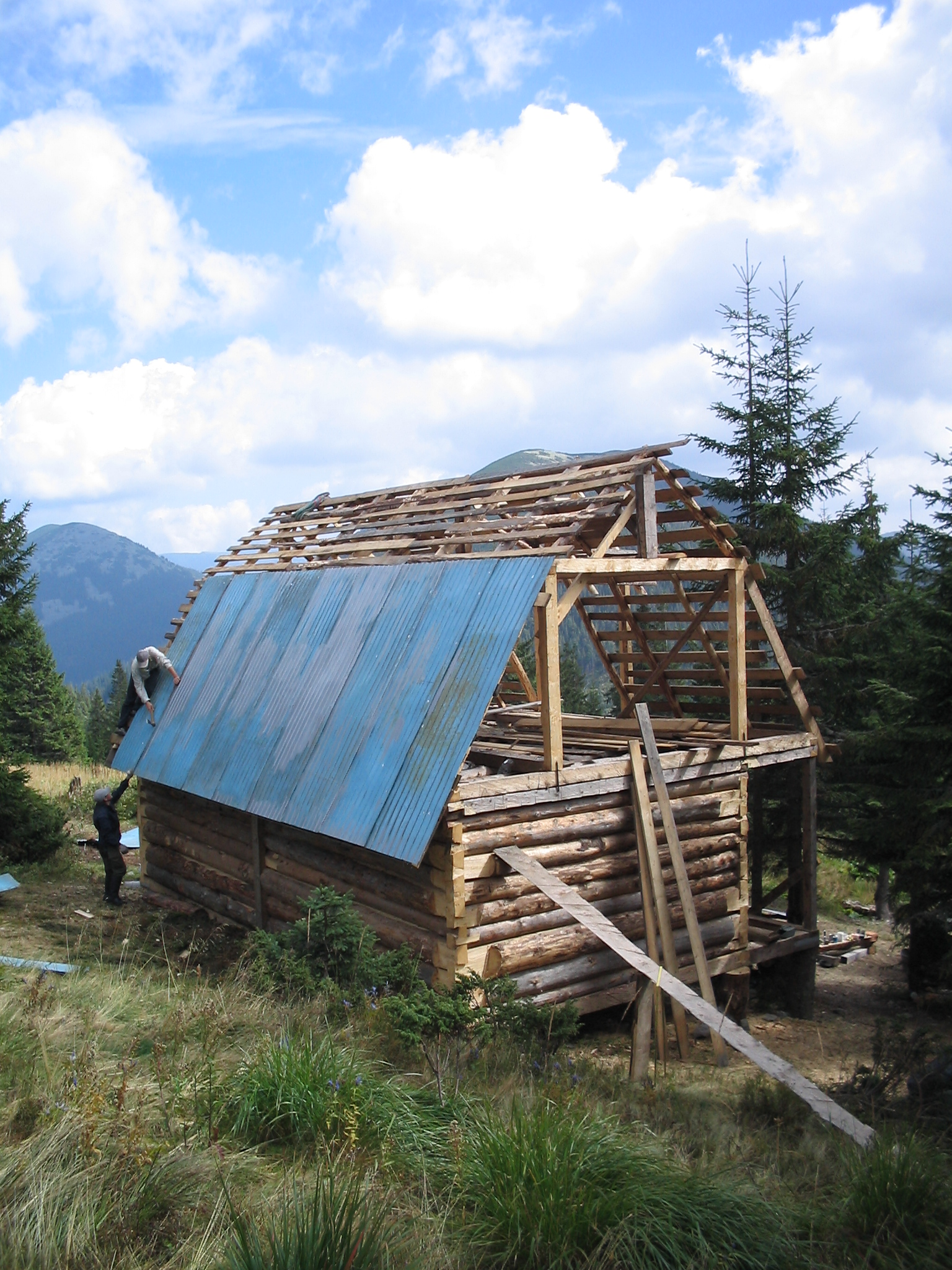
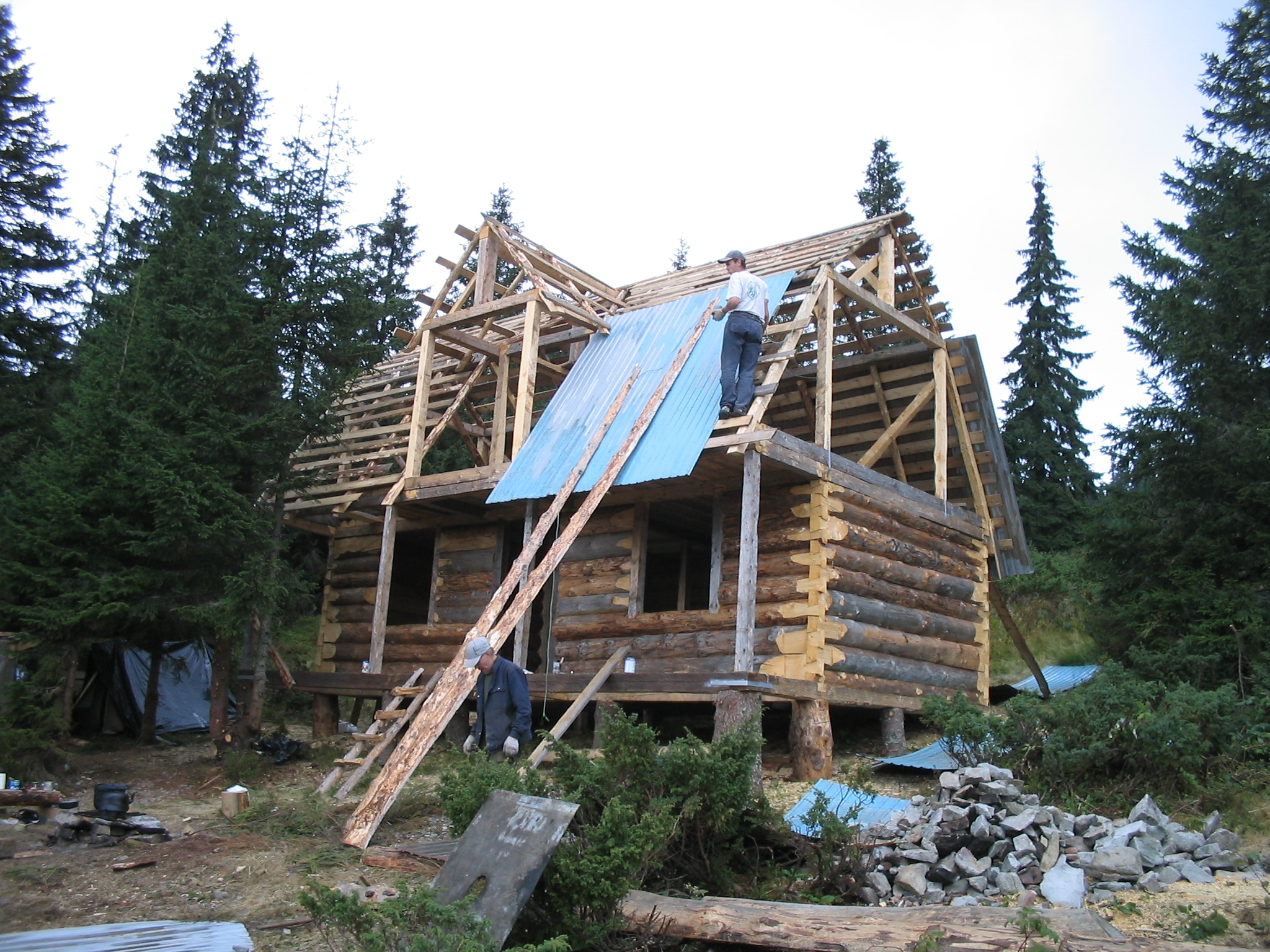
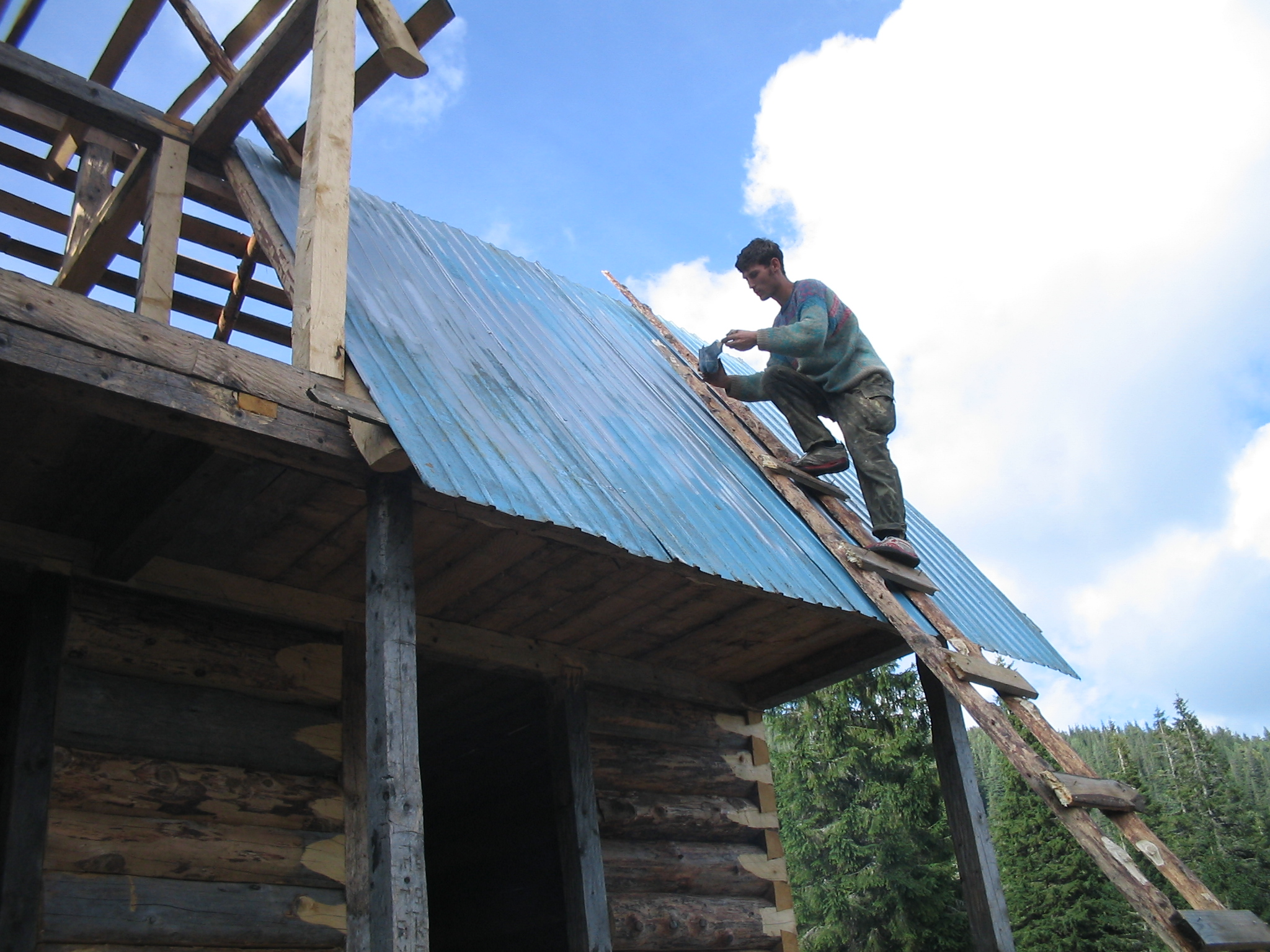
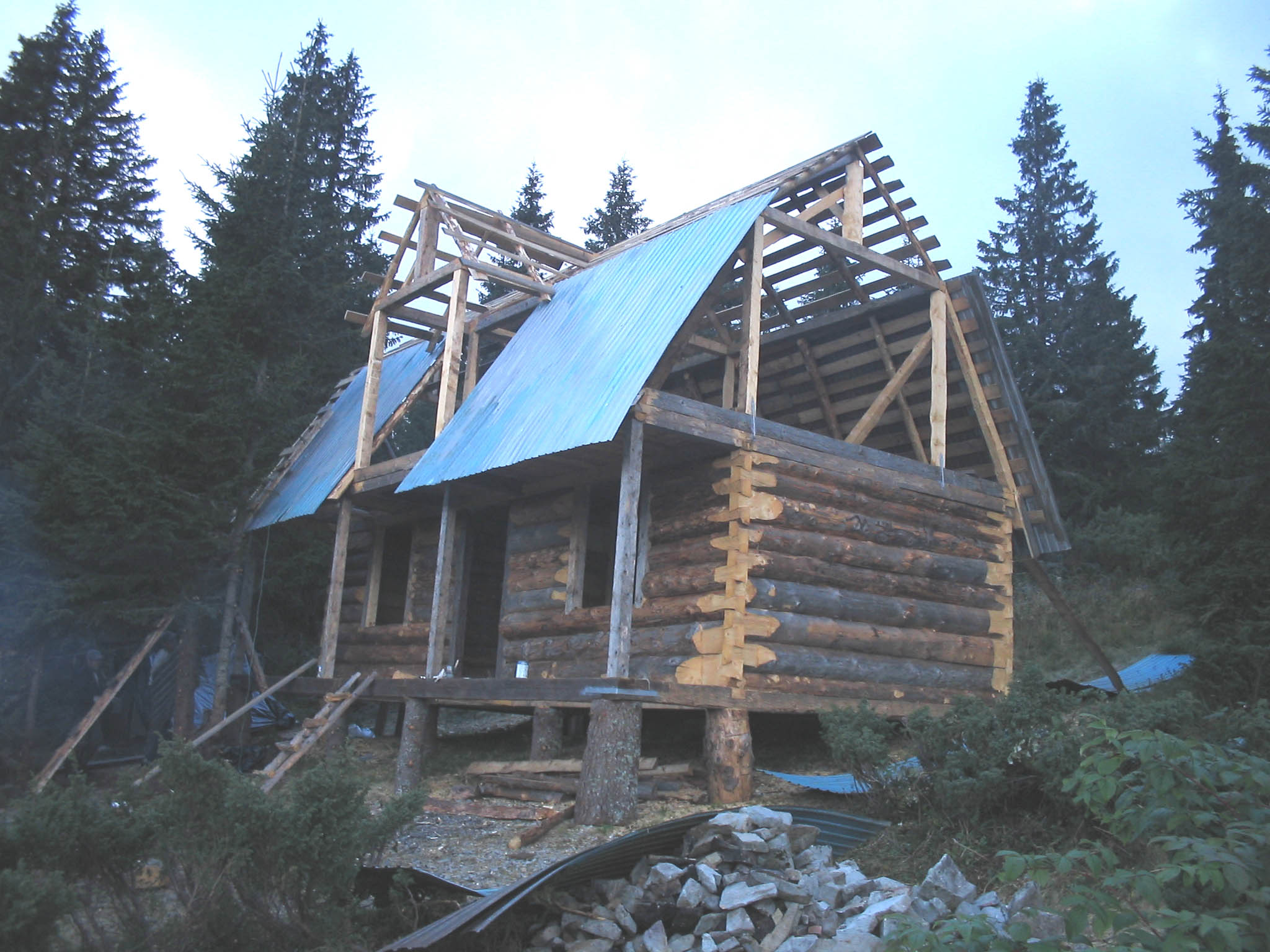
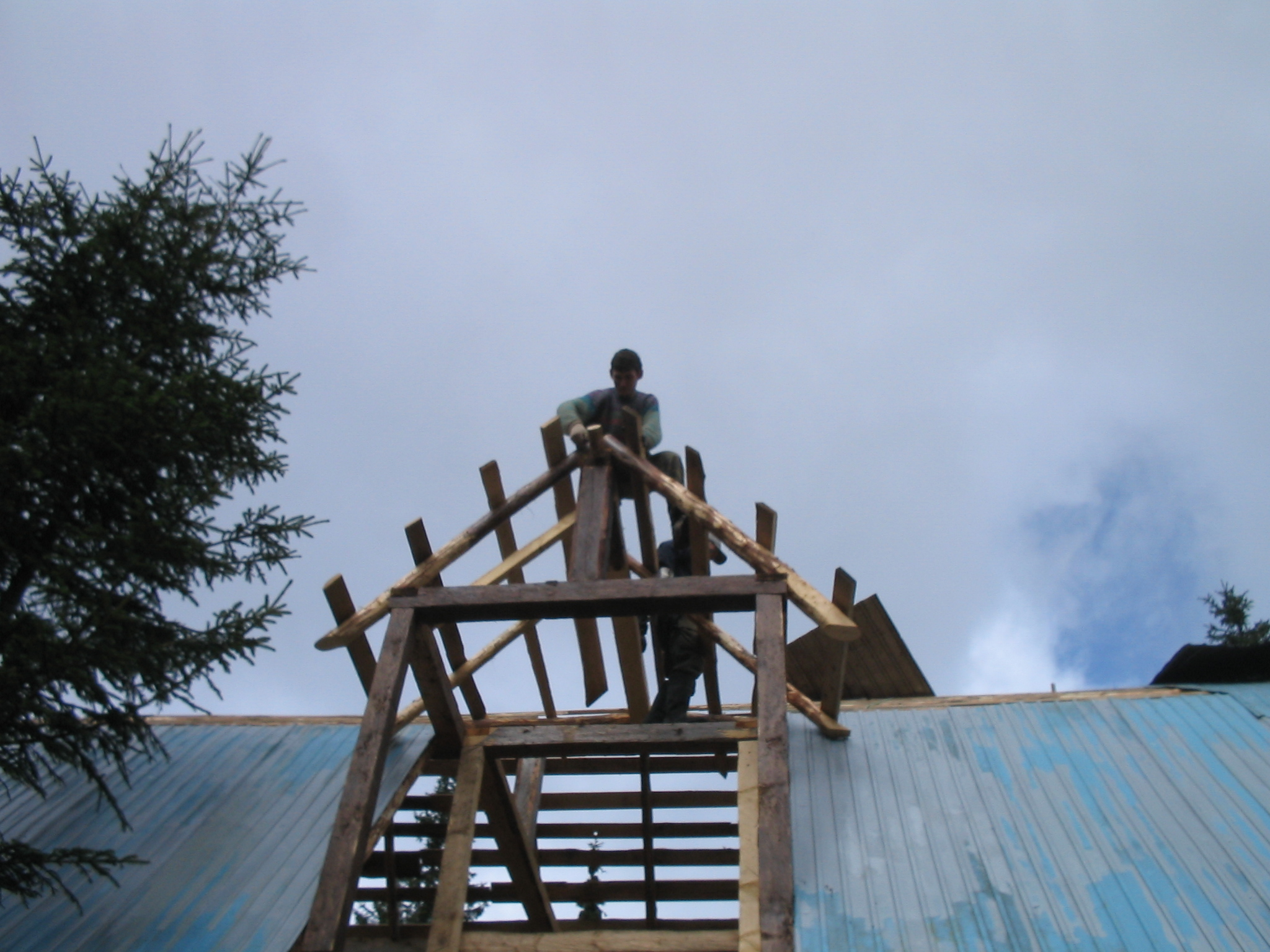
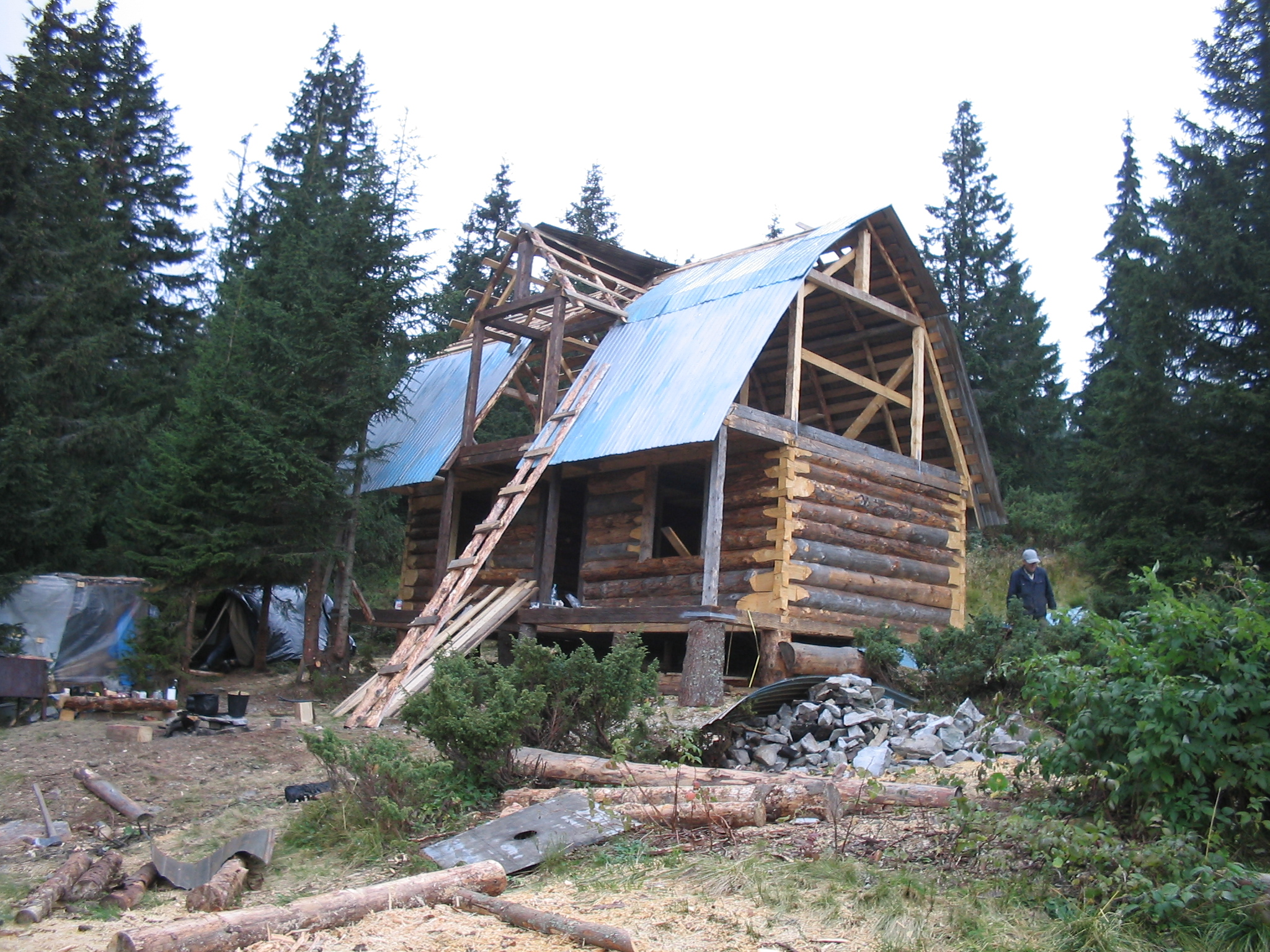
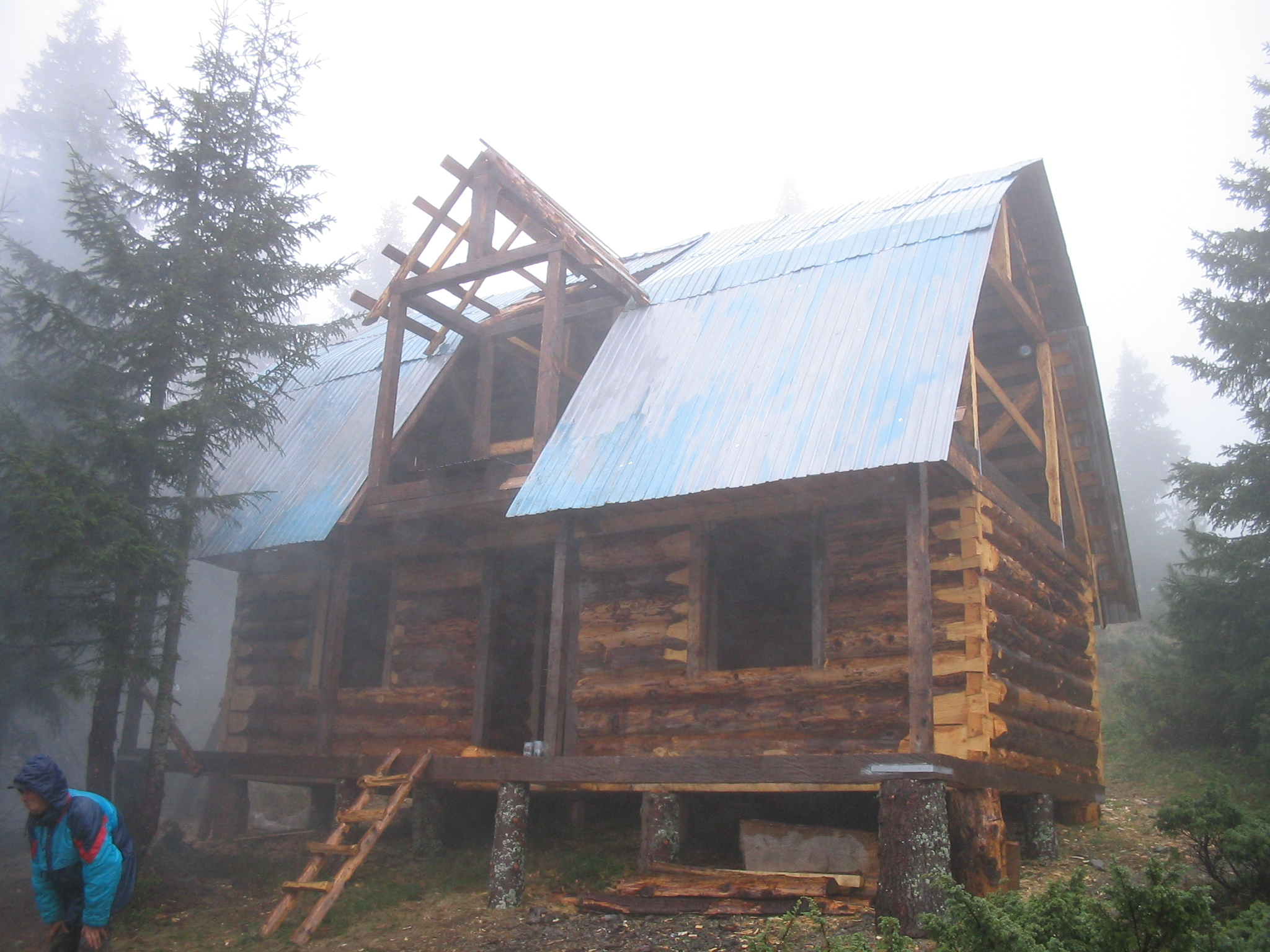
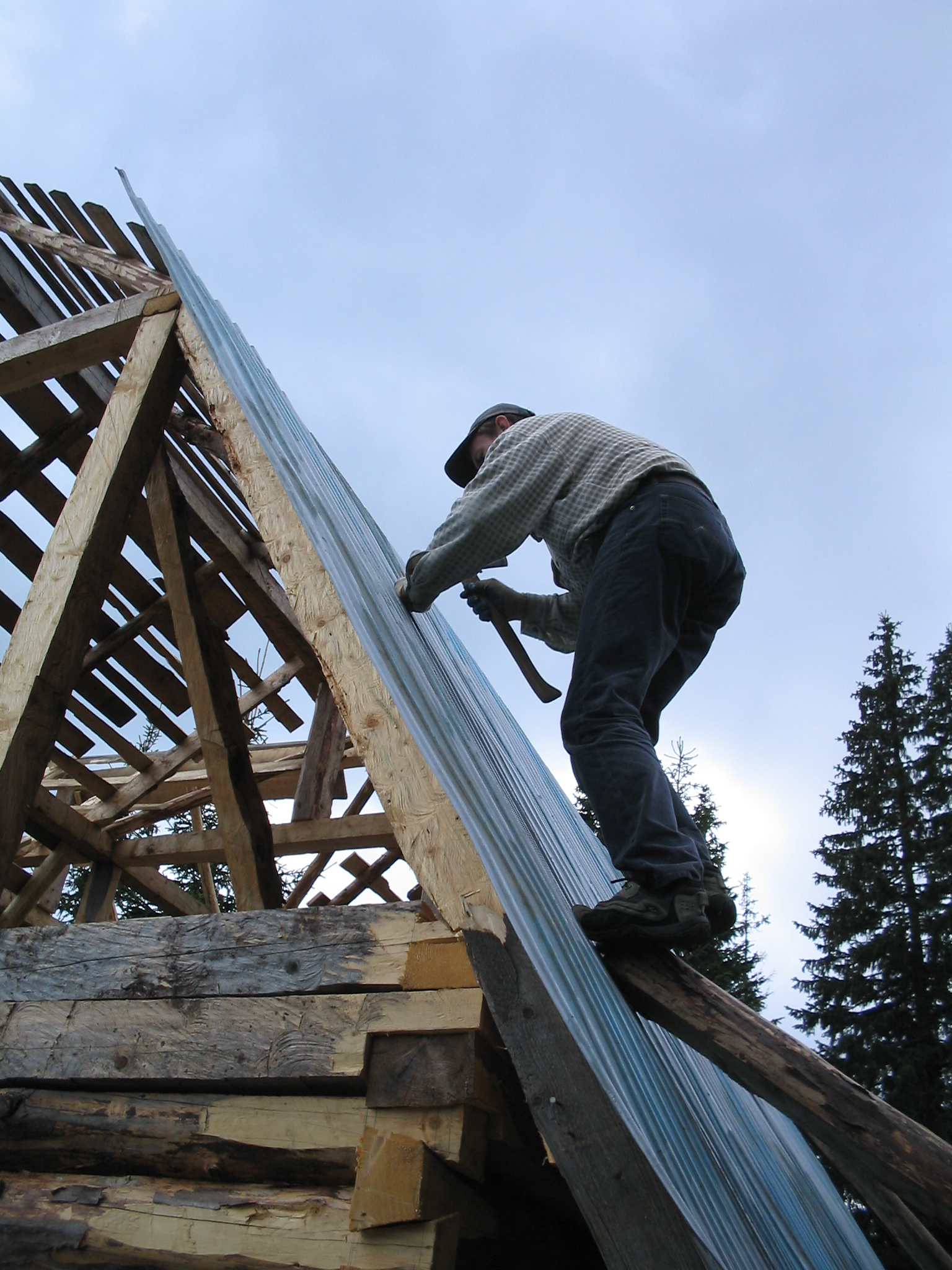

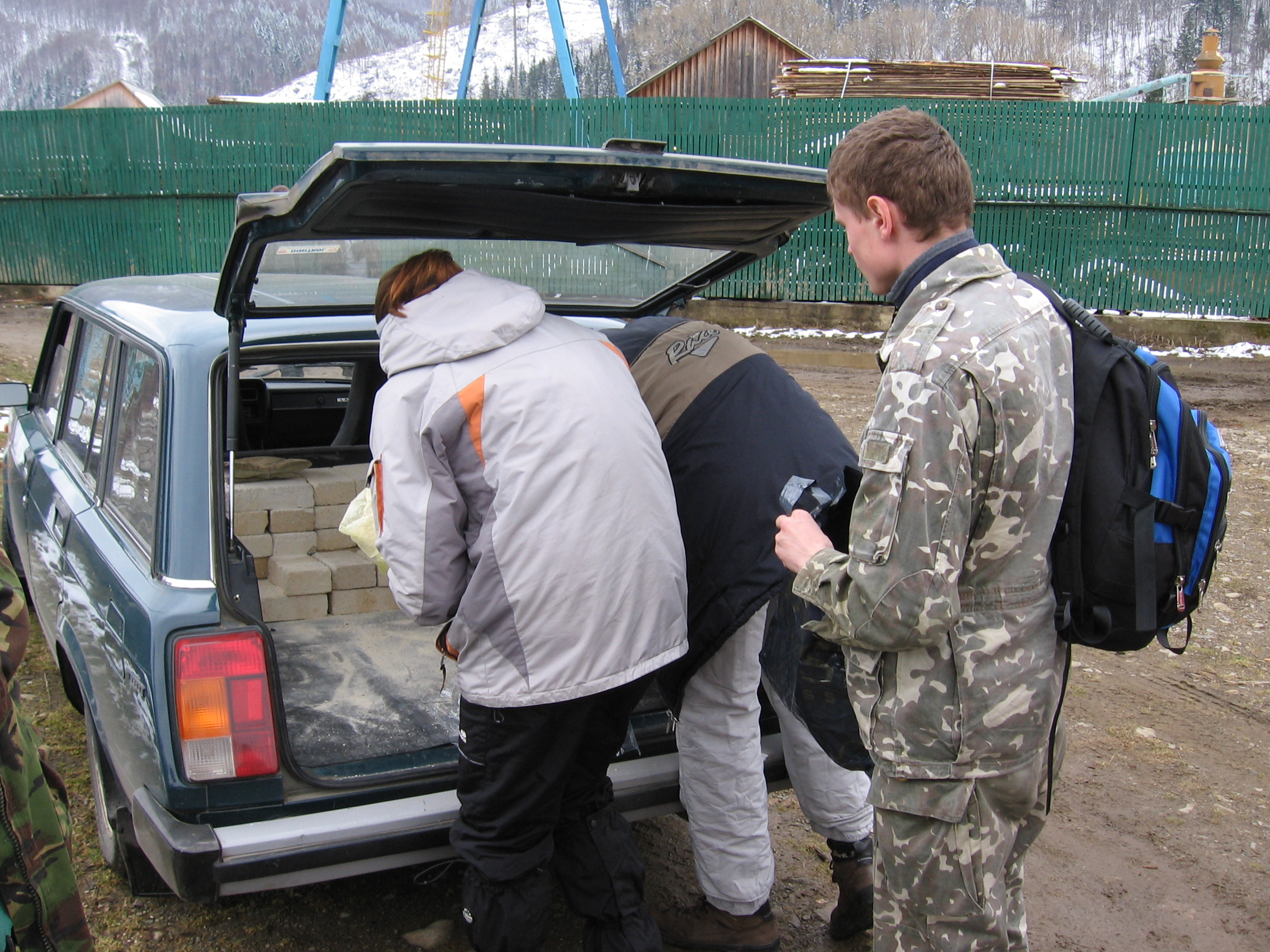
Розвантаження цегли-шамот

Станом на початок листопада 2005 р., в зв'язку із завершенням сезону, колективна робота була вичерпана. Василь Гутиряк до 08 листопада мурував фундамент.

### 2006
08 квітня за допомогою організованої групи туристів, за умов глибокого снігового покриву, було винесено біля 70 шт[уточнити] цегли-шамот (для мурування топки печі). Цеглу безоплатно надав калушанин Олег Корнага.

### 2007
27 травня було проведено акцію «Чисті гори» за фінансового сприяння Посольства Королівства Нідерландів в Україні (було оплачено автобус з Франківська, виготовлено промоційні футболки, придбано мішки та одноразові рукавички) та організаційної допомоги Осмолодського ДЛГ, яке надало транспорт для перевезення волонтерів з с. Осмолода та дошку 40 мм для підлоги. В рамках акції волонтери прибрали сміття в урочищі Трикутник та переносили будівельні матеріали. Вдалося винести практично всю дошку до першої кладки, де вона була штабельована на зиму. До самого притулку було винесено практично всю глину, цемент і пісок, частину звичайної цегли і кілька дощок.

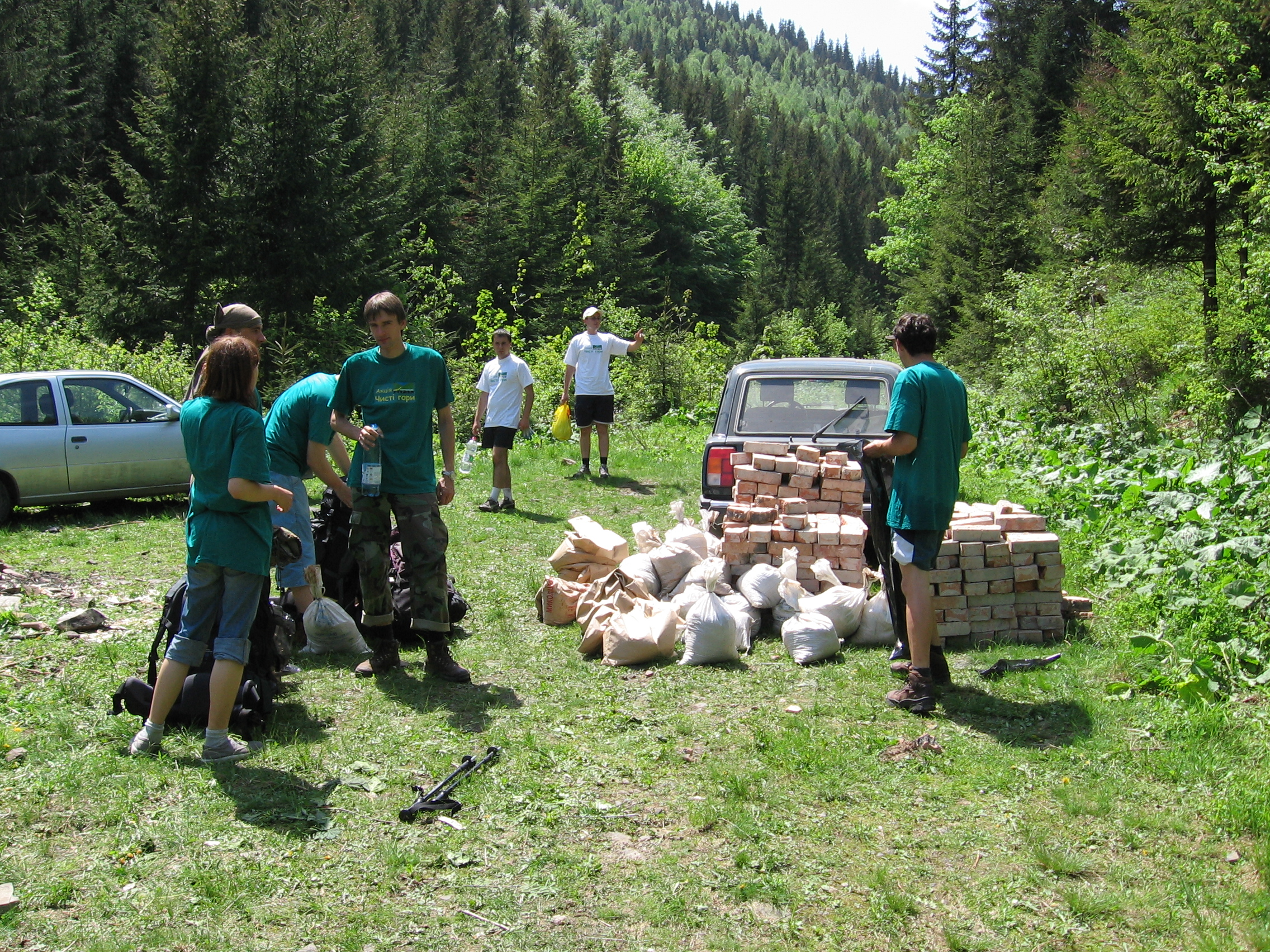
Початок стежки на Плісце. Звідси 2,5 км до будинку
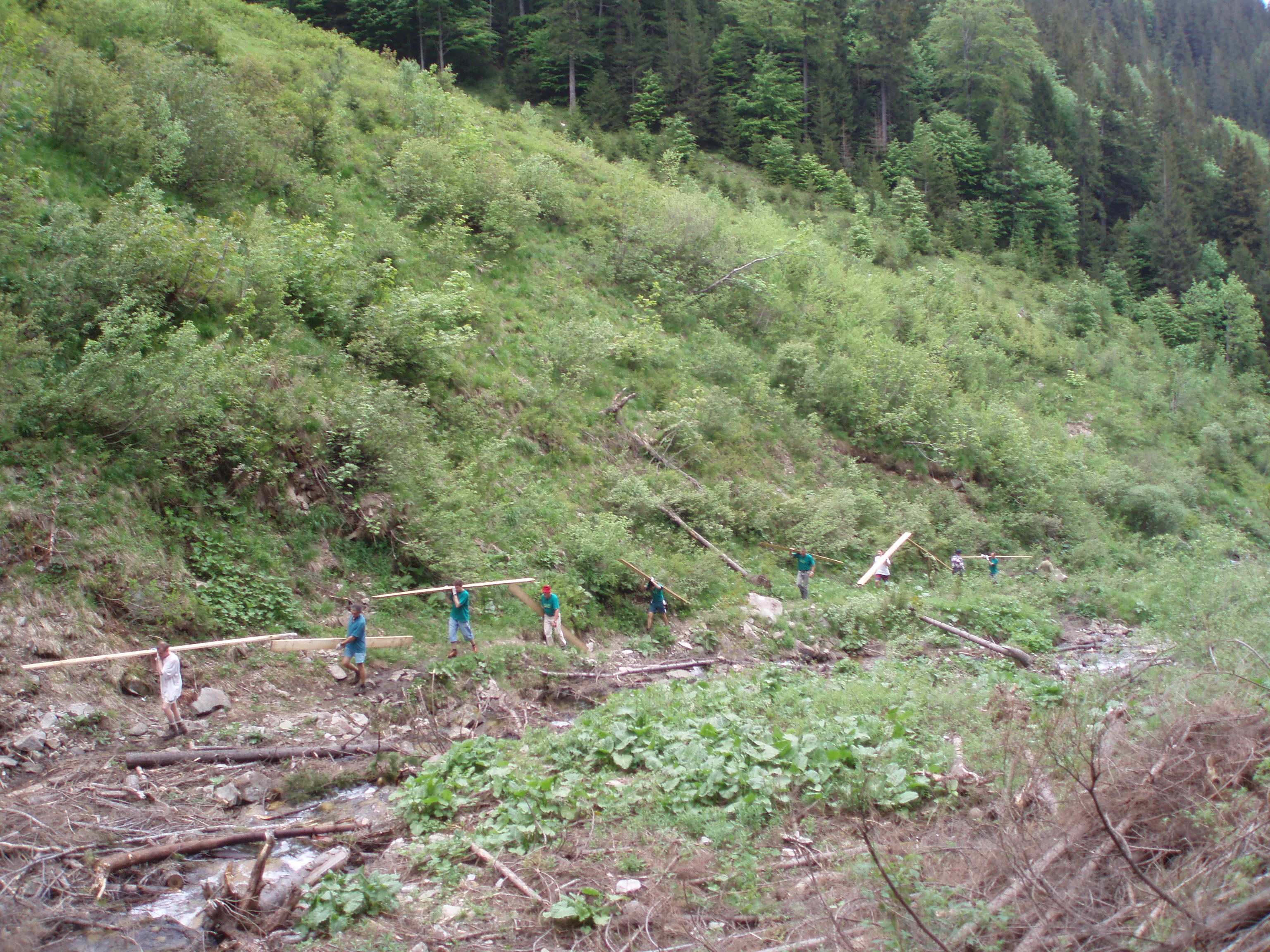
Волонтери несуть сиру дошку 40 мм
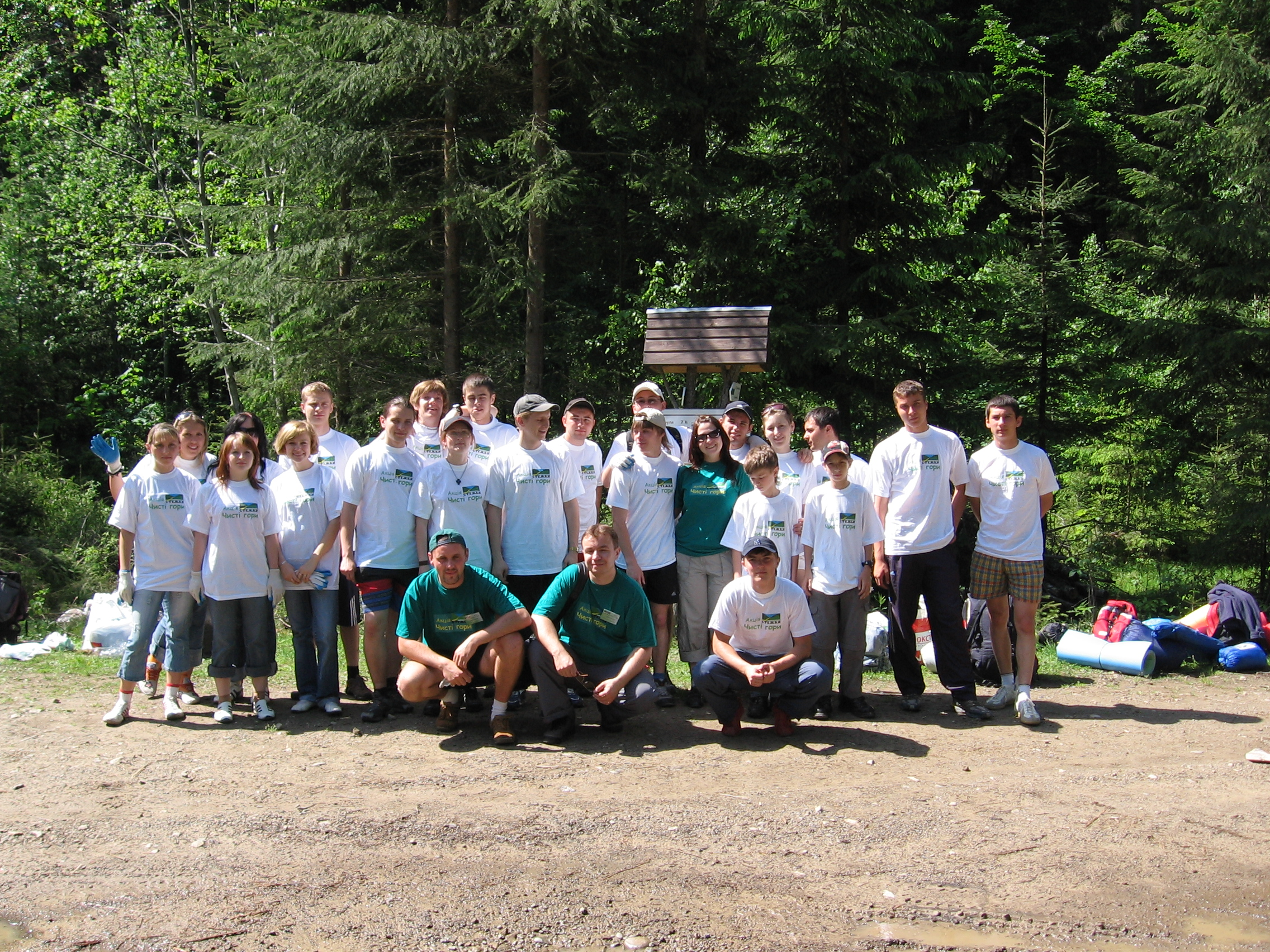
Учасники акції «Чисті гори» (Молодий Рух, БЮТ, Пласт)
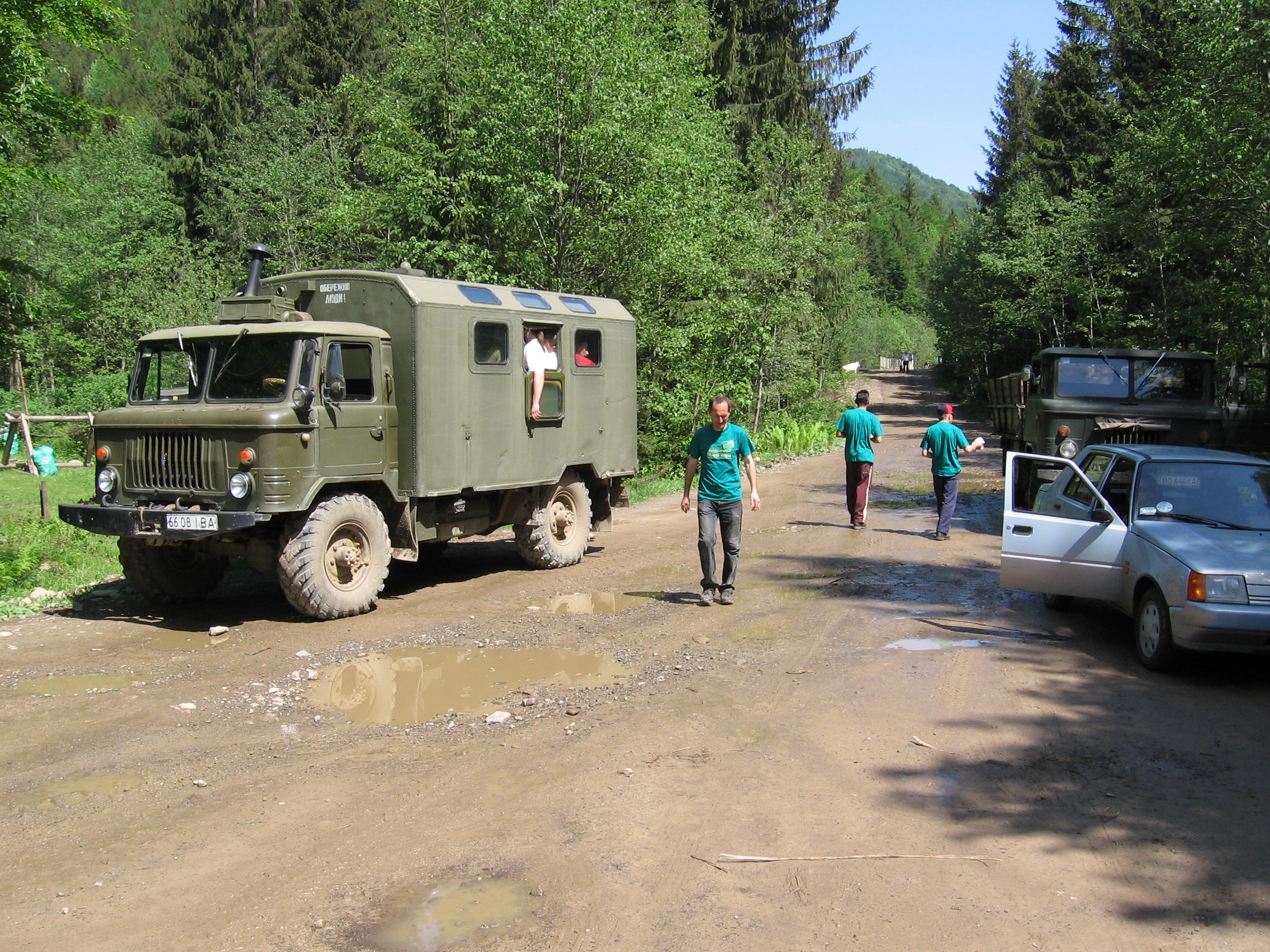
Транспорт від Осмолодського ДЛГ

Липень-серпень 2007 ― окремі волонтерські одиниці підносили дошки і складали їх у штабель на першій кладці. Також завдяки Володимиру Худяку було орендовано коня і зроблено кілька неефективних спроб доставити цеглу від початку стежки до другої кладки. Було виготовлено агітаційну табличку і встановлено на маршруті, яка закликала подорожуючих на Плісце туристів взяти одну-дві цеглини і винести до будинку.
Осінь 2007 ― єгерська служба допомогла справі, винісши значну кількість дощок до будинку. З цих матеріалів було виготовлено туалет, стіл з лавками надворі та встановлено підлогу на першому поверсі в обох кімнатах.
Листопад 2007 ― організовані Василем Гутиряком три виїзди у кількості трьох-чотирьох волонтерів. Дорогою наверх волонтери носили сирі дошки етапами до будинку. З винесених матеріалів вдалося встановити підлогу на горищі та лежаки на першому поверсі.
Грудень 2007 ― окремі волонтерські виїзди для дрібних робіт (утеплення швів мінватою).

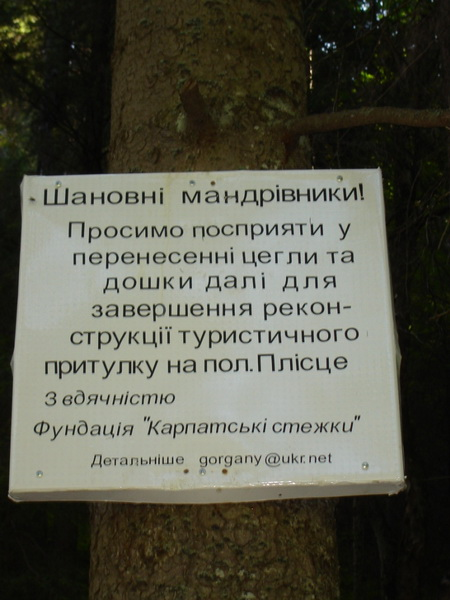
Агітаційна таблиця
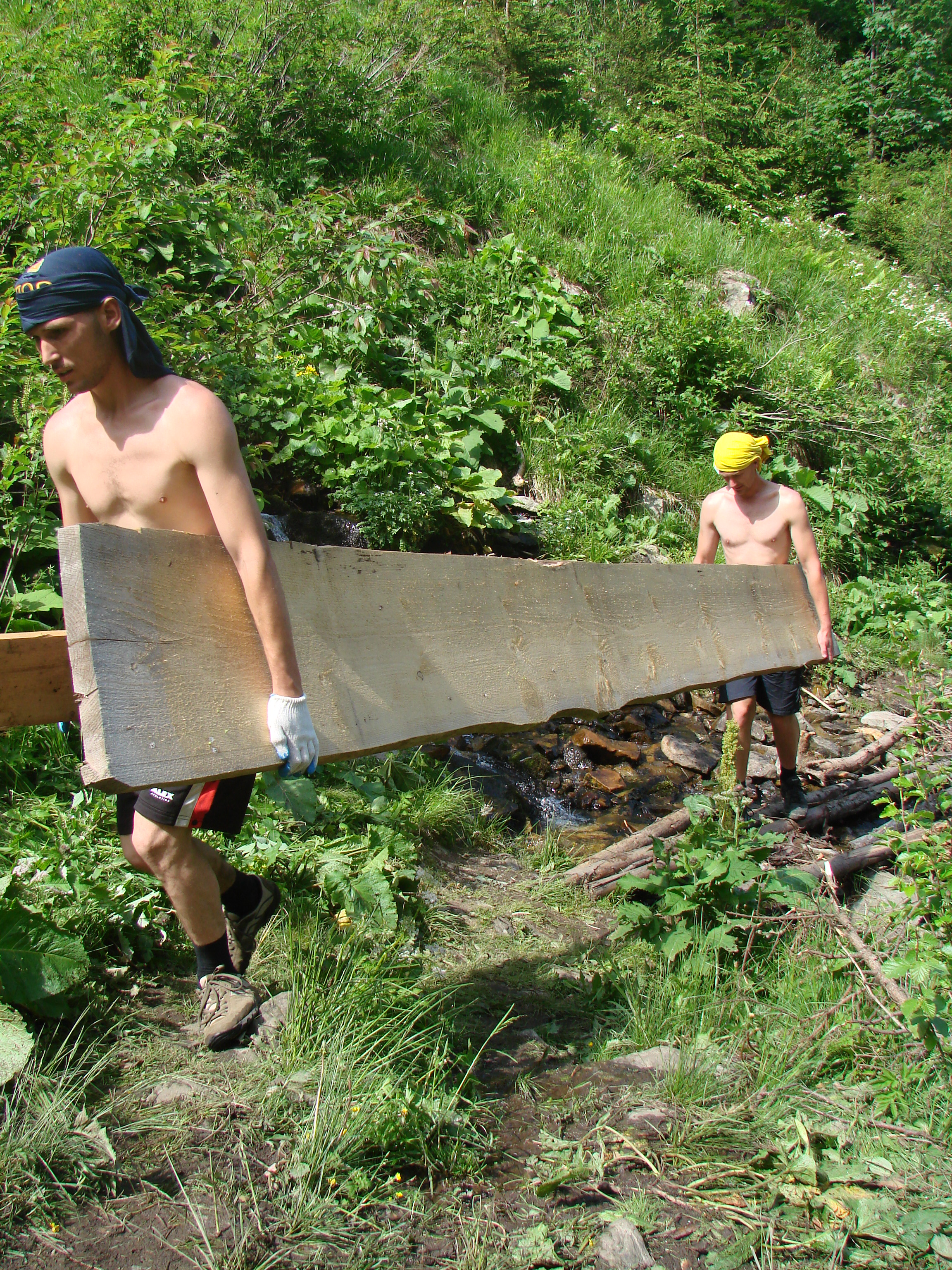
Акція з двох осіб
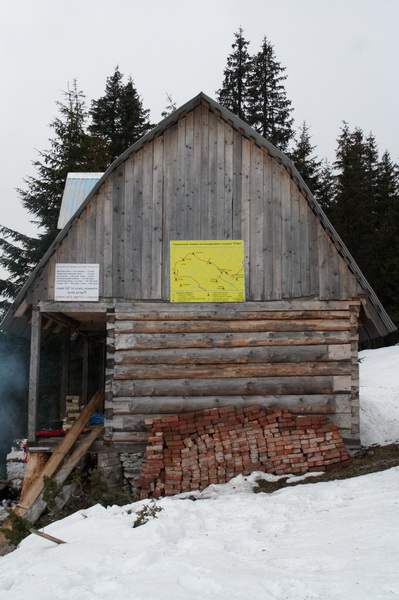
Цегла в листопаді 2007 р.
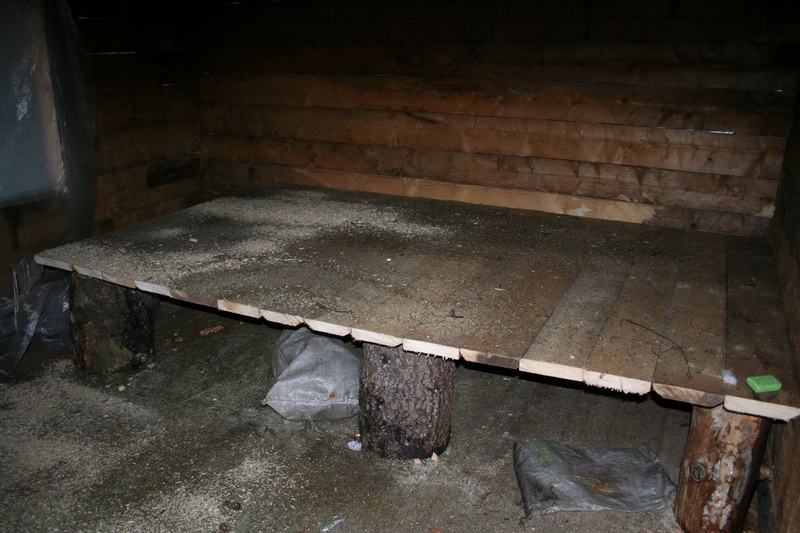
Лежаки в кімнатах
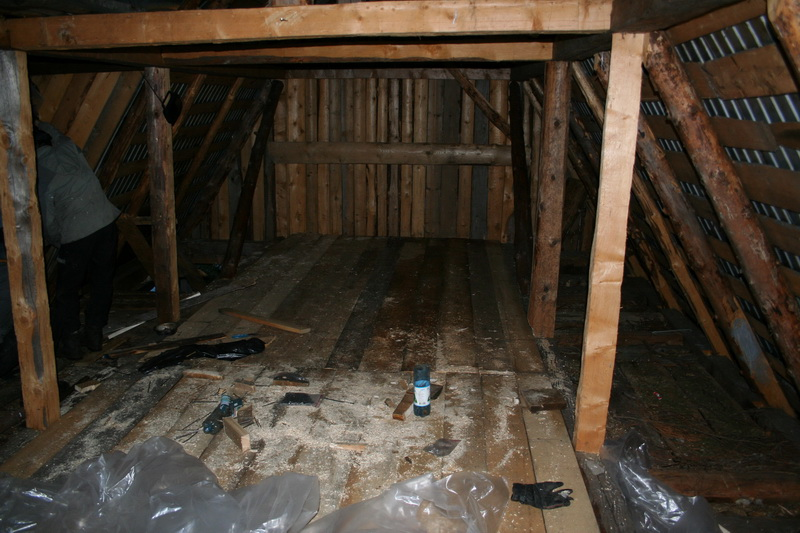
Підлога на горищі
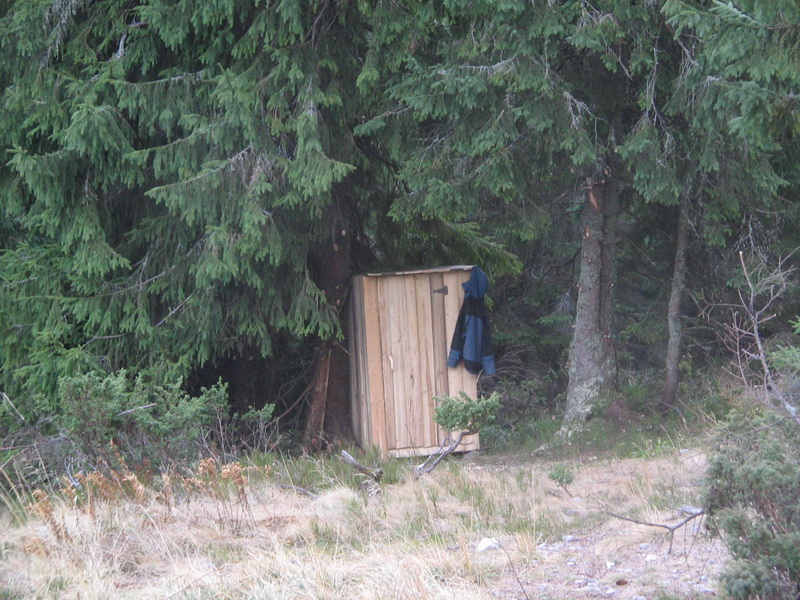
«Єгерський» туалет

### 2008
Наочна агітація, анонси в мережі, а також матеріал в газеті «Експрес», пришвидшили процес добудови притулку. З моменту початку активних дій пройшло вже 6 років. Така величезна затримка в першу чергу була пов'язана з необхідністю постійно мобілізувати волонтерів і спонукати їх до фізично і психологічно виснажливої праці. При можливості весь вантаж завезти автотранспортом будинок був би закінчений за сезон. Розглядався навіть варіант доставки будматеріалів гелікоптером Мі-8, як це зазвичай роблять у розвинутих країнах. Така послуга коштувала орієнтовно 1000 доларів лише за годину його переліту з Мукачевого чи інших авіабаз. Кошторис 8-годинного дня роботи перевалив би за 10 000 дол., чого ФКС собі дозволити не могла.
31 травня було проведено традиційну акцію, завдяки якій вдалося винести значну частину потрібних елементів (решту дощок, цегли, глини, піску, цементу, вікна). З винесених матеріалів було змуровано піч, встановлено лежаки на горищі. Також винесено і встановлено придбану за кошти Олега Корнаги вагонку, якою оббили стелю кімнат. Було помальовано дах. Подальші заходи були проведені ще 11 липня, 13-14 вересня, 18 жовтня, 8-9 листопада 2008 р.

31 травня
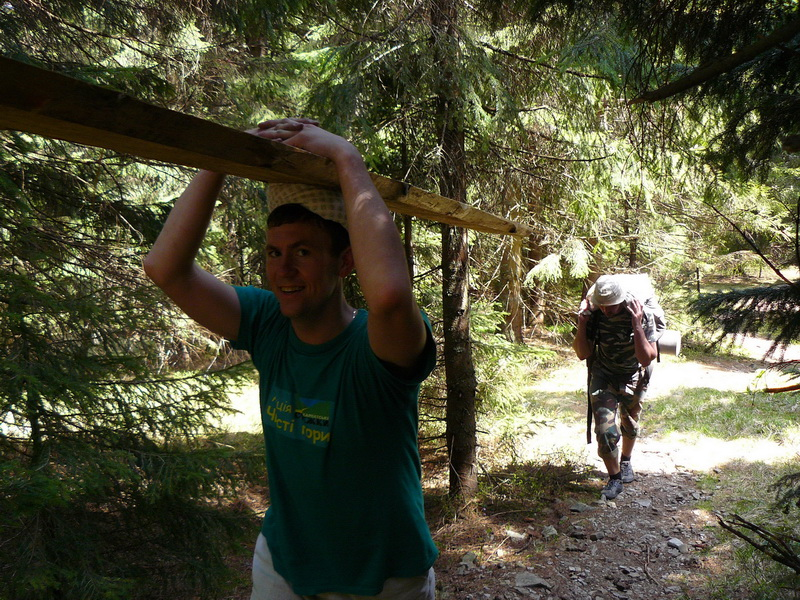
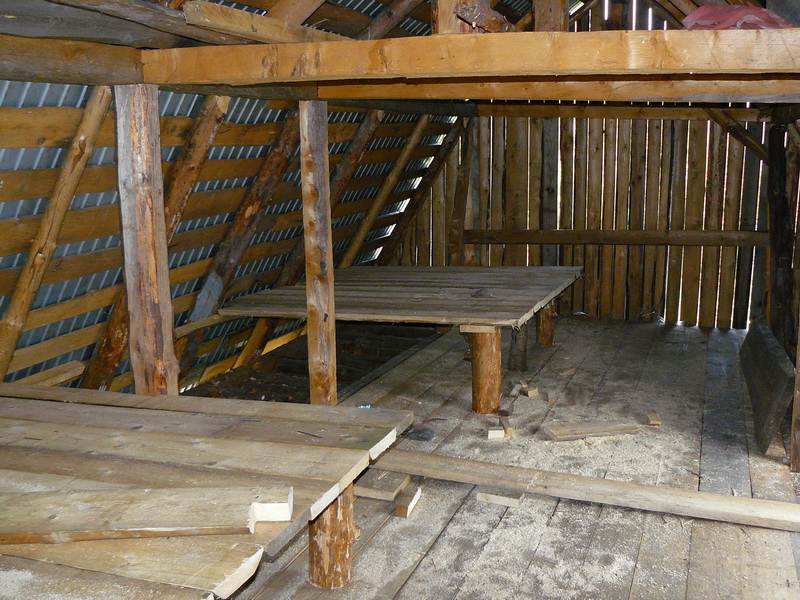
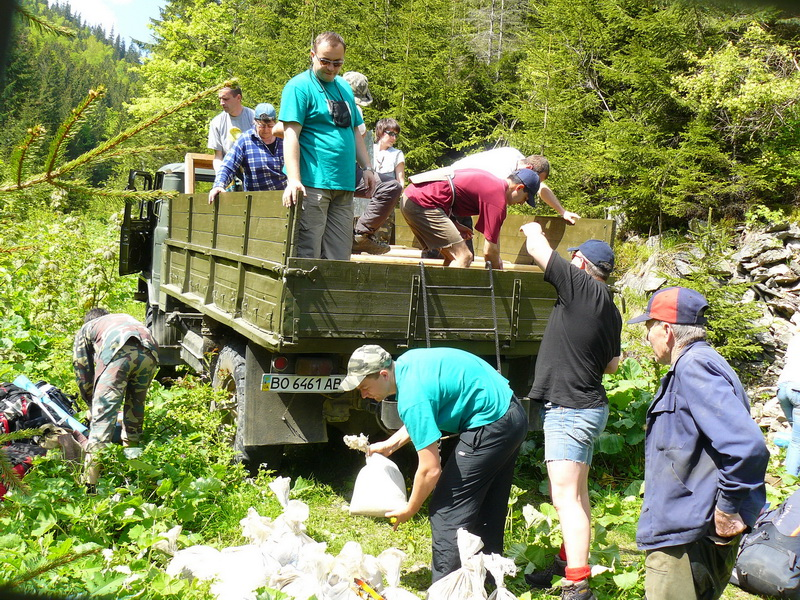
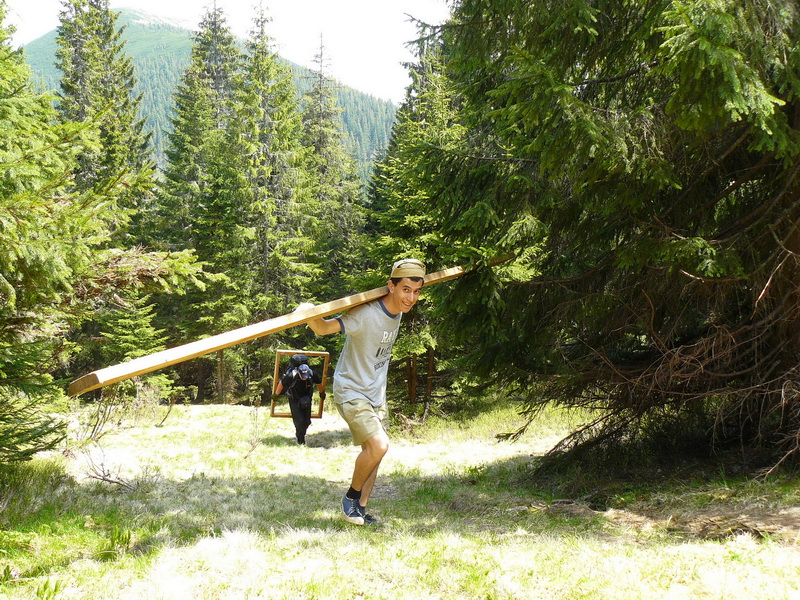
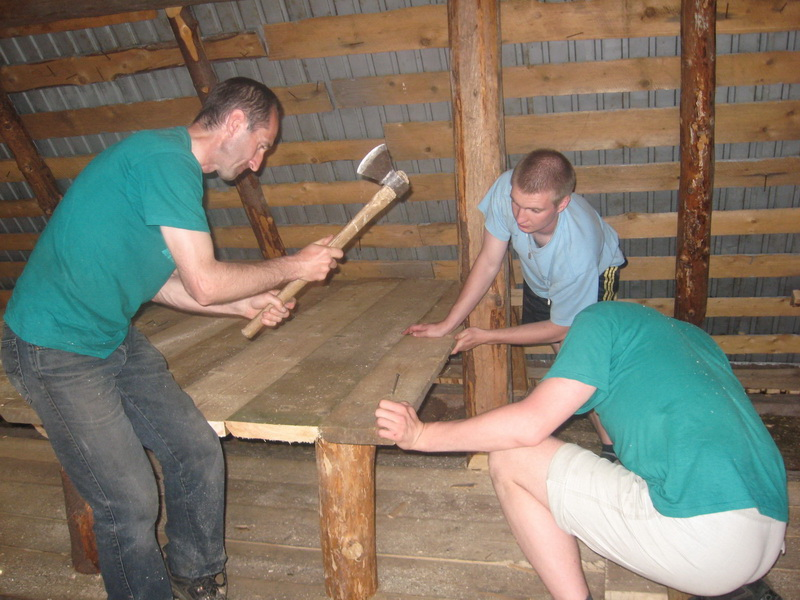
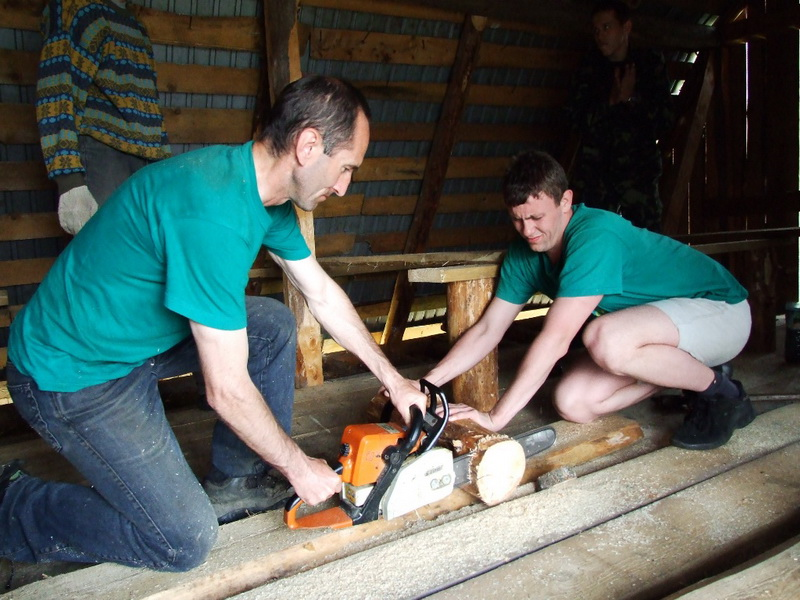
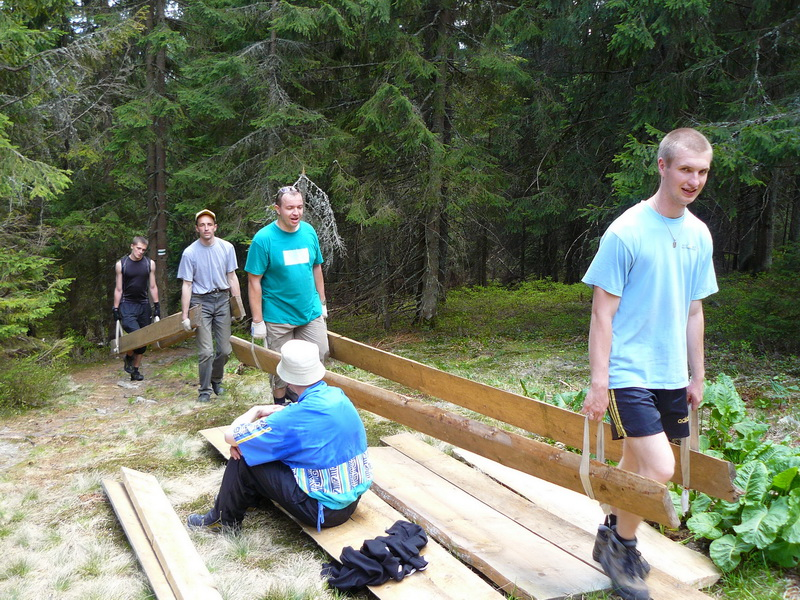
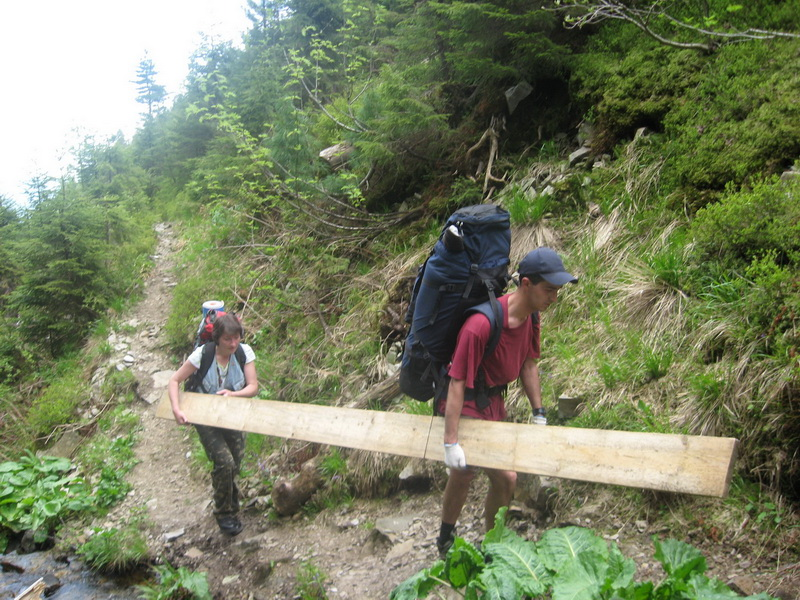

Осінь 2008
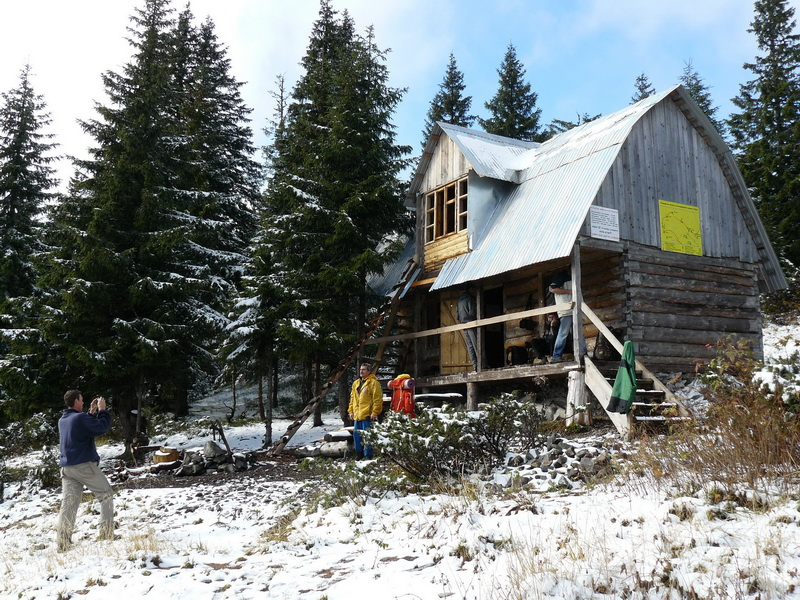
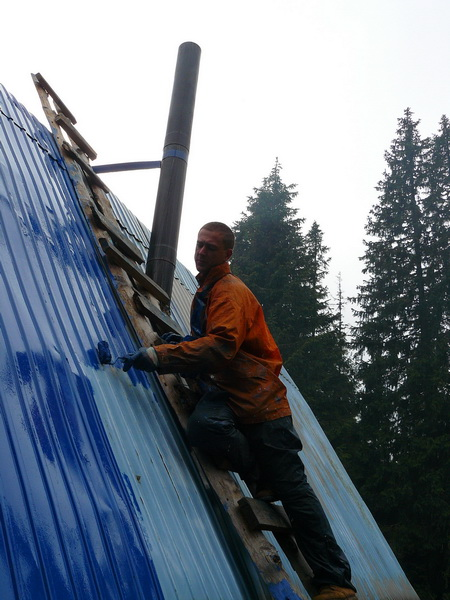
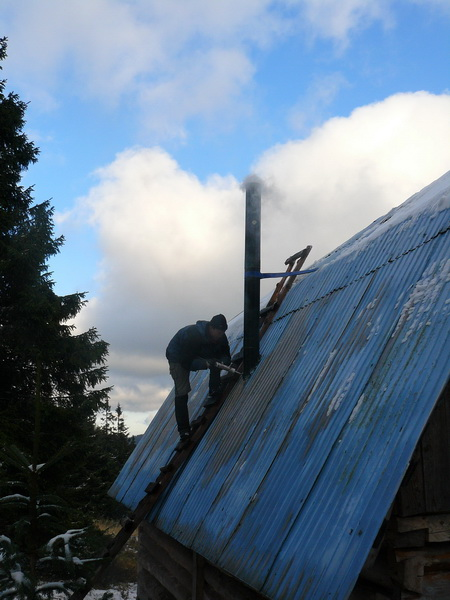
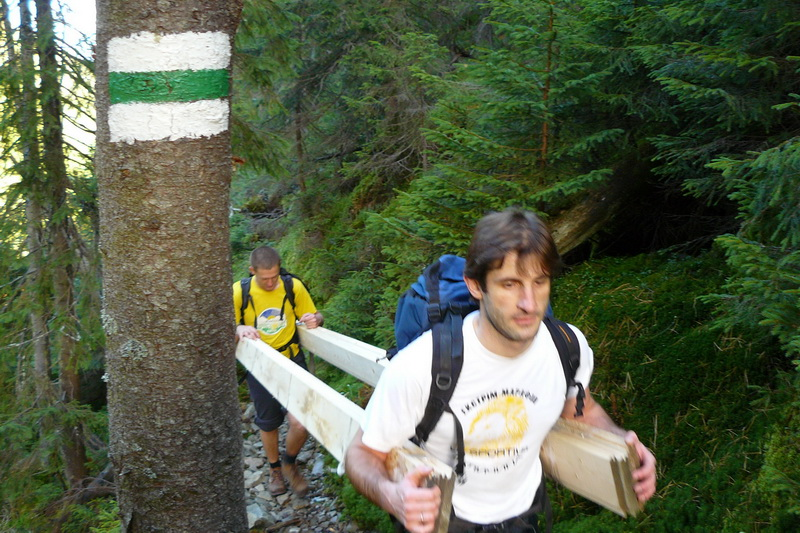
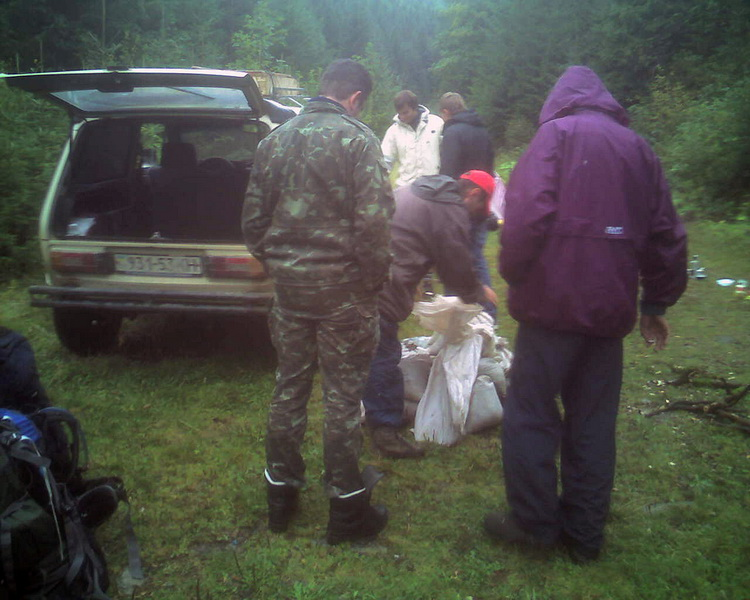
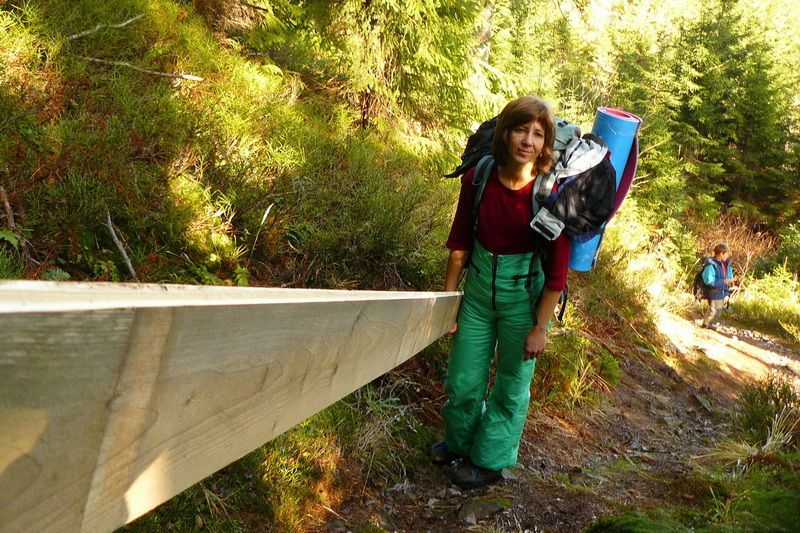
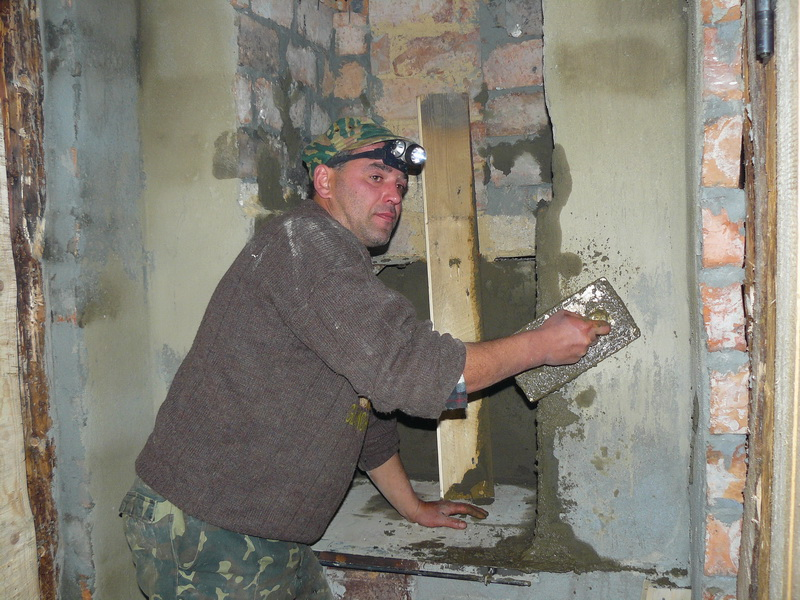
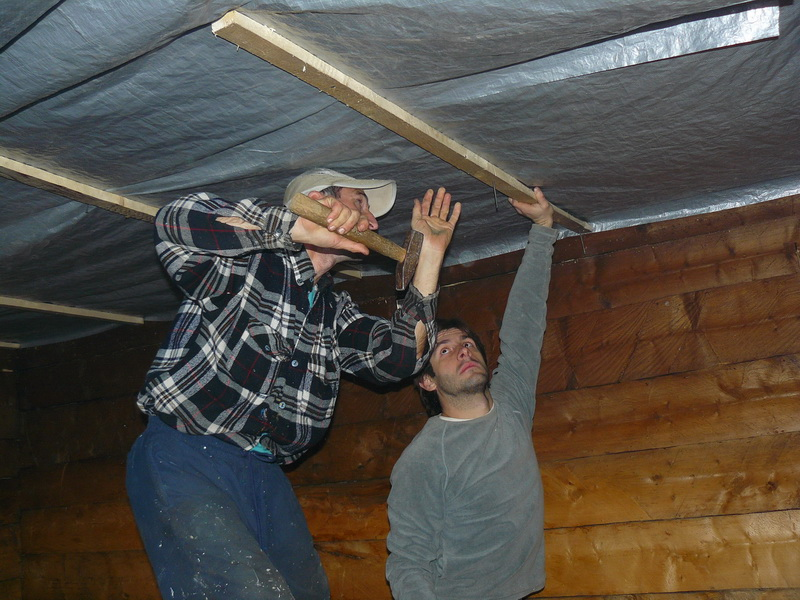
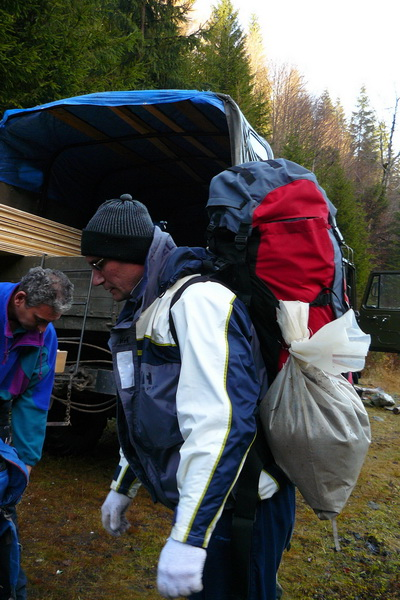
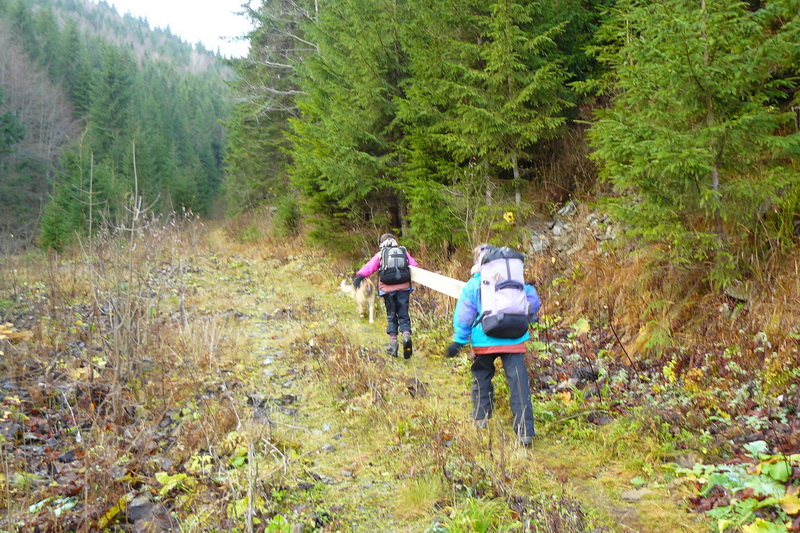
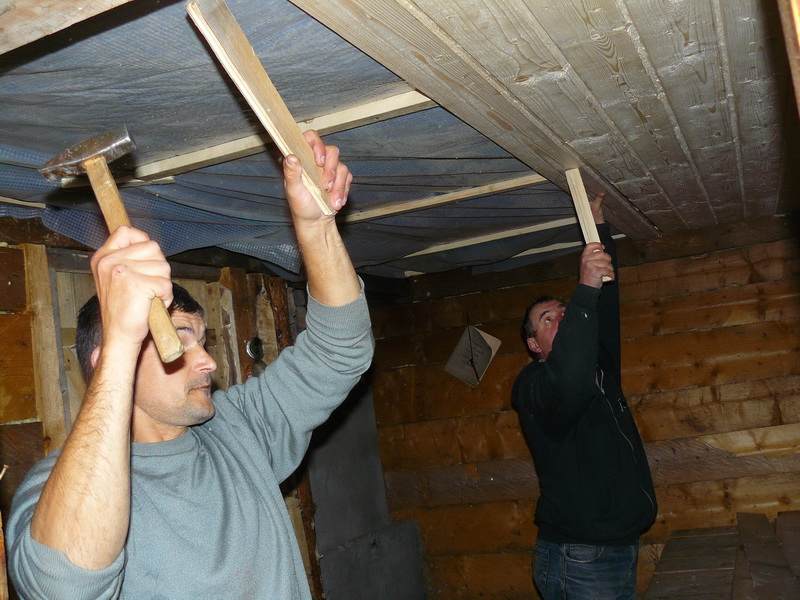
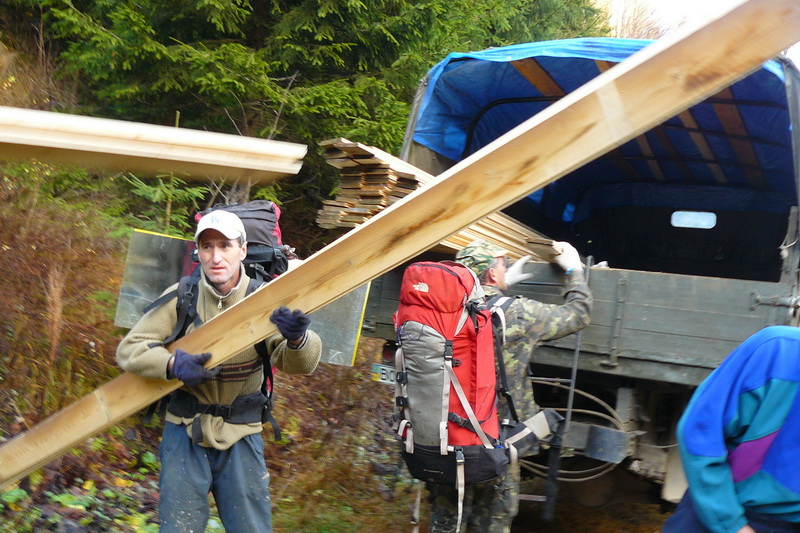
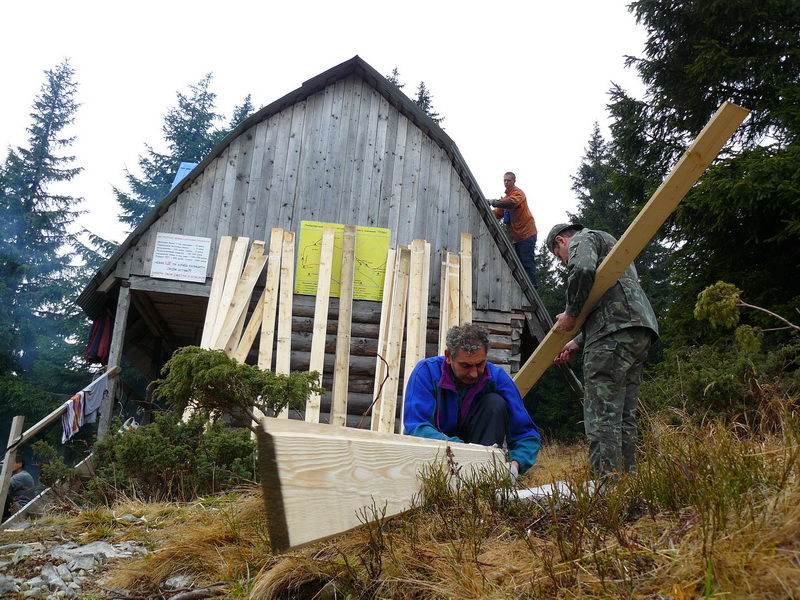
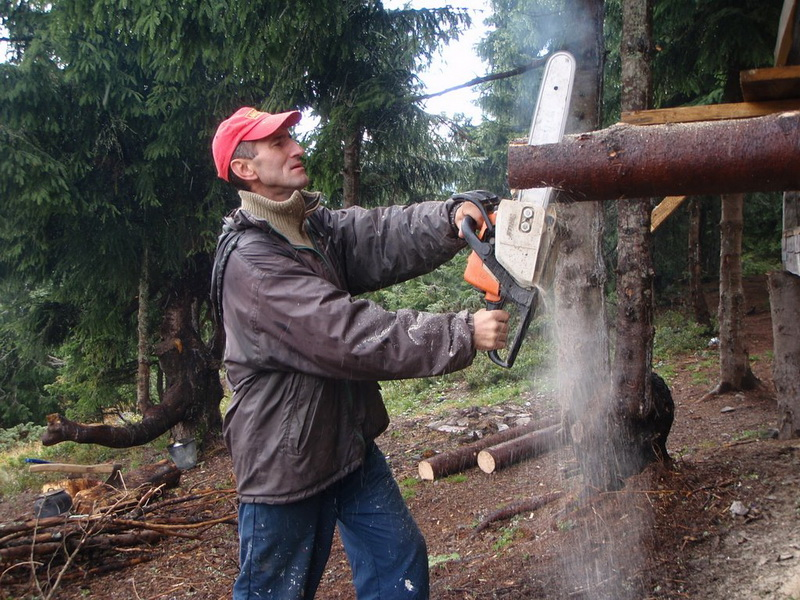
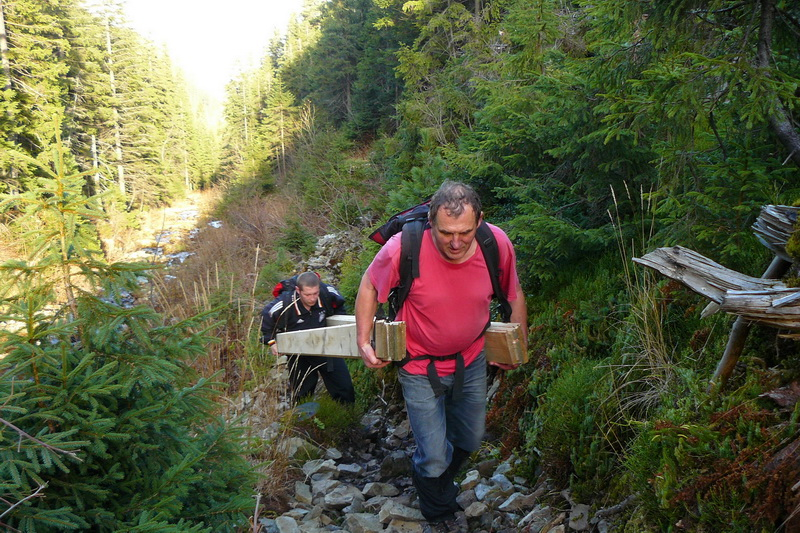
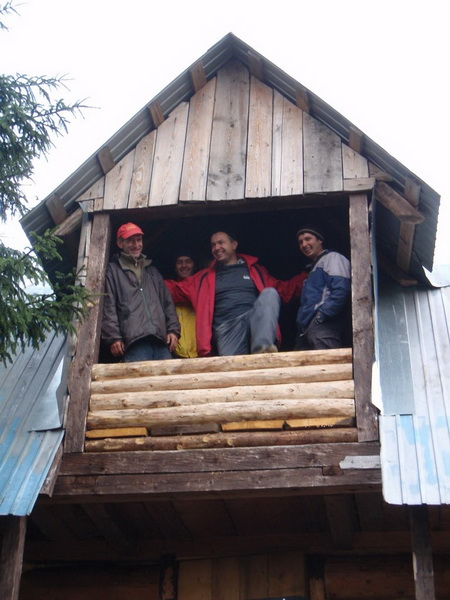
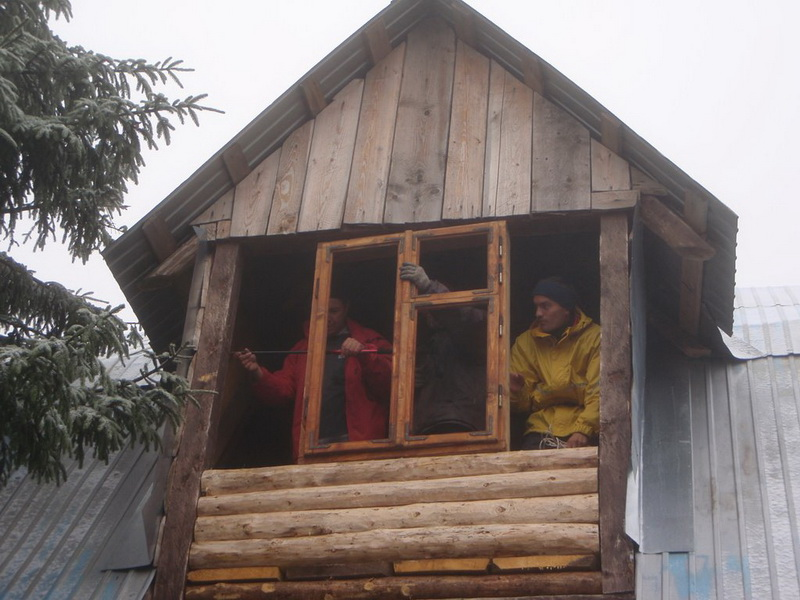
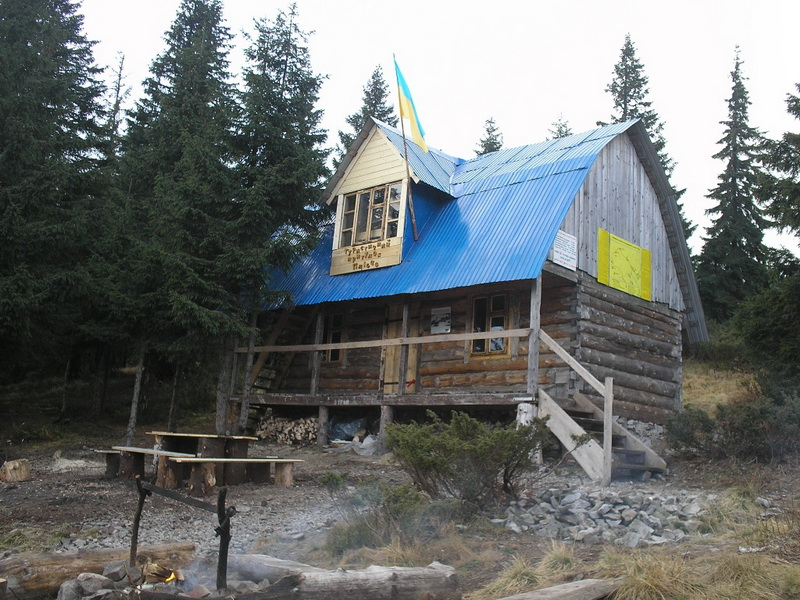

14-16 листопада 2008 р. було проведене довгождане відкриття притулку. Було запрошено багато українських та іноземних гостей. Будинок освятив священник і подарував ікону Св. Миколая, покровителя всіх мандрівників.

### 2009-2010
Притулок використовувався в нормальному режимі, особливого догляду не потребував. Суттєвих заходів в цей період не відбулося.

### 2011
Після кількох років експлуатації будинку в умовах високогір'я стало зрозуміло, що останній потребує утеплення. Варіант оббивання стін мінеральною ватою був досить коштовним, натомість було вирішено оббити стіни вагонкою (в доповнення до раніше оббитої стелі). Акція було проведено 27 травня. Активну підтримку надав волонтер Корпусу миру в Україні Джим Еліжер (Jim Eleazer), а також кілька інших іноземних волонтерів. За сприяння Джима до акції долучились працівники PricewaterhouseCoopers Ukraine, окрім допомоги у виносі матеріалів, ними було прибрано територію від сміття. Світлини з акції: https://photos.app.goo.gl/UzyAm4gfh4Gc8FqH6
Перед проведенням акції передова команда Василя Фіцака прочистила стежку, яка була завалена деревами від зимового сходу лавини. В акції допомогли випадкові волонтери ― студенти Прикарпатського лісогосподарського коледжу (м. Болехів), які винесли частину вагонки до будинку. Також була запрошена знімальна група з каналу Голос Америки. Відеосюжет [Архівовано 24 грудня 2019 у Wayback Machine.].

### 2014
За кілька зимових сезонів стало зрозуміло, що мурована піч недостатньо ефективна в опаленні будинку. Причиною цього послужила невдала конфігурація будинку (дві кімнати, розділені коридором, що веде до вхідних дверей). Найбільше і найшвидше тепло віддавала плита для готування їжі, однак з прохідного коридору (де остання знаходилась) тепло дуже швидко видувало. В кожній кімнаті була своя грубка (опалювана стіна), однак, щоб вона нагрілась до комфортної температури за умов сильних морозів, потрібно було 3-4 години кочегарити в печі. Так як популярність притулку дуже швидко зросла, питання забезпечення паливом від довколишнього лісу кожної зими була особливо гострою. Нетерплячі і недосвідчені туристи часто рубали зелені або невисохлі за сезон дерева, намагаючись ними підтримувати вогонь. Також непоодинокими були випадки спалювання пластикового сміття у печі. Це швидко призводило до накопичення у пічних каналах сажі і, як наслідок, ― проблеми з тягою.
З ініціативи заступника голови Олександра Бурсанова, заснованої у 2013 р. ГО «Туристичне товариство «Карпатські стежки», було оголошено збір коштів на придбання двох булер'янових печей-буржуйок. За короткий час було зібрано 3500 грн. 27-28 грудня 2014 р. печі були винесені і встановлені (врізані у вентканали існуючої печі). Також було заготовлено біля 2 кубометрів дров для туристів.

### 2015
У жовтні 2015 було укріплено димохід, вичищено сажу, прибрано і знесено сміття.

### 2016
У вересні 2016 р. було винесено дошки 50 мм для реконструкції сходів, які частково прогнили. Було збудовано нові.

### 2017
Згідно розпорядження Івано-Франківської ОДА №606 від 12.09.2016 р. було профінансовано програму реконструкції та утеплення горища. В кінці червня обстежено та заміряно будинок (світлини). В липні відбулась перша акція (світлини 1, світлини 2). Було зроблено проект реконструкції будинку: сходи на горище за планом будуть винесені на критий торець, звідки буде зроблений новий вхід. Основні сходи на веранду будуть переміщені вглиб веранди для меншого впливу опадів. Горище задумано повністю оббити мінватою в комбінації з паро- та гідробар'єрною плівками. Лежаки на горищі будуть повністю перепланові. В протилежному до майбутнього входу торці горища, а також поруч дверей, було зроблені вікна з акрилового скла.
Підчас ремонтних робіт було виявлено, що частина опорних брусів веранди (взятих ще з мисливського будинку), частково знищені шашелем. Позапланові роботи з ремонту веранди і встановлення нових опорних стовпів завадили виконати роботи вчасно. Туристами-волонтерами, що мешкали в той час в будинку, була надана допомога в обробці оліфою стін будинку (як профілактика проти майбутніх шкідників).
Акції було продовжено в серпні та листопаді 2017 р (світлини 1, світлини 2).
Станом на початок 2019 року зроблено:
```
― вставлені двері та два вікна
― перебудовано лежаки
― повністю утеплено горище мінватою
― оброблено стіни та несучі конструкції антисептиком
― вирито водовідвідний канал з пн.боку
― повністю реконструйовано веранду із заміною опорних стовпів (незапланований ремонт).
```

Реконструкція «Було-стало»
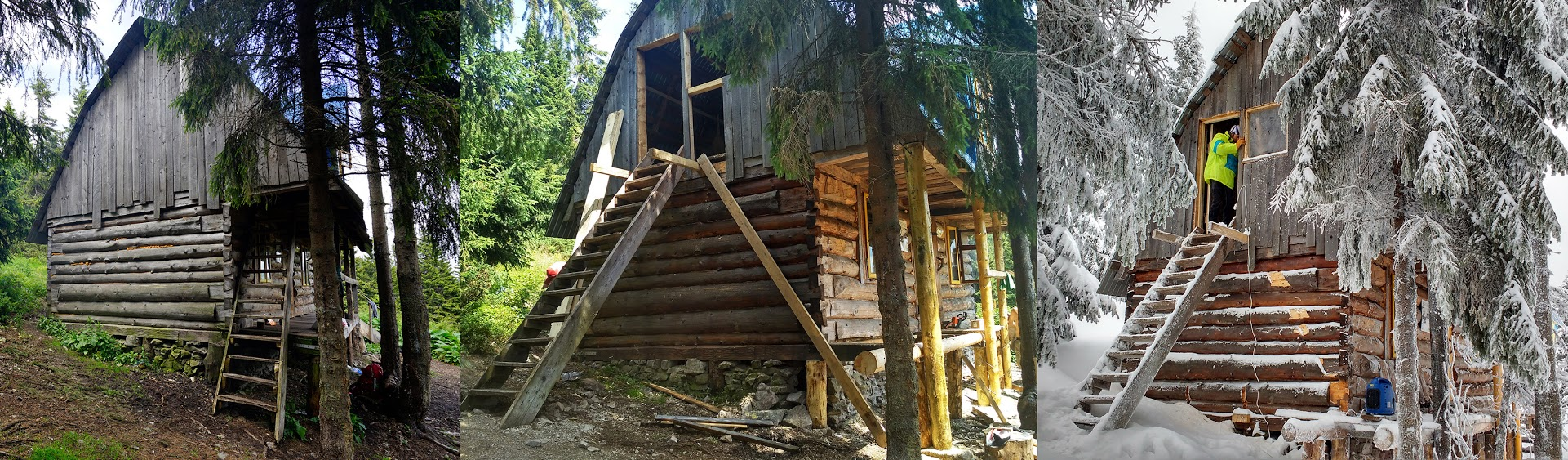
Вигляд західного торця
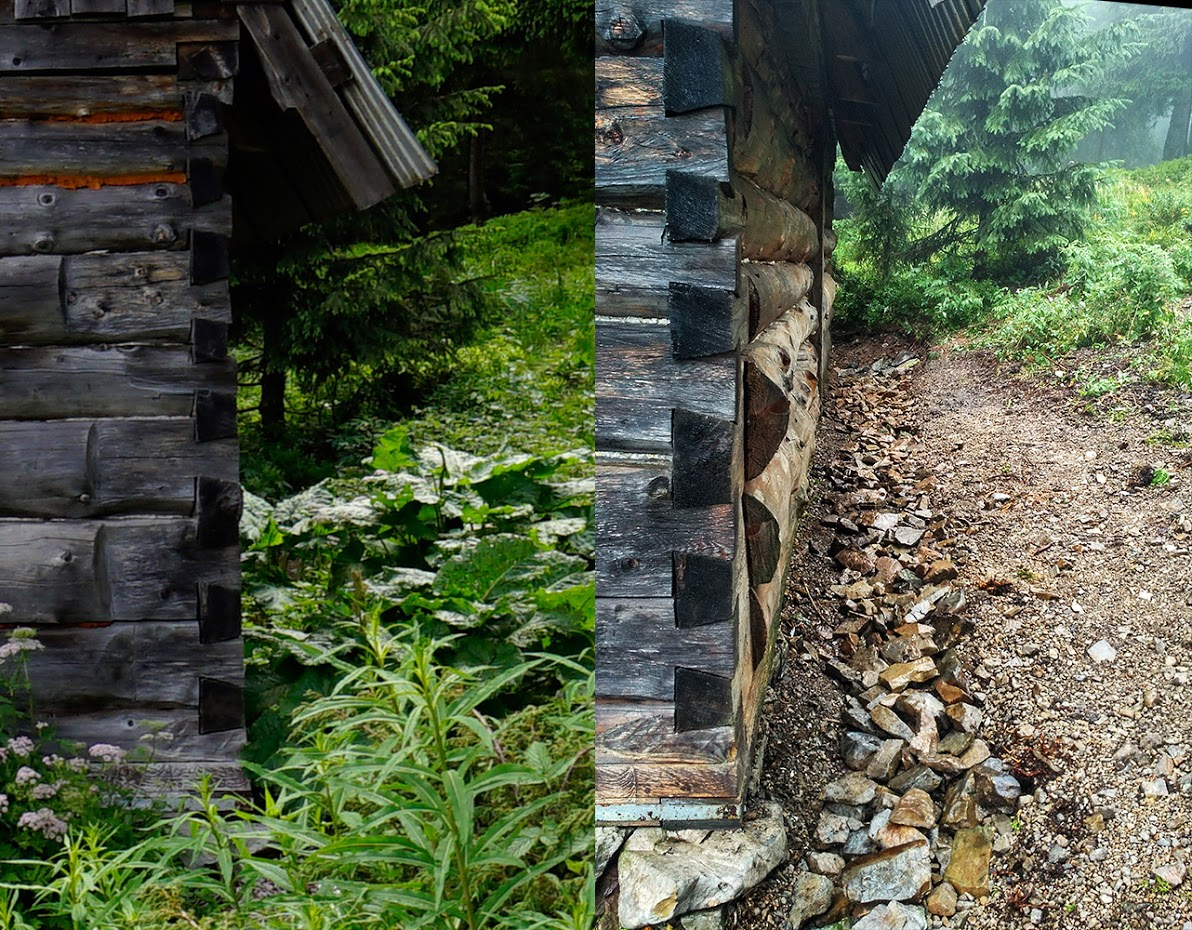
Пн. стіна і виритий водовідвідний канал
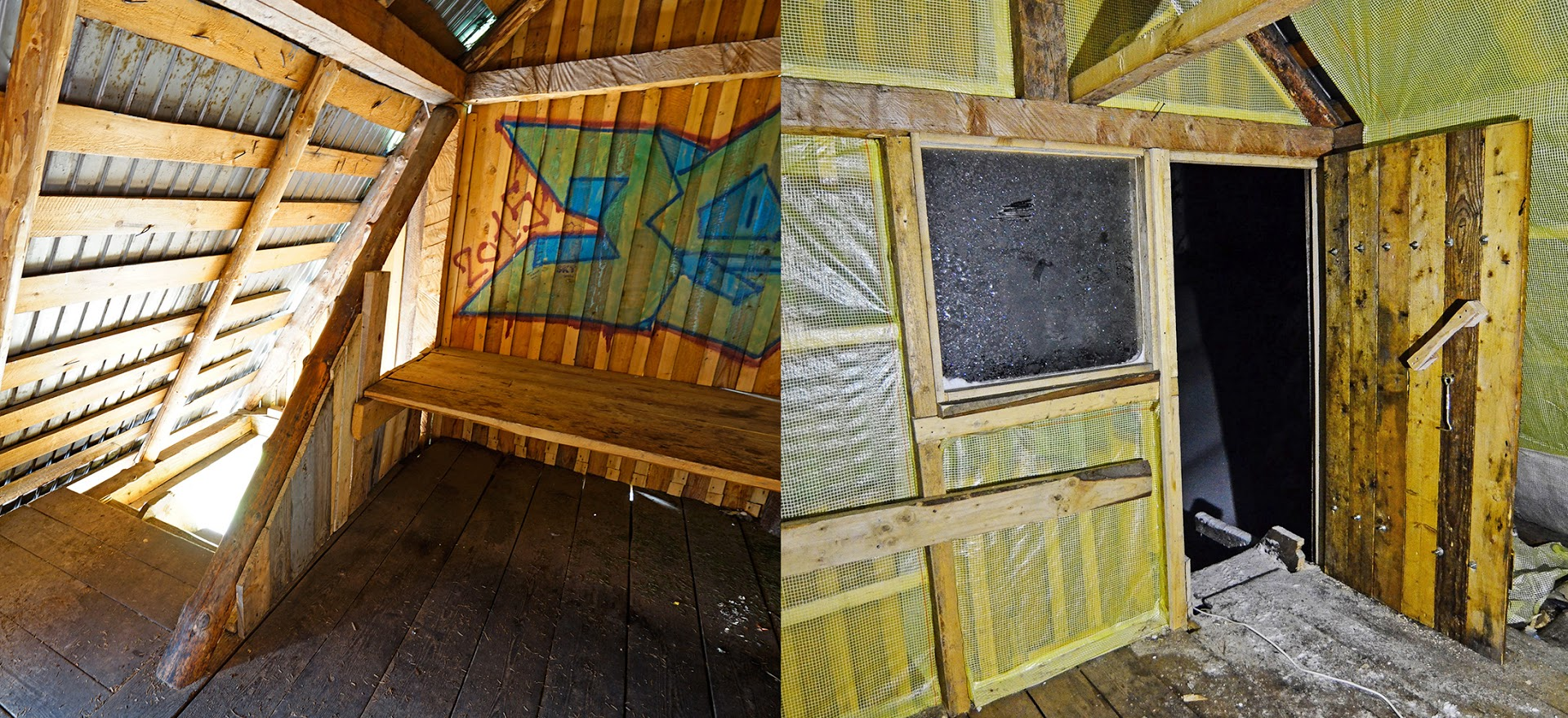
Зх. торець (перенесено вхід)
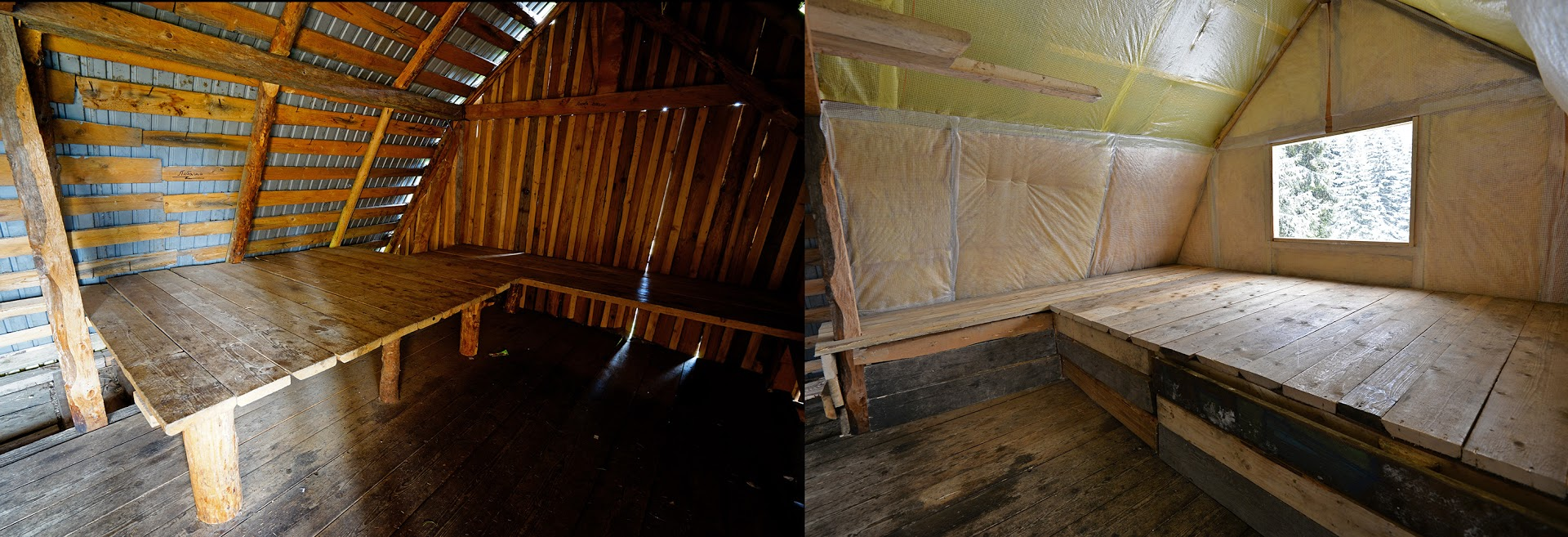
Вигляд на сх. торець (перебудовано лежаки, встановлено вікно)
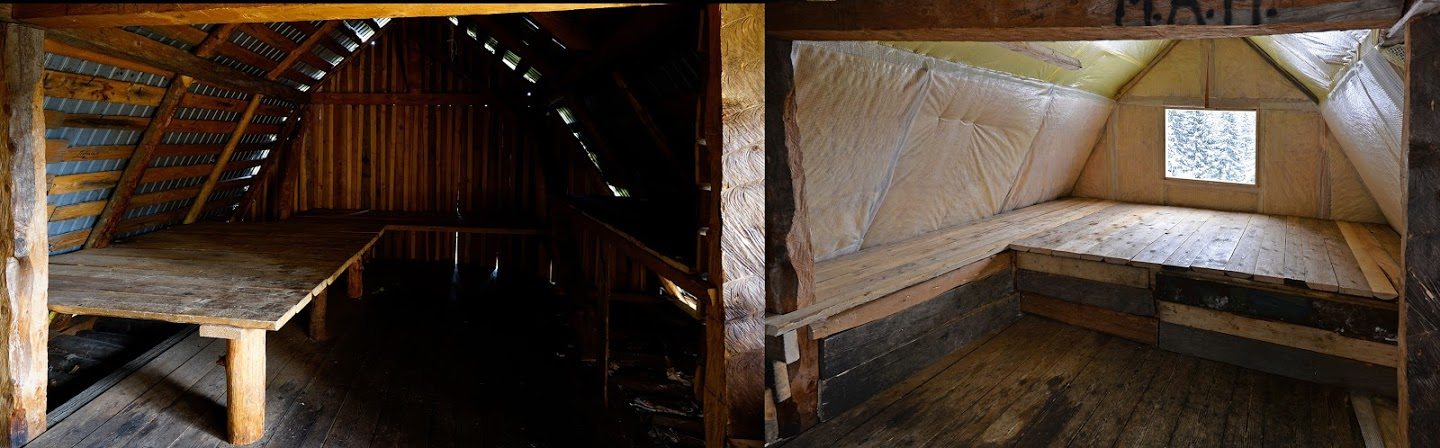
Сх. торець
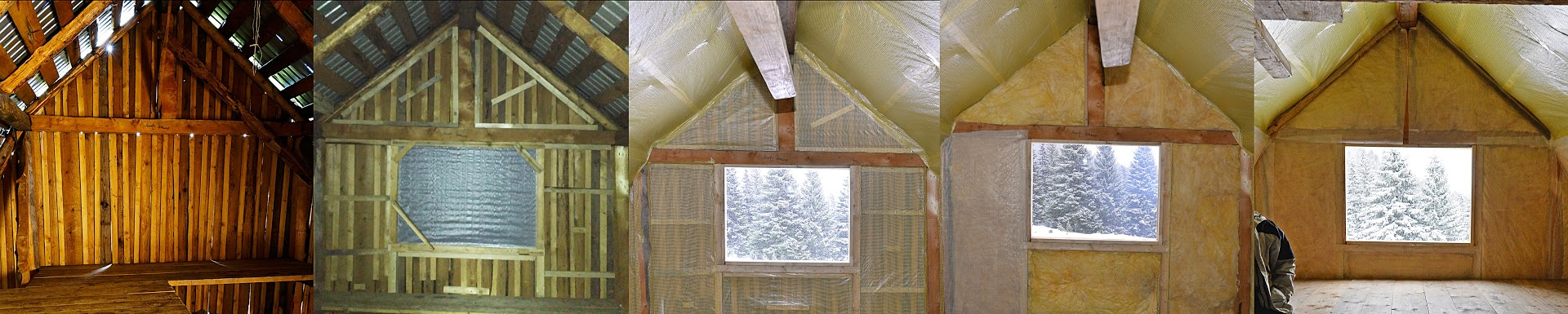
Сх.торець горища в процесі реконструкції

### 2021
З ініціативи голови ФКС Василя Фіцака було винесено та закінчено почату в 2017 р. реконструкцію будинку:
- відновлено другу кладку через р.Котелець
- винесено будівельні матеріали та цеглу для димоходу
- змуровано і змонтовано комбінований цегляний-трубний димохід
- помальовано дах та весь фасад
- встановлено поручні мансарди
- змонтовано драбину на других поверх в проектне положення

## Цікаве
- В розчистці стежки від лавинного сміття у 2005 р. брав участь Леонід Кантер із студентами КНУТКіТ
- Під час будівництва притулку надійшла пропозиція від тодішнього заступника Львівської обласної ради Ігора Держка подарувати притулку електрогенератор. Обіцянку виконано не було
- Туристом і волонтером у 2008 р. став тодішній журналіст Дмитро Добродомов
- Восени 2017 року російська туристка Жанна з СПб мало не спалила притулок. Вона вирішила розвести вогонь на горищі, просто на дошках, біля комина. Вчасна поява рятувальників запобігла катастрофі.
- Рятувальниками у 2021 році виконано роботи з ремонту і облаштування притулку[15]